# Esquema de mat

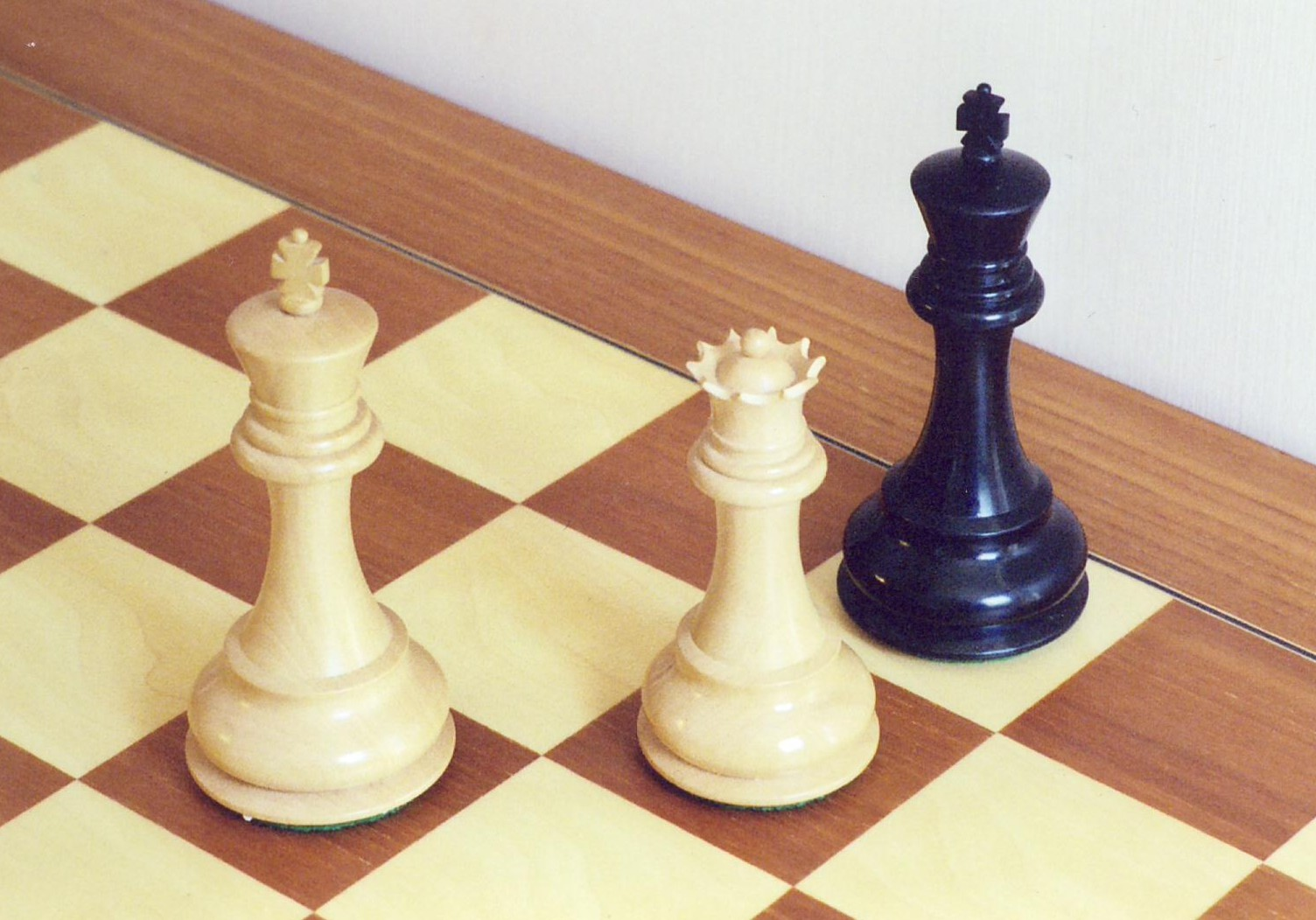
Escac i mat

Un esquema de mat és un esquema d'escac i mat que ocorre bastant sovint en escacs. En els següents diagrames són les blanques les que fan el mat.
|  |

## Mat d'Anastasia
|   | a                                                                      | b                                                                      | c                                                                      | d                                                                      | e                                                                      | f                                                                      | g                                                                      | h                                                                      |   |
| 8 | e7 blanques cavall · g7 negres peó · h7 negres rei · h5 blanques torre | e7 blanques cavall · g7 negres peó · h7 negres rei · h5 blanques torre | e7 blanques cavall · g7 negres peó · h7 negres rei · h5 blanques torre | e7 blanques cavall · g7 negres peó · h7 negres rei · h5 blanques torre | e7 blanques cavall · g7 negres peó · h7 negres rei · h5 blanques torre | e7 blanques cavall · g7 negres peó · h7 negres rei · h5 blanques torre | e7 blanques cavall · g7 negres peó · h7 negres rei · h5 blanques torre | e7 blanques cavall · g7 negres peó · h7 negres rei · h5 blanques torre | 8 |
| 7 | e7 blanques cavall · g7 negres peó · h7 negres rei · h5 blanques torre | e7 blanques cavall · g7 negres peó · h7 negres rei · h5 blanques torre | e7 blanques cavall · g7 negres peó · h7 negres rei · h5 blanques torre | e7 blanques cavall · g7 negres peó · h7 negres rei · h5 blanques torre | e7 blanques cavall · g7 negres peó · h7 negres rei · h5 blanques torre | e7 blanques cavall · g7 negres peó · h7 negres rei · h5 blanques torre | e7 blanques cavall · g7 negres peó · h7 negres rei · h5 blanques torre | e7 blanques cavall · g7 negres peó · h7 negres rei · h5 blanques torre | 7 |
| 6 | e7 blanques cavall · g7 negres peó · h7 negres rei · h5 blanques torre | e7 blanques cavall · g7 negres peó · h7 negres rei · h5 blanques torre | e7 blanques cavall · g7 negres peó · h7 negres rei · h5 blanques torre | e7 blanques cavall · g7 negres peó · h7 negres rei · h5 blanques torre | e7 blanques cavall · g7 negres peó · h7 negres rei · h5 blanques torre | e7 blanques cavall · g7 negres peó · h7 negres rei · h5 blanques torre | e7 blanques cavall · g7 negres peó · h7 negres rei · h5 blanques torre | e7 blanques cavall · g7 negres peó · h7 negres rei · h5 blanques torre | 6 |
| 5 | e7 blanques cavall · g7 negres peó · h7 negres rei · h5 blanques torre | e7 blanques cavall · g7 negres peó · h7 negres rei · h5 blanques torre | e7 blanques cavall · g7 negres peó · h7 negres rei · h5 blanques torre | e7 blanques cavall · g7 negres peó · h7 negres rei · h5 blanques torre | e7 blanques cavall · g7 negres peó · h7 negres rei · h5 blanques torre | e7 blanques cavall · g7 negres peó · h7 negres rei · h5 blanques torre | e7 blanques cavall · g7 negres peó · h7 negres rei · h5 blanques torre | e7 blanques cavall · g7 negres peó · h7 negres rei · h5 blanques torre | 5 |
| 4 | e7 blanques cavall · g7 negres peó · h7 negres rei · h5 blanques torre | e7 blanques cavall · g7 negres peó · h7 negres rei · h5 blanques torre | e7 blanques cavall · g7 negres peó · h7 negres rei · h5 blanques torre | e7 blanques cavall · g7 negres peó · h7 negres rei · h5 blanques torre | e7 blanques cavall · g7 negres peó · h7 negres rei · h5 blanques torre | e7 blanques cavall · g7 negres peó · h7 negres rei · h5 blanques torre | e7 blanques cavall · g7 negres peó · h7 negres rei · h5 blanques torre | e7 blanques cavall · g7 negres peó · h7 negres rei · h5 blanques torre | 4 |
| 3 | e7 blanques cavall · g7 negres peó · h7 negres rei · h5 blanques torre | e7 blanques cavall · g7 negres peó · h7 negres rei · h5 blanques torre | e7 blanques cavall · g7 negres peó · h7 negres rei · h5 blanques torre | e7 blanques cavall · g7 negres peó · h7 negres rei · h5 blanques torre | e7 blanques cavall · g7 negres peó · h7 negres rei · h5 blanques torre | e7 blanques cavall · g7 negres peó · h7 negres rei · h5 blanques torre | e7 blanques cavall · g7 negres peó · h7 negres rei · h5 blanques torre | e7 blanques cavall · g7 negres peó · h7 negres rei · h5 blanques torre | 3 |
| 2 | e7 blanques cavall · g7 negres peó · h7 negres rei · h5 blanques torre | e7 blanques cavall · g7 negres peó · h7 negres rei · h5 blanques torre | e7 blanques cavall · g7 negres peó · h7 negres rei · h5 blanques torre | e7 blanques cavall · g7 negres peó · h7 negres rei · h5 blanques torre | e7 blanques cavall · g7 negres peó · h7 negres rei · h5 blanques torre | e7 blanques cavall · g7 negres peó · h7 negres rei · h5 blanques torre | e7 blanques cavall · g7 negres peó · h7 negres rei · h5 blanques torre | e7 blanques cavall · g7 negres peó · h7 negres rei · h5 blanques torre | 2 |
| 1 | e7 blanques cavall · g7 negres peó · h7 negres rei · h5 blanques torre | e7 blanques cavall · g7 negres peó · h7 negres rei · h5 blanques torre | e7 blanques cavall · g7 negres peó · h7 negres rei · h5 blanques torre | e7 blanques cavall · g7 negres peó · h7 negres rei · h5 blanques torre | e7 blanques cavall · g7 negres peó · h7 negres rei · h5 blanques torre | e7 blanques cavall · g7 negres peó · h7 negres rei · h5 blanques torre | e7 blanques cavall · g7 negres peó · h7 negres rei · h5 blanques torre | e7 blanques cavall · g7 negres peó · h7 negres rei · h5 blanques torre | 1 |
|   | a                                                                      | b                                                                      | c                                                                      | d                                                                      | e                                                                      | f                                                                      | g                                                                      | h                                                                      |   |

Al mat d'Anastasia, un cavall i una torre s'uneixen per atrapar el rei contrari entre la vora del tauler i una peça del seu bàndol. Aquest mat rep el seu nom de la novel·la Anastasia und das Schachspiel de Johann Jakob Wilhelm Heinse.

## Mat d'Anderssen
|   | a                                                                     | b                                                                     | c                                                                     | d                                                                     | e                                                                     | f                                                                     | g                                                                     | h                                                                     |   |
| 8 | g8 negres rei · h8 blanques torre · g7 blanques peó · f6 blanques rei | g8 negres rei · h8 blanques torre · g7 blanques peó · f6 blanques rei | g8 negres rei · h8 blanques torre · g7 blanques peó · f6 blanques rei | g8 negres rei · h8 blanques torre · g7 blanques peó · f6 blanques rei | g8 negres rei · h8 blanques torre · g7 blanques peó · f6 blanques rei | g8 negres rei · h8 blanques torre · g7 blanques peó · f6 blanques rei | g8 negres rei · h8 blanques torre · g7 blanques peó · f6 blanques rei | g8 negres rei · h8 blanques torre · g7 blanques peó · f6 blanques rei | 8 |
| 7 | g8 negres rei · h8 blanques torre · g7 blanques peó · f6 blanques rei | g8 negres rei · h8 blanques torre · g7 blanques peó · f6 blanques rei | g8 negres rei · h8 blanques torre · g7 blanques peó · f6 blanques rei | g8 negres rei · h8 blanques torre · g7 blanques peó · f6 blanques rei | g8 negres rei · h8 blanques torre · g7 blanques peó · f6 blanques rei | g8 negres rei · h8 blanques torre · g7 blanques peó · f6 blanques rei | g8 negres rei · h8 blanques torre · g7 blanques peó · f6 blanques rei | g8 negres rei · h8 blanques torre · g7 blanques peó · f6 blanques rei | 7 |
| 6 | g8 negres rei · h8 blanques torre · g7 blanques peó · f6 blanques rei | g8 negres rei · h8 blanques torre · g7 blanques peó · f6 blanques rei | g8 negres rei · h8 blanques torre · g7 blanques peó · f6 blanques rei | g8 negres rei · h8 blanques torre · g7 blanques peó · f6 blanques rei | g8 negres rei · h8 blanques torre · g7 blanques peó · f6 blanques rei | g8 negres rei · h8 blanques torre · g7 blanques peó · f6 blanques rei | g8 negres rei · h8 blanques torre · g7 blanques peó · f6 blanques rei | g8 negres rei · h8 blanques torre · g7 blanques peó · f6 blanques rei | 6 |
| 5 | g8 negres rei · h8 blanques torre · g7 blanques peó · f6 blanques rei | g8 negres rei · h8 blanques torre · g7 blanques peó · f6 blanques rei | g8 negres rei · h8 blanques torre · g7 blanques peó · f6 blanques rei | g8 negres rei · h8 blanques torre · g7 blanques peó · f6 blanques rei | g8 negres rei · h8 blanques torre · g7 blanques peó · f6 blanques rei | g8 negres rei · h8 blanques torre · g7 blanques peó · f6 blanques rei | g8 negres rei · h8 blanques torre · g7 blanques peó · f6 blanques rei | g8 negres rei · h8 blanques torre · g7 blanques peó · f6 blanques rei | 5 |
| 4 | g8 negres rei · h8 blanques torre · g7 blanques peó · f6 blanques rei | g8 negres rei · h8 blanques torre · g7 blanques peó · f6 blanques rei | g8 negres rei · h8 blanques torre · g7 blanques peó · f6 blanques rei | g8 negres rei · h8 blanques torre · g7 blanques peó · f6 blanques rei | g8 negres rei · h8 blanques torre · g7 blanques peó · f6 blanques rei | g8 negres rei · h8 blanques torre · g7 blanques peó · f6 blanques rei | g8 negres rei · h8 blanques torre · g7 blanques peó · f6 blanques rei | g8 negres rei · h8 blanques torre · g7 blanques peó · f6 blanques rei | 4 |
| 3 | g8 negres rei · h8 blanques torre · g7 blanques peó · f6 blanques rei | g8 negres rei · h8 blanques torre · g7 blanques peó · f6 blanques rei | g8 negres rei · h8 blanques torre · g7 blanques peó · f6 blanques rei | g8 negres rei · h8 blanques torre · g7 blanques peó · f6 blanques rei | g8 negres rei · h8 blanques torre · g7 blanques peó · f6 blanques rei | g8 negres rei · h8 blanques torre · g7 blanques peó · f6 blanques rei | g8 negres rei · h8 blanques torre · g7 blanques peó · f6 blanques rei | g8 negres rei · h8 blanques torre · g7 blanques peó · f6 blanques rei | 3 |
| 2 | g8 negres rei · h8 blanques torre · g7 blanques peó · f6 blanques rei | g8 negres rei · h8 blanques torre · g7 blanques peó · f6 blanques rei | g8 negres rei · h8 blanques torre · g7 blanques peó · f6 blanques rei | g8 negres rei · h8 blanques torre · g7 blanques peó · f6 blanques rei | g8 negres rei · h8 blanques torre · g7 blanques peó · f6 blanques rei | g8 negres rei · h8 blanques torre · g7 blanques peó · f6 blanques rei | g8 negres rei · h8 blanques torre · g7 blanques peó · f6 blanques rei | g8 negres rei · h8 blanques torre · g7 blanques peó · f6 blanques rei | 2 |
| 1 | g8 negres rei · h8 blanques torre · g7 blanques peó · f6 blanques rei | g8 negres rei · h8 blanques torre · g7 blanques peó · f6 blanques rei | g8 negres rei · h8 blanques torre · g7 blanques peó · f6 blanques rei | g8 negres rei · h8 blanques torre · g7 blanques peó · f6 blanques rei | g8 negres rei · h8 blanques torre · g7 blanques peó · f6 blanques rei | g8 negres rei · h8 blanques torre · g7 blanques peó · f6 blanques rei | g8 negres rei · h8 blanques torre · g7 blanques peó · f6 blanques rei | g8 negres rei · h8 blanques torre · g7 blanques peó · f6 blanques rei | 1 |
|   | a                                                                     | b                                                                     | c                                                                     | d                                                                     | e                                                                     | f                                                                     | g                                                                     | h                                                                     |   |

En el mat d'Anderssen (que deu el seu nom a Adolf Anderssen), la torre o la dama rep el suport d'alguna peça que ataqui en diagonal, com ara un peó o alfil, per tal de fer el mat al rei rival sobre l'última fila.

## Mat àrab
|   | a                                                      | b                                                      | c                                                      | d                                                      | e                                                      | f                                                      | g                                                      | h                                                      |   |
| 8 | h8 negres rei · h7 blanques torre · f6 blanques cavall | h8 negres rei · h7 blanques torre · f6 blanques cavall | h8 negres rei · h7 blanques torre · f6 blanques cavall | h8 negres rei · h7 blanques torre · f6 blanques cavall | h8 negres rei · h7 blanques torre · f6 blanques cavall | h8 negres rei · h7 blanques torre · f6 blanques cavall | h8 negres rei · h7 blanques torre · f6 blanques cavall | h8 negres rei · h7 blanques torre · f6 blanques cavall | 8 |
| 7 | h8 negres rei · h7 blanques torre · f6 blanques cavall | h8 negres rei · h7 blanques torre · f6 blanques cavall | h8 negres rei · h7 blanques torre · f6 blanques cavall | h8 negres rei · h7 blanques torre · f6 blanques cavall | h8 negres rei · h7 blanques torre · f6 blanques cavall | h8 negres rei · h7 blanques torre · f6 blanques cavall | h8 negres rei · h7 blanques torre · f6 blanques cavall | h8 negres rei · h7 blanques torre · f6 blanques cavall | 7 |
| 6 | h8 negres rei · h7 blanques torre · f6 blanques cavall | h8 negres rei · h7 blanques torre · f6 blanques cavall | h8 negres rei · h7 blanques torre · f6 blanques cavall | h8 negres rei · h7 blanques torre · f6 blanques cavall | h8 negres rei · h7 blanques torre · f6 blanques cavall | h8 negres rei · h7 blanques torre · f6 blanques cavall | h8 negres rei · h7 blanques torre · f6 blanques cavall | h8 negres rei · h7 blanques torre · f6 blanques cavall | 6 |
| 5 | h8 negres rei · h7 blanques torre · f6 blanques cavall | h8 negres rei · h7 blanques torre · f6 blanques cavall | h8 negres rei · h7 blanques torre · f6 blanques cavall | h8 negres rei · h7 blanques torre · f6 blanques cavall | h8 negres rei · h7 blanques torre · f6 blanques cavall | h8 negres rei · h7 blanques torre · f6 blanques cavall | h8 negres rei · h7 blanques torre · f6 blanques cavall | h8 negres rei · h7 blanques torre · f6 blanques cavall | 5 |
| 4 | h8 negres rei · h7 blanques torre · f6 blanques cavall | h8 negres rei · h7 blanques torre · f6 blanques cavall | h8 negres rei · h7 blanques torre · f6 blanques cavall | h8 negres rei · h7 blanques torre · f6 blanques cavall | h8 negres rei · h7 blanques torre · f6 blanques cavall | h8 negres rei · h7 blanques torre · f6 blanques cavall | h8 negres rei · h7 blanques torre · f6 blanques cavall | h8 negres rei · h7 blanques torre · f6 blanques cavall | 4 |
| 3 | h8 negres rei · h7 blanques torre · f6 blanques cavall | h8 negres rei · h7 blanques torre · f6 blanques cavall | h8 negres rei · h7 blanques torre · f6 blanques cavall | h8 negres rei · h7 blanques torre · f6 blanques cavall | h8 negres rei · h7 blanques torre · f6 blanques cavall | h8 negres rei · h7 blanques torre · f6 blanques cavall | h8 negres rei · h7 blanques torre · f6 blanques cavall | h8 negres rei · h7 blanques torre · f6 blanques cavall | 3 |
| 2 | h8 negres rei · h7 blanques torre · f6 blanques cavall | h8 negres rei · h7 blanques torre · f6 blanques cavall | h8 negres rei · h7 blanques torre · f6 blanques cavall | h8 negres rei · h7 blanques torre · f6 blanques cavall | h8 negres rei · h7 blanques torre · f6 blanques cavall | h8 negres rei · h7 blanques torre · f6 blanques cavall | h8 negres rei · h7 blanques torre · f6 blanques cavall | h8 negres rei · h7 blanques torre · f6 blanques cavall | 2 |
| 1 | h8 negres rei · h7 blanques torre · f6 blanques cavall | h8 negres rei · h7 blanques torre · f6 blanques cavall | h8 negres rei · h7 blanques torre · f6 blanques cavall | h8 negres rei · h7 blanques torre · f6 blanques cavall | h8 negres rei · h7 blanques torre · f6 blanques cavall | h8 negres rei · h7 blanques torre · f6 blanques cavall | h8 negres rei · h7 blanques torre · f6 blanques cavall | h8 negres rei · h7 blanques torre · f6 blanques cavall | 1 |
|   | a                                                      | b                                                      | c                                                      | d                                                      | e                                                      | f                                                      | g                                                      | h                                                      |   |

Al mat àrab, el cavall i la torre es coordinen per atrapar el rei contrari en una cantonada del tauler. La torre se situa en una casella adjacent al rei per evitar que escapi per la diagonal i per fer el mat, mentre el cavall se situa dues caselles més lluny en diagonal al rei, per evitar que s'escapi per les altres dues caselles i alhora protegir la torre.

## Mat de la primera fila
|   | a                                                                 | b                                                                 | c                                                                 | d                                                                 | e                                                                 | f                                                                 | g                                                                 | h                                                                 |   |
| 8 | d8 blanques torre · h8 negres rei · g7 negres peó · h7 negres peó | d8 blanques torre · h8 negres rei · g7 negres peó · h7 negres peó | d8 blanques torre · h8 negres rei · g7 negres peó · h7 negres peó | d8 blanques torre · h8 negres rei · g7 negres peó · h7 negres peó | d8 blanques torre · h8 negres rei · g7 negres peó · h7 negres peó | d8 blanques torre · h8 negres rei · g7 negres peó · h7 negres peó | d8 blanques torre · h8 negres rei · g7 negres peó · h7 negres peó | d8 blanques torre · h8 negres rei · g7 negres peó · h7 negres peó | 8 |
| 7 | d8 blanques torre · h8 negres rei · g7 negres peó · h7 negres peó | d8 blanques torre · h8 negres rei · g7 negres peó · h7 negres peó | d8 blanques torre · h8 negres rei · g7 negres peó · h7 negres peó | d8 blanques torre · h8 negres rei · g7 negres peó · h7 negres peó | d8 blanques torre · h8 negres rei · g7 negres peó · h7 negres peó | d8 blanques torre · h8 negres rei · g7 negres peó · h7 negres peó | d8 blanques torre · h8 negres rei · g7 negres peó · h7 negres peó | d8 blanques torre · h8 negres rei · g7 negres peó · h7 negres peó | 7 |
| 6 | d8 blanques torre · h8 negres rei · g7 negres peó · h7 negres peó | d8 blanques torre · h8 negres rei · g7 negres peó · h7 negres peó | d8 blanques torre · h8 negres rei · g7 negres peó · h7 negres peó | d8 blanques torre · h8 negres rei · g7 negres peó · h7 negres peó | d8 blanques torre · h8 negres rei · g7 negres peó · h7 negres peó | d8 blanques torre · h8 negres rei · g7 negres peó · h7 negres peó | d8 blanques torre · h8 negres rei · g7 negres peó · h7 negres peó | d8 blanques torre · h8 negres rei · g7 negres peó · h7 negres peó | 6 |
| 5 | d8 blanques torre · h8 negres rei · g7 negres peó · h7 negres peó | d8 blanques torre · h8 negres rei · g7 negres peó · h7 negres peó | d8 blanques torre · h8 negres rei · g7 negres peó · h7 negres peó | d8 blanques torre · h8 negres rei · g7 negres peó · h7 negres peó | d8 blanques torre · h8 negres rei · g7 negres peó · h7 negres peó | d8 blanques torre · h8 negres rei · g7 negres peó · h7 negres peó | d8 blanques torre · h8 negres rei · g7 negres peó · h7 negres peó | d8 blanques torre · h8 negres rei · g7 negres peó · h7 negres peó | 5 |
| 4 | d8 blanques torre · h8 negres rei · g7 negres peó · h7 negres peó | d8 blanques torre · h8 negres rei · g7 negres peó · h7 negres peó | d8 blanques torre · h8 negres rei · g7 negres peó · h7 negres peó | d8 blanques torre · h8 negres rei · g7 negres peó · h7 negres peó | d8 blanques torre · h8 negres rei · g7 negres peó · h7 negres peó | d8 blanques torre · h8 negres rei · g7 negres peó · h7 negres peó | d8 blanques torre · h8 negres rei · g7 negres peó · h7 negres peó | d8 blanques torre · h8 negres rei · g7 negres peó · h7 negres peó | 4 |
| 3 | d8 blanques torre · h8 negres rei · g7 negres peó · h7 negres peó | d8 blanques torre · h8 negres rei · g7 negres peó · h7 negres peó | d8 blanques torre · h8 negres rei · g7 negres peó · h7 negres peó | d8 blanques torre · h8 negres rei · g7 negres peó · h7 negres peó | d8 blanques torre · h8 negres rei · g7 negres peó · h7 negres peó | d8 blanques torre · h8 negres rei · g7 negres peó · h7 negres peó | d8 blanques torre · h8 negres rei · g7 negres peó · h7 negres peó | d8 blanques torre · h8 negres rei · g7 negres peó · h7 negres peó | 3 |
| 2 | d8 blanques torre · h8 negres rei · g7 negres peó · h7 negres peó | d8 blanques torre · h8 negres rei · g7 negres peó · h7 negres peó | d8 blanques torre · h8 negres rei · g7 negres peó · h7 negres peó | d8 blanques torre · h8 negres rei · g7 negres peó · h7 negres peó | d8 blanques torre · h8 negres rei · g7 negres peó · h7 negres peó | d8 blanques torre · h8 negres rei · g7 negres peó · h7 negres peó | d8 blanques torre · h8 negres rei · g7 negres peó · h7 negres peó | d8 blanques torre · h8 negres rei · g7 negres peó · h7 negres peó | 2 |
| 1 | d8 blanques torre · h8 negres rei · g7 negres peó · h7 negres peó | d8 blanques torre · h8 negres rei · g7 negres peó · h7 negres peó | d8 blanques torre · h8 negres rei · g7 negres peó · h7 negres peó | d8 blanques torre · h8 negres rei · g7 negres peó · h7 negres peó | d8 blanques torre · h8 negres rei · g7 negres peó · h7 negres peó | d8 blanques torre · h8 negres rei · g7 negres peó · h7 negres peó | d8 blanques torre · h8 negres rei · g7 negres peó · h7 negres peó | d8 blanques torre · h8 negres rei · g7 negres peó · h7 negres peó | 1 |
|   | a                                                                 | b                                                                 | c                                                                 | d                                                                 | e                                                                 | f                                                                 | g                                                                 | h                                                                 |   |

El mat de la primera fila o mat del passadís passa quan una torre o una dama fan mat a un rei que és bloquejat a la seva primera fila per peces o peons del seu bàndol.

## Mat de cavall i alfil
|   | a                                                                        | b                                                                        | c                                                                        | d                                                                        | e                                                                        | f                                                                        | g                                                                        | h                                                                        |   |
| 8 | h8 negres rei · f6 blanques alfil · g6 blanques rei · h6 blanques cavall | h8 negres rei · f6 blanques alfil · g6 blanques rei · h6 blanques cavall | h8 negres rei · f6 blanques alfil · g6 blanques rei · h6 blanques cavall | h8 negres rei · f6 blanques alfil · g6 blanques rei · h6 blanques cavall | h8 negres rei · f6 blanques alfil · g6 blanques rei · h6 blanques cavall | h8 negres rei · f6 blanques alfil · g6 blanques rei · h6 blanques cavall | h8 negres rei · f6 blanques alfil · g6 blanques rei · h6 blanques cavall | h8 negres rei · f6 blanques alfil · g6 blanques rei · h6 blanques cavall | 8 |
| 7 | h8 negres rei · f6 blanques alfil · g6 blanques rei · h6 blanques cavall | h8 negres rei · f6 blanques alfil · g6 blanques rei · h6 blanques cavall | h8 negres rei · f6 blanques alfil · g6 blanques rei · h6 blanques cavall | h8 negres rei · f6 blanques alfil · g6 blanques rei · h6 blanques cavall | h8 negres rei · f6 blanques alfil · g6 blanques rei · h6 blanques cavall | h8 negres rei · f6 blanques alfil · g6 blanques rei · h6 blanques cavall | h8 negres rei · f6 blanques alfil · g6 blanques rei · h6 blanques cavall | h8 negres rei · f6 blanques alfil · g6 blanques rei · h6 blanques cavall | 7 |
| 6 | h8 negres rei · f6 blanques alfil · g6 blanques rei · h6 blanques cavall | h8 negres rei · f6 blanques alfil · g6 blanques rei · h6 blanques cavall | h8 negres rei · f6 blanques alfil · g6 blanques rei · h6 blanques cavall | h8 negres rei · f6 blanques alfil · g6 blanques rei · h6 blanques cavall | h8 negres rei · f6 blanques alfil · g6 blanques rei · h6 blanques cavall | h8 negres rei · f6 blanques alfil · g6 blanques rei · h6 blanques cavall | h8 negres rei · f6 blanques alfil · g6 blanques rei · h6 blanques cavall | h8 negres rei · f6 blanques alfil · g6 blanques rei · h6 blanques cavall | 6 |
| 5 | h8 negres rei · f6 blanques alfil · g6 blanques rei · h6 blanques cavall | h8 negres rei · f6 blanques alfil · g6 blanques rei · h6 blanques cavall | h8 negres rei · f6 blanques alfil · g6 blanques rei · h6 blanques cavall | h8 negres rei · f6 blanques alfil · g6 blanques rei · h6 blanques cavall | h8 negres rei · f6 blanques alfil · g6 blanques rei · h6 blanques cavall | h8 negres rei · f6 blanques alfil · g6 blanques rei · h6 blanques cavall | h8 negres rei · f6 blanques alfil · g6 blanques rei · h6 blanques cavall | h8 negres rei · f6 blanques alfil · g6 blanques rei · h6 blanques cavall | 5 |
| 4 | h8 negres rei · f6 blanques alfil · g6 blanques rei · h6 blanques cavall | h8 negres rei · f6 blanques alfil · g6 blanques rei · h6 blanques cavall | h8 negres rei · f6 blanques alfil · g6 blanques rei · h6 blanques cavall | h8 negres rei · f6 blanques alfil · g6 blanques rei · h6 blanques cavall | h8 negres rei · f6 blanques alfil · g6 blanques rei · h6 blanques cavall | h8 negres rei · f6 blanques alfil · g6 blanques rei · h6 blanques cavall | h8 negres rei · f6 blanques alfil · g6 blanques rei · h6 blanques cavall | h8 negres rei · f6 blanques alfil · g6 blanques rei · h6 blanques cavall | 4 |
| 3 | h8 negres rei · f6 blanques alfil · g6 blanques rei · h6 blanques cavall | h8 negres rei · f6 blanques alfil · g6 blanques rei · h6 blanques cavall | h8 negres rei · f6 blanques alfil · g6 blanques rei · h6 blanques cavall | h8 negres rei · f6 blanques alfil · g6 blanques rei · h6 blanques cavall | h8 negres rei · f6 blanques alfil · g6 blanques rei · h6 blanques cavall | h8 negres rei · f6 blanques alfil · g6 blanques rei · h6 blanques cavall | h8 negres rei · f6 blanques alfil · g6 blanques rei · h6 blanques cavall | h8 negres rei · f6 blanques alfil · g6 blanques rei · h6 blanques cavall | 3 |
| 2 | h8 negres rei · f6 blanques alfil · g6 blanques rei · h6 blanques cavall | h8 negres rei · f6 blanques alfil · g6 blanques rei · h6 blanques cavall | h8 negres rei · f6 blanques alfil · g6 blanques rei · h6 blanques cavall | h8 negres rei · f6 blanques alfil · g6 blanques rei · h6 blanques cavall | h8 negres rei · f6 blanques alfil · g6 blanques rei · h6 blanques cavall | h8 negres rei · f6 blanques alfil · g6 blanques rei · h6 blanques cavall | h8 negres rei · f6 blanques alfil · g6 blanques rei · h6 blanques cavall | h8 negres rei · f6 blanques alfil · g6 blanques rei · h6 blanques cavall | 2 |
| 1 | h8 negres rei · f6 blanques alfil · g6 blanques rei · h6 blanques cavall | h8 negres rei · f6 blanques alfil · g6 blanques rei · h6 blanques cavall | h8 negres rei · f6 blanques alfil · g6 blanques rei · h6 blanques cavall | h8 negres rei · f6 blanques alfil · g6 blanques rei · h6 blanques cavall | h8 negres rei · f6 blanques alfil · g6 blanques rei · h6 blanques cavall | h8 negres rei · f6 blanques alfil · g6 blanques rei · h6 blanques cavall | h8 negres rei · f6 blanques alfil · g6 blanques rei · h6 blanques cavall | h8 negres rei · f6 blanques alfil · g6 blanques rei · h6 blanques cavall | 1 |
|   | a                                                                        | b                                                                        | c                                                                        | d                                                                        | e                                                                        | f                                                                        | g                                                                        | h                                                                        |   |

El mat de cavall i alfil ocorre quan el rei fort col·labora amb un alfil i un cavall per forçar el rei rival a anar a una cantonada del tauler. El final de cavall i alfil pot ser difícil d'executar: algunes posicions requereixen fins a 34 moviments amb joc perfecte per tal de fer mat.

## Mat de Blackburne
|   | a                                                                                            | b                                                                                            | c                                                                                            | d                                                                                            | e                                                                                            | f                                                                                            | g                                                                                            | h                                                                                            |   |
| 8 | f8 negres torre · g8 negres rei · h7 blanques alfil · g5 blanques cavall · b2 blanques alfil | f8 negres torre · g8 negres rei · h7 blanques alfil · g5 blanques cavall · b2 blanques alfil | f8 negres torre · g8 negres rei · h7 blanques alfil · g5 blanques cavall · b2 blanques alfil | f8 negres torre · g8 negres rei · h7 blanques alfil · g5 blanques cavall · b2 blanques alfil | f8 negres torre · g8 negres rei · h7 blanques alfil · g5 blanques cavall · b2 blanques alfil | f8 negres torre · g8 negres rei · h7 blanques alfil · g5 blanques cavall · b2 blanques alfil | f8 negres torre · g8 negres rei · h7 blanques alfil · g5 blanques cavall · b2 blanques alfil | f8 negres torre · g8 negres rei · h7 blanques alfil · g5 blanques cavall · b2 blanques alfil | 8 |
| 7 | f8 negres torre · g8 negres rei · h7 blanques alfil · g5 blanques cavall · b2 blanques alfil | f8 negres torre · g8 negres rei · h7 blanques alfil · g5 blanques cavall · b2 blanques alfil | f8 negres torre · g8 negres rei · h7 blanques alfil · g5 blanques cavall · b2 blanques alfil | f8 negres torre · g8 negres rei · h7 blanques alfil · g5 blanques cavall · b2 blanques alfil | f8 negres torre · g8 negres rei · h7 blanques alfil · g5 blanques cavall · b2 blanques alfil | f8 negres torre · g8 negres rei · h7 blanques alfil · g5 blanques cavall · b2 blanques alfil | f8 negres torre · g8 negres rei · h7 blanques alfil · g5 blanques cavall · b2 blanques alfil | f8 negres torre · g8 negres rei · h7 blanques alfil · g5 blanques cavall · b2 blanques alfil | 7 |
| 6 | f8 negres torre · g8 negres rei · h7 blanques alfil · g5 blanques cavall · b2 blanques alfil | f8 negres torre · g8 negres rei · h7 blanques alfil · g5 blanques cavall · b2 blanques alfil | f8 negres torre · g8 negres rei · h7 blanques alfil · g5 blanques cavall · b2 blanques alfil | f8 negres torre · g8 negres rei · h7 blanques alfil · g5 blanques cavall · b2 blanques alfil | f8 negres torre · g8 negres rei · h7 blanques alfil · g5 blanques cavall · b2 blanques alfil | f8 negres torre · g8 negres rei · h7 blanques alfil · g5 blanques cavall · b2 blanques alfil | f8 negres torre · g8 negres rei · h7 blanques alfil · g5 blanques cavall · b2 blanques alfil | f8 negres torre · g8 negres rei · h7 blanques alfil · g5 blanques cavall · b2 blanques alfil | 6 |
| 5 | f8 negres torre · g8 negres rei · h7 blanques alfil · g5 blanques cavall · b2 blanques alfil | f8 negres torre · g8 negres rei · h7 blanques alfil · g5 blanques cavall · b2 blanques alfil | f8 negres torre · g8 negres rei · h7 blanques alfil · g5 blanques cavall · b2 blanques alfil | f8 negres torre · g8 negres rei · h7 blanques alfil · g5 blanques cavall · b2 blanques alfil | f8 negres torre · g8 negres rei · h7 blanques alfil · g5 blanques cavall · b2 blanques alfil | f8 negres torre · g8 negres rei · h7 blanques alfil · g5 blanques cavall · b2 blanques alfil | f8 negres torre · g8 negres rei · h7 blanques alfil · g5 blanques cavall · b2 blanques alfil | f8 negres torre · g8 negres rei · h7 blanques alfil · g5 blanques cavall · b2 blanques alfil | 5 |
| 4 | f8 negres torre · g8 negres rei · h7 blanques alfil · g5 blanques cavall · b2 blanques alfil | f8 negres torre · g8 negres rei · h7 blanques alfil · g5 blanques cavall · b2 blanques alfil | f8 negres torre · g8 negres rei · h7 blanques alfil · g5 blanques cavall · b2 blanques alfil | f8 negres torre · g8 negres rei · h7 blanques alfil · g5 blanques cavall · b2 blanques alfil | f8 negres torre · g8 negres rei · h7 blanques alfil · g5 blanques cavall · b2 blanques alfil | f8 negres torre · g8 negres rei · h7 blanques alfil · g5 blanques cavall · b2 blanques alfil | f8 negres torre · g8 negres rei · h7 blanques alfil · g5 blanques cavall · b2 blanques alfil | f8 negres torre · g8 negres rei · h7 blanques alfil · g5 blanques cavall · b2 blanques alfil | 4 |
| 3 | f8 negres torre · g8 negres rei · h7 blanques alfil · g5 blanques cavall · b2 blanques alfil | f8 negres torre · g8 negres rei · h7 blanques alfil · g5 blanques cavall · b2 blanques alfil | f8 negres torre · g8 negres rei · h7 blanques alfil · g5 blanques cavall · b2 blanques alfil | f8 negres torre · g8 negres rei · h7 blanques alfil · g5 blanques cavall · b2 blanques alfil | f8 negres torre · g8 negres rei · h7 blanques alfil · g5 blanques cavall · b2 blanques alfil | f8 negres torre · g8 negres rei · h7 blanques alfil · g5 blanques cavall · b2 blanques alfil | f8 negres torre · g8 negres rei · h7 blanques alfil · g5 blanques cavall · b2 blanques alfil | f8 negres torre · g8 negres rei · h7 blanques alfil · g5 blanques cavall · b2 blanques alfil | 3 |
| 2 | f8 negres torre · g8 negres rei · h7 blanques alfil · g5 blanques cavall · b2 blanques alfil | f8 negres torre · g8 negres rei · h7 blanques alfil · g5 blanques cavall · b2 blanques alfil | f8 negres torre · g8 negres rei · h7 blanques alfil · g5 blanques cavall · b2 blanques alfil | f8 negres torre · g8 negres rei · h7 blanques alfil · g5 blanques cavall · b2 blanques alfil | f8 negres torre · g8 negres rei · h7 blanques alfil · g5 blanques cavall · b2 blanques alfil | f8 negres torre · g8 negres rei · h7 blanques alfil · g5 blanques cavall · b2 blanques alfil | f8 negres torre · g8 negres rei · h7 blanques alfil · g5 blanques cavall · b2 blanques alfil | f8 negres torre · g8 negres rei · h7 blanques alfil · g5 blanques cavall · b2 blanques alfil | 2 |
| 1 | f8 negres torre · g8 negres rei · h7 blanques alfil · g5 blanques cavall · b2 blanques alfil | f8 negres torre · g8 negres rei · h7 blanques alfil · g5 blanques cavall · b2 blanques alfil | f8 negres torre · g8 negres rei · h7 blanques alfil · g5 blanques cavall · b2 blanques alfil | f8 negres torre · g8 negres rei · h7 blanques alfil · g5 blanques cavall · b2 blanques alfil | f8 negres torre · g8 negres rei · h7 blanques alfil · g5 blanques cavall · b2 blanques alfil | f8 negres torre · g8 negres rei · h7 blanques alfil · g5 blanques cavall · b2 blanques alfil | f8 negres torre · g8 negres rei · h7 blanques alfil · g5 blanques cavall · b2 blanques alfil | f8 negres torre · g8 negres rei · h7 blanques alfil · g5 blanques cavall · b2 blanques alfil | 1 |
|   | a                                                                                            | b                                                                                            | c                                                                                            | d                                                                                            | e                                                                                            | f                                                                                            | g                                                                                            | h                                                                                            |   |

El mat de Blackburne, anomenat així per Joseph Henry Blackburne és un mètode rar d'escac i mat. Aquest esquema utilitza la torre contrària (encara que també pot ser un alfil o la dama) per treure al rei negre (per exemple) la casella d'escapament f8. Un dels alfils restringeix a distància els moviments del rei contrari controlant les caselles d'un color, mentre que l'altre alfil dona mat ajudat pel cavall que controla les altres caselles davant del rei. L'amenaça del mat de Blackburne es pot fer servir per afeblir la posició rival.

## Mat de Boden
|   | a                                                                                       | b                                                                                       | c                                                                                       | d                                                                                       | e                                                                                       | f                                                                                       | g                                                                                       | h                                                                                       |   |
| 8 | c8 negres rei · d8 negres torre · d7 negres peó · a6 blanques alfil · f4 blanques alfil | c8 negres rei · d8 negres torre · d7 negres peó · a6 blanques alfil · f4 blanques alfil | c8 negres rei · d8 negres torre · d7 negres peó · a6 blanques alfil · f4 blanques alfil | c8 negres rei · d8 negres torre · d7 negres peó · a6 blanques alfil · f4 blanques alfil | c8 negres rei · d8 negres torre · d7 negres peó · a6 blanques alfil · f4 blanques alfil | c8 negres rei · d8 negres torre · d7 negres peó · a6 blanques alfil · f4 blanques alfil | c8 negres rei · d8 negres torre · d7 negres peó · a6 blanques alfil · f4 blanques alfil | c8 negres rei · d8 negres torre · d7 negres peó · a6 blanques alfil · f4 blanques alfil | 8 |
| 7 | c8 negres rei · d8 negres torre · d7 negres peó · a6 blanques alfil · f4 blanques alfil | c8 negres rei · d8 negres torre · d7 negres peó · a6 blanques alfil · f4 blanques alfil | c8 negres rei · d8 negres torre · d7 negres peó · a6 blanques alfil · f4 blanques alfil | c8 negres rei · d8 negres torre · d7 negres peó · a6 blanques alfil · f4 blanques alfil | c8 negres rei · d8 negres torre · d7 negres peó · a6 blanques alfil · f4 blanques alfil | c8 negres rei · d8 negres torre · d7 negres peó · a6 blanques alfil · f4 blanques alfil | c8 negres rei · d8 negres torre · d7 negres peó · a6 blanques alfil · f4 blanques alfil | c8 negres rei · d8 negres torre · d7 negres peó · a6 blanques alfil · f4 blanques alfil | 7 |
| 6 | c8 negres rei · d8 negres torre · d7 negres peó · a6 blanques alfil · f4 blanques alfil | c8 negres rei · d8 negres torre · d7 negres peó · a6 blanques alfil · f4 blanques alfil | c8 negres rei · d8 negres torre · d7 negres peó · a6 blanques alfil · f4 blanques alfil | c8 negres rei · d8 negres torre · d7 negres peó · a6 blanques alfil · f4 blanques alfil | c8 negres rei · d8 negres torre · d7 negres peó · a6 blanques alfil · f4 blanques alfil | c8 negres rei · d8 negres torre · d7 negres peó · a6 blanques alfil · f4 blanques alfil | c8 negres rei · d8 negres torre · d7 negres peó · a6 blanques alfil · f4 blanques alfil | c8 negres rei · d8 negres torre · d7 negres peó · a6 blanques alfil · f4 blanques alfil | 6 |
| 5 | c8 negres rei · d8 negres torre · d7 negres peó · a6 blanques alfil · f4 blanques alfil | c8 negres rei · d8 negres torre · d7 negres peó · a6 blanques alfil · f4 blanques alfil | c8 negres rei · d8 negres torre · d7 negres peó · a6 blanques alfil · f4 blanques alfil | c8 negres rei · d8 negres torre · d7 negres peó · a6 blanques alfil · f4 blanques alfil | c8 negres rei · d8 negres torre · d7 negres peó · a6 blanques alfil · f4 blanques alfil | c8 negres rei · d8 negres torre · d7 negres peó · a6 blanques alfil · f4 blanques alfil | c8 negres rei · d8 negres torre · d7 negres peó · a6 blanques alfil · f4 blanques alfil | c8 negres rei · d8 negres torre · d7 negres peó · a6 blanques alfil · f4 blanques alfil | 5 |
| 4 | c8 negres rei · d8 negres torre · d7 negres peó · a6 blanques alfil · f4 blanques alfil | c8 negres rei · d8 negres torre · d7 negres peó · a6 blanques alfil · f4 blanques alfil | c8 negres rei · d8 negres torre · d7 negres peó · a6 blanques alfil · f4 blanques alfil | c8 negres rei · d8 negres torre · d7 negres peó · a6 blanques alfil · f4 blanques alfil | c8 negres rei · d8 negres torre · d7 negres peó · a6 blanques alfil · f4 blanques alfil | c8 negres rei · d8 negres torre · d7 negres peó · a6 blanques alfil · f4 blanques alfil | c8 negres rei · d8 negres torre · d7 negres peó · a6 blanques alfil · f4 blanques alfil | c8 negres rei · d8 negres torre · d7 negres peó · a6 blanques alfil · f4 blanques alfil | 4 |
| 3 | c8 negres rei · d8 negres torre · d7 negres peó · a6 blanques alfil · f4 blanques alfil | c8 negres rei · d8 negres torre · d7 negres peó · a6 blanques alfil · f4 blanques alfil | c8 negres rei · d8 negres torre · d7 negres peó · a6 blanques alfil · f4 blanques alfil | c8 negres rei · d8 negres torre · d7 negres peó · a6 blanques alfil · f4 blanques alfil | c8 negres rei · d8 negres torre · d7 negres peó · a6 blanques alfil · f4 blanques alfil | c8 negres rei · d8 negres torre · d7 negres peó · a6 blanques alfil · f4 blanques alfil | c8 negres rei · d8 negres torre · d7 negres peó · a6 blanques alfil · f4 blanques alfil | c8 negres rei · d8 negres torre · d7 negres peó · a6 blanques alfil · f4 blanques alfil | 3 |
| 2 | c8 negres rei · d8 negres torre · d7 negres peó · a6 blanques alfil · f4 blanques alfil | c8 negres rei · d8 negres torre · d7 negres peó · a6 blanques alfil · f4 blanques alfil | c8 negres rei · d8 negres torre · d7 negres peó · a6 blanques alfil · f4 blanques alfil | c8 negres rei · d8 negres torre · d7 negres peó · a6 blanques alfil · f4 blanques alfil | c8 negres rei · d8 negres torre · d7 negres peó · a6 blanques alfil · f4 blanques alfil | c8 negres rei · d8 negres torre · d7 negres peó · a6 blanques alfil · f4 blanques alfil | c8 negres rei · d8 negres torre · d7 negres peó · a6 blanques alfil · f4 blanques alfil | c8 negres rei · d8 negres torre · d7 negres peó · a6 blanques alfil · f4 blanques alfil | 2 |
| 1 | c8 negres rei · d8 negres torre · d7 negres peó · a6 blanques alfil · f4 blanques alfil | c8 negres rei · d8 negres torre · d7 negres peó · a6 blanques alfil · f4 blanques alfil | c8 negres rei · d8 negres torre · d7 negres peó · a6 blanques alfil · f4 blanques alfil | c8 negres rei · d8 negres torre · d7 negres peó · a6 blanques alfil · f4 blanques alfil | c8 negres rei · d8 negres torre · d7 negres peó · a6 blanques alfil · f4 blanques alfil | c8 negres rei · d8 negres torre · d7 negres peó · a6 blanques alfil · f4 blanques alfil | c8 negres rei · d8 negres torre · d7 negres peó · a6 blanques alfil · f4 blanques alfil | c8 negres rei · d8 negres torre · d7 negres peó · a6 blanques alfil · f4 blanques alfil | 1 |
|   | a                                                                                       | b                                                                                       | c                                                                                       | d                                                                                       | e                                                                                       | f                                                                                       | g                                                                                       | h                                                                                       |   |

En el mat de Boden dos alfils en diagonals que es creuen fan mat a un rei que és obstruït per peces amigues, normalment un peó i una torre. Deu el seu nom a Samuel Boden.

## Mat de la caixa (mat de torre)
|   | a                                                   | b                                                   | c                                                   | d                                                   | e                                                   | f                                                   | g                                                   | h                                                   |   |
| 8 | f8 blanques torre · h8 negres rei · h6 blanques rei | f8 blanques torre · h8 negres rei · h6 blanques rei | f8 blanques torre · h8 negres rei · h6 blanques rei | f8 blanques torre · h8 negres rei · h6 blanques rei | f8 blanques torre · h8 negres rei · h6 blanques rei | f8 blanques torre · h8 negres rei · h6 blanques rei | f8 blanques torre · h8 negres rei · h6 blanques rei | f8 blanques torre · h8 negres rei · h6 blanques rei | 8 |
| 7 | f8 blanques torre · h8 negres rei · h6 blanques rei | f8 blanques torre · h8 negres rei · h6 blanques rei | f8 blanques torre · h8 negres rei · h6 blanques rei | f8 blanques torre · h8 negres rei · h6 blanques rei | f8 blanques torre · h8 negres rei · h6 blanques rei | f8 blanques torre · h8 negres rei · h6 blanques rei | f8 blanques torre · h8 negres rei · h6 blanques rei | f8 blanques torre · h8 negres rei · h6 blanques rei | 7 |
| 6 | f8 blanques torre · h8 negres rei · h6 blanques rei | f8 blanques torre · h8 negres rei · h6 blanques rei | f8 blanques torre · h8 negres rei · h6 blanques rei | f8 blanques torre · h8 negres rei · h6 blanques rei | f8 blanques torre · h8 negres rei · h6 blanques rei | f8 blanques torre · h8 negres rei · h6 blanques rei | f8 blanques torre · h8 negres rei · h6 blanques rei | f8 blanques torre · h8 negres rei · h6 blanques rei | 6 |
| 5 | f8 blanques torre · h8 negres rei · h6 blanques rei | f8 blanques torre · h8 negres rei · h6 blanques rei | f8 blanques torre · h8 negres rei · h6 blanques rei | f8 blanques torre · h8 negres rei · h6 blanques rei | f8 blanques torre · h8 negres rei · h6 blanques rei | f8 blanques torre · h8 negres rei · h6 blanques rei | f8 blanques torre · h8 negres rei · h6 blanques rei | f8 blanques torre · h8 negres rei · h6 blanques rei | 5 |
| 4 | f8 blanques torre · h8 negres rei · h6 blanques rei | f8 blanques torre · h8 negres rei · h6 blanques rei | f8 blanques torre · h8 negres rei · h6 blanques rei | f8 blanques torre · h8 negres rei · h6 blanques rei | f8 blanques torre · h8 negres rei · h6 blanques rei | f8 blanques torre · h8 negres rei · h6 blanques rei | f8 blanques torre · h8 negres rei · h6 blanques rei | f8 blanques torre · h8 negres rei · h6 blanques rei | 4 |
| 3 | f8 blanques torre · h8 negres rei · h6 blanques rei | f8 blanques torre · h8 negres rei · h6 blanques rei | f8 blanques torre · h8 negres rei · h6 blanques rei | f8 blanques torre · h8 negres rei · h6 blanques rei | f8 blanques torre · h8 negres rei · h6 blanques rei | f8 blanques torre · h8 negres rei · h6 blanques rei | f8 blanques torre · h8 negres rei · h6 blanques rei | f8 blanques torre · h8 negres rei · h6 blanques rei | 3 |
| 2 | f8 blanques torre · h8 negres rei · h6 blanques rei | f8 blanques torre · h8 negres rei · h6 blanques rei | f8 blanques torre · h8 negres rei · h6 blanques rei | f8 blanques torre · h8 negres rei · h6 blanques rei | f8 blanques torre · h8 negres rei · h6 blanques rei | f8 blanques torre · h8 negres rei · h6 blanques rei | f8 blanques torre · h8 negres rei · h6 blanques rei | f8 blanques torre · h8 negres rei · h6 blanques rei | 2 |
| 1 | f8 blanques torre · h8 negres rei · h6 blanques rei | f8 blanques torre · h8 negres rei · h6 blanques rei | f8 blanques torre · h8 negres rei · h6 blanques rei | f8 blanques torre · h8 negres rei · h6 blanques rei | f8 blanques torre · h8 negres rei · h6 blanques rei | f8 blanques torre · h8 negres rei · h6 blanques rei | f8 blanques torre · h8 negres rei · h6 blanques rei | f8 blanques torre · h8 negres rei · h6 blanques rei | 1 |
|   | a                                                   | b                                                   | c                                                   | d                                                   | e                                                   | f                                                   | g                                                   | h                                                   |   |

El mat de la caixa, o mat de torre, és un dels quatre principals esquemes de mat, conjuntament amb el mat de dama, el de rei i dos alfils, i el d'alfil i cavall. Passa quan el bàndol amb la torre encaixona el rei rival en una cantonada o en una banda del tauler.

## Mat de la cantonada
|   | a                                                                      | b                                                                      | c                                                                      | d                                                                      | e                                                                      | f                                                                      | g                                                                      | h                                                                      |   |
| 8 | h8 negres rei · f7 blanques cavall · h7 negres peó · g1 blanques torre | h8 negres rei · f7 blanques cavall · h7 negres peó · g1 blanques torre | h8 negres rei · f7 blanques cavall · h7 negres peó · g1 blanques torre | h8 negres rei · f7 blanques cavall · h7 negres peó · g1 blanques torre | h8 negres rei · f7 blanques cavall · h7 negres peó · g1 blanques torre | h8 negres rei · f7 blanques cavall · h7 negres peó · g1 blanques torre | h8 negres rei · f7 blanques cavall · h7 negres peó · g1 blanques torre | h8 negres rei · f7 blanques cavall · h7 negres peó · g1 blanques torre | 8 |
| 7 | h8 negres rei · f7 blanques cavall · h7 negres peó · g1 blanques torre | h8 negres rei · f7 blanques cavall · h7 negres peó · g1 blanques torre | h8 negres rei · f7 blanques cavall · h7 negres peó · g1 blanques torre | h8 negres rei · f7 blanques cavall · h7 negres peó · g1 blanques torre | h8 negres rei · f7 blanques cavall · h7 negres peó · g1 blanques torre | h8 negres rei · f7 blanques cavall · h7 negres peó · g1 blanques torre | h8 negres rei · f7 blanques cavall · h7 negres peó · g1 blanques torre | h8 negres rei · f7 blanques cavall · h7 negres peó · g1 blanques torre | 7 |
| 6 | h8 negres rei · f7 blanques cavall · h7 negres peó · g1 blanques torre | h8 negres rei · f7 blanques cavall · h7 negres peó · g1 blanques torre | h8 negres rei · f7 blanques cavall · h7 negres peó · g1 blanques torre | h8 negres rei · f7 blanques cavall · h7 negres peó · g1 blanques torre | h8 negres rei · f7 blanques cavall · h7 negres peó · g1 blanques torre | h8 negres rei · f7 blanques cavall · h7 negres peó · g1 blanques torre | h8 negres rei · f7 blanques cavall · h7 negres peó · g1 blanques torre | h8 negres rei · f7 blanques cavall · h7 negres peó · g1 blanques torre | 6 |
| 5 | h8 negres rei · f7 blanques cavall · h7 negres peó · g1 blanques torre | h8 negres rei · f7 blanques cavall · h7 negres peó · g1 blanques torre | h8 negres rei · f7 blanques cavall · h7 negres peó · g1 blanques torre | h8 negres rei · f7 blanques cavall · h7 negres peó · g1 blanques torre | h8 negres rei · f7 blanques cavall · h7 negres peó · g1 blanques torre | h8 negres rei · f7 blanques cavall · h7 negres peó · g1 blanques torre | h8 negres rei · f7 blanques cavall · h7 negres peó · g1 blanques torre | h8 negres rei · f7 blanques cavall · h7 negres peó · g1 blanques torre | 5 |
| 4 | h8 negres rei · f7 blanques cavall · h7 negres peó · g1 blanques torre | h8 negres rei · f7 blanques cavall · h7 negres peó · g1 blanques torre | h8 negres rei · f7 blanques cavall · h7 negres peó · g1 blanques torre | h8 negres rei · f7 blanques cavall · h7 negres peó · g1 blanques torre | h8 negres rei · f7 blanques cavall · h7 negres peó · g1 blanques torre | h8 negres rei · f7 blanques cavall · h7 negres peó · g1 blanques torre | h8 negres rei · f7 blanques cavall · h7 negres peó · g1 blanques torre | h8 negres rei · f7 blanques cavall · h7 negres peó · g1 blanques torre | 4 |
| 3 | h8 negres rei · f7 blanques cavall · h7 negres peó · g1 blanques torre | h8 negres rei · f7 blanques cavall · h7 negres peó · g1 blanques torre | h8 negres rei · f7 blanques cavall · h7 negres peó · g1 blanques torre | h8 negres rei · f7 blanques cavall · h7 negres peó · g1 blanques torre | h8 negres rei · f7 blanques cavall · h7 negres peó · g1 blanques torre | h8 negres rei · f7 blanques cavall · h7 negres peó · g1 blanques torre | h8 negres rei · f7 blanques cavall · h7 negres peó · g1 blanques torre | h8 negres rei · f7 blanques cavall · h7 negres peó · g1 blanques torre | 3 |
| 2 | h8 negres rei · f7 blanques cavall · h7 negres peó · g1 blanques torre | h8 negres rei · f7 blanques cavall · h7 negres peó · g1 blanques torre | h8 negres rei · f7 blanques cavall · h7 negres peó · g1 blanques torre | h8 negres rei · f7 blanques cavall · h7 negres peó · g1 blanques torre | h8 negres rei · f7 blanques cavall · h7 negres peó · g1 blanques torre | h8 negres rei · f7 blanques cavall · h7 negres peó · g1 blanques torre | h8 negres rei · f7 blanques cavall · h7 negres peó · g1 blanques torre | h8 negres rei · f7 blanques cavall · h7 negres peó · g1 blanques torre | 2 |
| 1 | h8 negres rei · f7 blanques cavall · h7 negres peó · g1 blanques torre | h8 negres rei · f7 blanques cavall · h7 negres peó · g1 blanques torre | h8 negres rei · f7 blanques cavall · h7 negres peó · g1 blanques torre | h8 negres rei · f7 blanques cavall · h7 negres peó · g1 blanques torre | h8 negres rei · f7 blanques cavall · h7 negres peó · g1 blanques torre | h8 negres rei · f7 blanques cavall · h7 negres peó · g1 blanques torre | h8 negres rei · f7 blanques cavall · h7 negres peó · g1 blanques torre | h8 negres rei · f7 blanques cavall · h7 negres peó · g1 blanques torre | 1 |
|   | a                                                                      | b                                                                      | c                                                                      | d                                                                      | e                                                                      | f                                                                      | g                                                                      | h                                                                      |   |

El mat de la cantonada és un mètode comú per fer escac i mat. Funciona confinant el rei rival en una cantonada fent servir una torre o una dama, i un cavall per fer el mat. En molts aspectes és similar al mat de Morphy.

## Mat de Cozio
El mat de Cozio és un mètode habitual de fer mat. És una versió invertida del mat encaixat. S'anomena així a partir d'un estudi compost el 1766 per Carlo Cozio.

## Mat de l'alfil de Damiano
|   | a                                                    | b                                                    | c                                                    | d                                                    | e                                                    | f                                                    | g                                                    | h                                                    |   |
| 8 | f8 negres rei · f7 blanques dama · g6 blanques alfil | f8 negres rei · f7 blanques dama · g6 blanques alfil | f8 negres rei · f7 blanques dama · g6 blanques alfil | f8 negres rei · f7 blanques dama · g6 blanques alfil | f8 negres rei · f7 blanques dama · g6 blanques alfil | f8 negres rei · f7 blanques dama · g6 blanques alfil | f8 negres rei · f7 blanques dama · g6 blanques alfil | f8 negres rei · f7 blanques dama · g6 blanques alfil | 8 |
| 7 | f8 negres rei · f7 blanques dama · g6 blanques alfil | f8 negres rei · f7 blanques dama · g6 blanques alfil | f8 negres rei · f7 blanques dama · g6 blanques alfil | f8 negres rei · f7 blanques dama · g6 blanques alfil | f8 negres rei · f7 blanques dama · g6 blanques alfil | f8 negres rei · f7 blanques dama · g6 blanques alfil | f8 negres rei · f7 blanques dama · g6 blanques alfil | f8 negres rei · f7 blanques dama · g6 blanques alfil | 7 |
| 6 | f8 negres rei · f7 blanques dama · g6 blanques alfil | f8 negres rei · f7 blanques dama · g6 blanques alfil | f8 negres rei · f7 blanques dama · g6 blanques alfil | f8 negres rei · f7 blanques dama · g6 blanques alfil | f8 negres rei · f7 blanques dama · g6 blanques alfil | f8 negres rei · f7 blanques dama · g6 blanques alfil | f8 negres rei · f7 blanques dama · g6 blanques alfil | f8 negres rei · f7 blanques dama · g6 blanques alfil | 6 |
| 5 | f8 negres rei · f7 blanques dama · g6 blanques alfil | f8 negres rei · f7 blanques dama · g6 blanques alfil | f8 negres rei · f7 blanques dama · g6 blanques alfil | f8 negres rei · f7 blanques dama · g6 blanques alfil | f8 negres rei · f7 blanques dama · g6 blanques alfil | f8 negres rei · f7 blanques dama · g6 blanques alfil | f8 negres rei · f7 blanques dama · g6 blanques alfil | f8 negres rei · f7 blanques dama · g6 blanques alfil | 5 |
| 4 | f8 negres rei · f7 blanques dama · g6 blanques alfil | f8 negres rei · f7 blanques dama · g6 blanques alfil | f8 negres rei · f7 blanques dama · g6 blanques alfil | f8 negres rei · f7 blanques dama · g6 blanques alfil | f8 negres rei · f7 blanques dama · g6 blanques alfil | f8 negres rei · f7 blanques dama · g6 blanques alfil | f8 negres rei · f7 blanques dama · g6 blanques alfil | f8 negres rei · f7 blanques dama · g6 blanques alfil | 4 |
| 3 | f8 negres rei · f7 blanques dama · g6 blanques alfil | f8 negres rei · f7 blanques dama · g6 blanques alfil | f8 negres rei · f7 blanques dama · g6 blanques alfil | f8 negres rei · f7 blanques dama · g6 blanques alfil | f8 negres rei · f7 blanques dama · g6 blanques alfil | f8 negres rei · f7 blanques dama · g6 blanques alfil | f8 negres rei · f7 blanques dama · g6 blanques alfil | f8 negres rei · f7 blanques dama · g6 blanques alfil | 3 |
| 2 | f8 negres rei · f7 blanques dama · g6 blanques alfil | f8 negres rei · f7 blanques dama · g6 blanques alfil | f8 negres rei · f7 blanques dama · g6 blanques alfil | f8 negres rei · f7 blanques dama · g6 blanques alfil | f8 negres rei · f7 blanques dama · g6 blanques alfil | f8 negres rei · f7 blanques dama · g6 blanques alfil | f8 negres rei · f7 blanques dama · g6 blanques alfil | f8 negres rei · f7 blanques dama · g6 blanques alfil | 2 |
| 1 | f8 negres rei · f7 blanques dama · g6 blanques alfil | f8 negres rei · f7 blanques dama · g6 blanques alfil | f8 negres rei · f7 blanques dama · g6 blanques alfil | f8 negres rei · f7 blanques dama · g6 blanques alfil | f8 negres rei · f7 blanques dama · g6 blanques alfil | f8 negres rei · f7 blanques dama · g6 blanques alfil | f8 negres rei · f7 blanques dama · g6 blanques alfil | f8 negres rei · f7 blanques dama · g6 blanques alfil | 1 |
|   | a                                                    | b                                                    | c                                                    | d                                                    | e                                                    | f                                                    | g                                                    | h                                                    |   |

El mat de l'alfil de Damiano és un mètode clàssic de fer mat, fent servir dama i alfil. L'alfil dona suport a la dama, i aquesta fa mat. L'esquema rep el seu nom en honor de Pedro Damiano.

## Mat de Damiano
|   | a                                                                                    | b                                                                                    | c                                                                                    | d                                                                                    | e                                                                                    | f                                                                                    | g                                                                                    | h                                                                                    |   |
| 8 | f8 negres torre · g8 negres rei · g7 negres peó · h7 blanques dama · g6 blanques peó | f8 negres torre · g8 negres rei · g7 negres peó · h7 blanques dama · g6 blanques peó | f8 negres torre · g8 negres rei · g7 negres peó · h7 blanques dama · g6 blanques peó | f8 negres torre · g8 negres rei · g7 negres peó · h7 blanques dama · g6 blanques peó | f8 negres torre · g8 negres rei · g7 negres peó · h7 blanques dama · g6 blanques peó | f8 negres torre · g8 negres rei · g7 negres peó · h7 blanques dama · g6 blanques peó | f8 negres torre · g8 negres rei · g7 negres peó · h7 blanques dama · g6 blanques peó | f8 negres torre · g8 negres rei · g7 negres peó · h7 blanques dama · g6 blanques peó | 8 |
| 7 | f8 negres torre · g8 negres rei · g7 negres peó · h7 blanques dama · g6 blanques peó | f8 negres torre · g8 negres rei · g7 negres peó · h7 blanques dama · g6 blanques peó | f8 negres torre · g8 negres rei · g7 negres peó · h7 blanques dama · g6 blanques peó | f8 negres torre · g8 negres rei · g7 negres peó · h7 blanques dama · g6 blanques peó | f8 negres torre · g8 negres rei · g7 negres peó · h7 blanques dama · g6 blanques peó | f8 negres torre · g8 negres rei · g7 negres peó · h7 blanques dama · g6 blanques peó | f8 negres torre · g8 negres rei · g7 negres peó · h7 blanques dama · g6 blanques peó | f8 negres torre · g8 negres rei · g7 negres peó · h7 blanques dama · g6 blanques peó | 7 |
| 6 | f8 negres torre · g8 negres rei · g7 negres peó · h7 blanques dama · g6 blanques peó | f8 negres torre · g8 negres rei · g7 negres peó · h7 blanques dama · g6 blanques peó | f8 negres torre · g8 negres rei · g7 negres peó · h7 blanques dama · g6 blanques peó | f8 negres torre · g8 negres rei · g7 negres peó · h7 blanques dama · g6 blanques peó | f8 negres torre · g8 negres rei · g7 negres peó · h7 blanques dama · g6 blanques peó | f8 negres torre · g8 negres rei · g7 negres peó · h7 blanques dama · g6 blanques peó | f8 negres torre · g8 negres rei · g7 negres peó · h7 blanques dama · g6 blanques peó | f8 negres torre · g8 negres rei · g7 negres peó · h7 blanques dama · g6 blanques peó | 6 |
| 5 | f8 negres torre · g8 negres rei · g7 negres peó · h7 blanques dama · g6 blanques peó | f8 negres torre · g8 negres rei · g7 negres peó · h7 blanques dama · g6 blanques peó | f8 negres torre · g8 negres rei · g7 negres peó · h7 blanques dama · g6 blanques peó | f8 negres torre · g8 negres rei · g7 negres peó · h7 blanques dama · g6 blanques peó | f8 negres torre · g8 negres rei · g7 negres peó · h7 blanques dama · g6 blanques peó | f8 negres torre · g8 negres rei · g7 negres peó · h7 blanques dama · g6 blanques peó | f8 negres torre · g8 negres rei · g7 negres peó · h7 blanques dama · g6 blanques peó | f8 negres torre · g8 negres rei · g7 negres peó · h7 blanques dama · g6 blanques peó | 5 |
| 4 | f8 negres torre · g8 negres rei · g7 negres peó · h7 blanques dama · g6 blanques peó | f8 negres torre · g8 negres rei · g7 negres peó · h7 blanques dama · g6 blanques peó | f8 negres torre · g8 negres rei · g7 negres peó · h7 blanques dama · g6 blanques peó | f8 negres torre · g8 negres rei · g7 negres peó · h7 blanques dama · g6 blanques peó | f8 negres torre · g8 negres rei · g7 negres peó · h7 blanques dama · g6 blanques peó | f8 negres torre · g8 negres rei · g7 negres peó · h7 blanques dama · g6 blanques peó | f8 negres torre · g8 negres rei · g7 negres peó · h7 blanques dama · g6 blanques peó | f8 negres torre · g8 negres rei · g7 negres peó · h7 blanques dama · g6 blanques peó | 4 |
| 3 | f8 negres torre · g8 negres rei · g7 negres peó · h7 blanques dama · g6 blanques peó | f8 negres torre · g8 negres rei · g7 negres peó · h7 blanques dama · g6 blanques peó | f8 negres torre · g8 negres rei · g7 negres peó · h7 blanques dama · g6 blanques peó | f8 negres torre · g8 negres rei · g7 negres peó · h7 blanques dama · g6 blanques peó | f8 negres torre · g8 negres rei · g7 negres peó · h7 blanques dama · g6 blanques peó | f8 negres torre · g8 negres rei · g7 negres peó · h7 blanques dama · g6 blanques peó | f8 negres torre · g8 negres rei · g7 negres peó · h7 blanques dama · g6 blanques peó | f8 negres torre · g8 negres rei · g7 negres peó · h7 blanques dama · g6 blanques peó | 3 |
| 2 | f8 negres torre · g8 negres rei · g7 negres peó · h7 blanques dama · g6 blanques peó | f8 negres torre · g8 negres rei · g7 negres peó · h7 blanques dama · g6 blanques peó | f8 negres torre · g8 negres rei · g7 negres peó · h7 blanques dama · g6 blanques peó | f8 negres torre · g8 negres rei · g7 negres peó · h7 blanques dama · g6 blanques peó | f8 negres torre · g8 negres rei · g7 negres peó · h7 blanques dama · g6 blanques peó | f8 negres torre · g8 negres rei · g7 negres peó · h7 blanques dama · g6 blanques peó | f8 negres torre · g8 negres rei · g7 negres peó · h7 blanques dama · g6 blanques peó | f8 negres torre · g8 negres rei · g7 negres peó · h7 blanques dama · g6 blanques peó | 2 |
| 1 | f8 negres torre · g8 negres rei · g7 negres peó · h7 blanques dama · g6 blanques peó | f8 negres torre · g8 negres rei · g7 negres peó · h7 blanques dama · g6 blanques peó | f8 negres torre · g8 negres rei · g7 negres peó · h7 blanques dama · g6 blanques peó | f8 negres torre · g8 negres rei · g7 negres peó · h7 blanques dama · g6 blanques peó | f8 negres torre · g8 negres rei · g7 negres peó · h7 blanques dama · g6 blanques peó | f8 negres torre · g8 negres rei · g7 negres peó · h7 blanques dama · g6 blanques peó | f8 negres torre · g8 negres rei · g7 negres peó · h7 blanques dama · g6 blanques peó | f8 negres torre · g8 negres rei · g7 negres peó · h7 blanques dama · g6 blanques peó | 1 |
|   | a                                                                                    | b                                                                                    | c                                                                                    | d                                                                                    | e                                                                                    | f                                                                                    | g                                                                                    | h                                                                                    |   |

El mat de Damiano és un dels més antics esquemes de mat. Es produeix quan un peó controla les caselles d'escapament davant del rei contrari i usant la dama per donar el cop final. Sovint s'arriba a aquest esquema sacrificant una torre, normalment a la casella h7, després fent escac amb la dama a la columna 'h' i després fent mat amb la dama. Aquest mat va ser publicat, en primer lloc, per Pedro Damiano el 1512. Damiano a la seva obra no va situar el rei blanc al tauler, i això va fer que no figurés en moltes bases de dades, a causa del fet que rebutgen les posicions il·legals.

## Mat de David i Goliat
|   | a | b | c | d | e | f | g | h |   |
| 8 | h5 blanques torre · a4 negres peó · b4 negres rei · c4 negres peó · a3 blanques peó · b3 negres cavall · b2 blanques peó · h1 blanques rei | h5 blanques torre · a4 negres peó · b4 negres rei · c4 negres peó · a3 blanques peó · b3 negres cavall · b2 blanques peó · h1 blanques rei | h5 blanques torre · a4 negres peó · b4 negres rei · c4 negres peó · a3 blanques peó · b3 negres cavall · b2 blanques peó · h1 blanques rei | h5 blanques torre · a4 negres peó · b4 negres rei · c4 negres peó · a3 blanques peó · b3 negres cavall · b2 blanques peó · h1 blanques rei | h5 blanques torre · a4 negres peó · b4 negres rei · c4 negres peó · a3 blanques peó · b3 negres cavall · b2 blanques peó · h1 blanques rei | h5 blanques torre · a4 negres peó · b4 negres rei · c4 negres peó · a3 blanques peó · b3 negres cavall · b2 blanques peó · h1 blanques rei | h5 blanques torre · a4 negres peó · b4 negres rei · c4 negres peó · a3 blanques peó · b3 negres cavall · b2 blanques peó · h1 blanques rei | h5 blanques torre · a4 negres peó · b4 negres rei · c4 negres peó · a3 blanques peó · b3 negres cavall · b2 blanques peó · h1 blanques rei | 8 |
| 7 | h5 blanques torre · a4 negres peó · b4 negres rei · c4 negres peó · a3 blanques peó · b3 negres cavall · b2 blanques peó · h1 blanques rei | h5 blanques torre · a4 negres peó · b4 negres rei · c4 negres peó · a3 blanques peó · b3 negres cavall · b2 blanques peó · h1 blanques rei | h5 blanques torre · a4 negres peó · b4 negres rei · c4 negres peó · a3 blanques peó · b3 negres cavall · b2 blanques peó · h1 blanques rei | h5 blanques torre · a4 negres peó · b4 negres rei · c4 negres peó · a3 blanques peó · b3 negres cavall · b2 blanques peó · h1 blanques rei | h5 blanques torre · a4 negres peó · b4 negres rei · c4 negres peó · a3 blanques peó · b3 negres cavall · b2 blanques peó · h1 blanques rei | h5 blanques torre · a4 negres peó · b4 negres rei · c4 negres peó · a3 blanques peó · b3 negres cavall · b2 blanques peó · h1 blanques rei | h5 blanques torre · a4 negres peó · b4 negres rei · c4 negres peó · a3 blanques peó · b3 negres cavall · b2 blanques peó · h1 blanques rei | h5 blanques torre · a4 negres peó · b4 negres rei · c4 negres peó · a3 blanques peó · b3 negres cavall · b2 blanques peó · h1 blanques rei | 7 |
| 6 | h5 blanques torre · a4 negres peó · b4 negres rei · c4 negres peó · a3 blanques peó · b3 negres cavall · b2 blanques peó · h1 blanques rei | h5 blanques torre · a4 negres peó · b4 negres rei · c4 negres peó · a3 blanques peó · b3 negres cavall · b2 blanques peó · h1 blanques rei | h5 blanques torre · a4 negres peó · b4 negres rei · c4 negres peó · a3 blanques peó · b3 negres cavall · b2 blanques peó · h1 blanques rei | h5 blanques torre · a4 negres peó · b4 negres rei · c4 negres peó · a3 blanques peó · b3 negres cavall · b2 blanques peó · h1 blanques rei | h5 blanques torre · a4 negres peó · b4 negres rei · c4 negres peó · a3 blanques peó · b3 negres cavall · b2 blanques peó · h1 blanques rei | h5 blanques torre · a4 negres peó · b4 negres rei · c4 negres peó · a3 blanques peó · b3 negres cavall · b2 blanques peó · h1 blanques rei | h5 blanques torre · a4 negres peó · b4 negres rei · c4 negres peó · a3 blanques peó · b3 negres cavall · b2 blanques peó · h1 blanques rei | h5 blanques torre · a4 negres peó · b4 negres rei · c4 negres peó · a3 blanques peó · b3 negres cavall · b2 blanques peó · h1 blanques rei | 6 |
| 5 | h5 blanques torre · a4 negres peó · b4 negres rei · c4 negres peó · a3 blanques peó · b3 negres cavall · b2 blanques peó · h1 blanques rei | h5 blanques torre · a4 negres peó · b4 negres rei · c4 negres peó · a3 blanques peó · b3 negres cavall · b2 blanques peó · h1 blanques rei | h5 blanques torre · a4 negres peó · b4 negres rei · c4 negres peó · a3 blanques peó · b3 negres cavall · b2 blanques peó · h1 blanques rei | h5 blanques torre · a4 negres peó · b4 negres rei · c4 negres peó · a3 blanques peó · b3 negres cavall · b2 blanques peó · h1 blanques rei | h5 blanques torre · a4 negres peó · b4 negres rei · c4 negres peó · a3 blanques peó · b3 negres cavall · b2 blanques peó · h1 blanques rei | h5 blanques torre · a4 negres peó · b4 negres rei · c4 negres peó · a3 blanques peó · b3 negres cavall · b2 blanques peó · h1 blanques rei | h5 blanques torre · a4 negres peó · b4 negres rei · c4 negres peó · a3 blanques peó · b3 negres cavall · b2 blanques peó · h1 blanques rei | h5 blanques torre · a4 negres peó · b4 negres rei · c4 negres peó · a3 blanques peó · b3 negres cavall · b2 blanques peó · h1 blanques rei | 5 |
| 4 | h5 blanques torre · a4 negres peó · b4 negres rei · c4 negres peó · a3 blanques peó · b3 negres cavall · b2 blanques peó · h1 blanques rei | h5 blanques torre · a4 negres peó · b4 negres rei · c4 negres peó · a3 blanques peó · b3 negres cavall · b2 blanques peó · h1 blanques rei | h5 blanques torre · a4 negres peó · b4 negres rei · c4 negres peó · a3 blanques peó · b3 negres cavall · b2 blanques peó · h1 blanques rei | h5 blanques torre · a4 negres peó · b4 negres rei · c4 negres peó · a3 blanques peó · b3 negres cavall · b2 blanques peó · h1 blanques rei | h5 blanques torre · a4 negres peó · b4 negres rei · c4 negres peó · a3 blanques peó · b3 negres cavall · b2 blanques peó · h1 blanques rei | h5 blanques torre · a4 negres peó · b4 negres rei · c4 negres peó · a3 blanques peó · b3 negres cavall · b2 blanques peó · h1 blanques rei | h5 blanques torre · a4 negres peó · b4 negres rei · c4 negres peó · a3 blanques peó · b3 negres cavall · b2 blanques peó · h1 blanques rei | h5 blanques torre · a4 negres peó · b4 negres rei · c4 negres peó · a3 blanques peó · b3 negres cavall · b2 blanques peó · h1 blanques rei | 4 |
| 3 | h5 blanques torre · a4 negres peó · b4 negres rei · c4 negres peó · a3 blanques peó · b3 negres cavall · b2 blanques peó · h1 blanques rei | h5 blanques torre · a4 negres peó · b4 negres rei · c4 negres peó · a3 blanques peó · b3 negres cavall · b2 blanques peó · h1 blanques rei | h5 blanques torre · a4 negres peó · b4 negres rei · c4 negres peó · a3 blanques peó · b3 negres cavall · b2 blanques peó · h1 blanques rei | h5 blanques torre · a4 negres peó · b4 negres rei · c4 negres peó · a3 blanques peó · b3 negres cavall · b2 blanques peó · h1 blanques rei | h5 blanques torre · a4 negres peó · b4 negres rei · c4 negres peó · a3 blanques peó · b3 negres cavall · b2 blanques peó · h1 blanques rei | h5 blanques torre · a4 negres peó · b4 negres rei · c4 negres peó · a3 blanques peó · b3 negres cavall · b2 blanques peó · h1 blanques rei | h5 blanques torre · a4 negres peó · b4 negres rei · c4 negres peó · a3 blanques peó · b3 negres cavall · b2 blanques peó · h1 blanques rei | h5 blanques torre · a4 negres peó · b4 negres rei · c4 negres peó · a3 blanques peó · b3 negres cavall · b2 blanques peó · h1 blanques rei | 3 |
| 2 | h5 blanques torre · a4 negres peó · b4 negres rei · c4 negres peó · a3 blanques peó · b3 negres cavall · b2 blanques peó · h1 blanques rei | h5 blanques torre · a4 negres peó · b4 negres rei · c4 negres peó · a3 blanques peó · b3 negres cavall · b2 blanques peó · h1 blanques rei | h5 blanques torre · a4 negres peó · b4 negres rei · c4 negres peó · a3 blanques peó · b3 negres cavall · b2 blanques peó · h1 blanques rei | h5 blanques torre · a4 negres peó · b4 negres rei · c4 negres peó · a3 blanques peó · b3 negres cavall · b2 blanques peó · h1 blanques rei | h5 blanques torre · a4 negres peó · b4 negres rei · c4 negres peó · a3 blanques peó · b3 negres cavall · b2 blanques peó · h1 blanques rei | h5 blanques torre · a4 negres peó · b4 negres rei · c4 negres peó · a3 blanques peó · b3 negres cavall · b2 blanques peó · h1 blanques rei | h5 blanques torre · a4 negres peó · b4 negres rei · c4 negres peó · a3 blanques peó · b3 negres cavall · b2 blanques peó · h1 blanques rei | h5 blanques torre · a4 negres peó · b4 negres rei · c4 negres peó · a3 blanques peó · b3 negres cavall · b2 blanques peó · h1 blanques rei | 2 |
| 1 | h5 blanques torre · a4 negres peó · b4 negres rei · c4 negres peó · a3 blanques peó · b3 negres cavall · b2 blanques peó · h1 blanques rei | h5 blanques torre · a4 negres peó · b4 negres rei · c4 negres peó · a3 blanques peó · b3 negres cavall · b2 blanques peó · h1 blanques rei | h5 blanques torre · a4 negres peó · b4 negres rei · c4 negres peó · a3 blanques peó · b3 negres cavall · b2 blanques peó · h1 blanques rei | h5 blanques torre · a4 negres peó · b4 negres rei · c4 negres peó · a3 blanques peó · b3 negres cavall · b2 blanques peó · h1 blanques rei | h5 blanques torre · a4 negres peó · b4 negres rei · c4 negres peó · a3 blanques peó · b3 negres cavall · b2 blanques peó · h1 blanques rei | h5 blanques torre · a4 negres peó · b4 negres rei · c4 negres peó · a3 blanques peó · b3 negres cavall · b2 blanques peó · h1 blanques rei | h5 blanques torre · a4 negres peó · b4 negres rei · c4 negres peó · a3 blanques peó · b3 negres cavall · b2 blanques peó · h1 blanques rei | h5 blanques torre · a4 negres peó · b4 negres rei · c4 negres peó · a3 blanques peó · b3 negres cavall · b2 blanques peó · h1 blanques rei | 1 |
|   | a | b | c | d | e | f | g | h |   |

El mat de David i Goliat és un mètode comú de fer mat. Tot i que aquest mat pot prendre moltes formes diferents, es caracteritza generalment com un mat en què un peó és la peça que remata, estant els peons enemics a prop. El nom prové del passatge bíblic de David i Goliat.

## Mat dels dos alfils
|   | a                                                                     | b                                                                     | c                                                                     | d                                                                     | e                                                                     | f                                                                     | g                                                                     | h                                                                     |   |
| 8 | h8 negres rei · h7 negres peó · d5 blanques alfil · c3 blanques alfil | h8 negres rei · h7 negres peó · d5 blanques alfil · c3 blanques alfil | h8 negres rei · h7 negres peó · d5 blanques alfil · c3 blanques alfil | h8 negres rei · h7 negres peó · d5 blanques alfil · c3 blanques alfil | h8 negres rei · h7 negres peó · d5 blanques alfil · c3 blanques alfil | h8 negres rei · h7 negres peó · d5 blanques alfil · c3 blanques alfil | h8 negres rei · h7 negres peó · d5 blanques alfil · c3 blanques alfil | h8 negres rei · h7 negres peó · d5 blanques alfil · c3 blanques alfil | 8 |
| 7 | h8 negres rei · h7 negres peó · d5 blanques alfil · c3 blanques alfil | h8 negres rei · h7 negres peó · d5 blanques alfil · c3 blanques alfil | h8 negres rei · h7 negres peó · d5 blanques alfil · c3 blanques alfil | h8 negres rei · h7 negres peó · d5 blanques alfil · c3 blanques alfil | h8 negres rei · h7 negres peó · d5 blanques alfil · c3 blanques alfil | h8 negres rei · h7 negres peó · d5 blanques alfil · c3 blanques alfil | h8 negres rei · h7 negres peó · d5 blanques alfil · c3 blanques alfil | h8 negres rei · h7 negres peó · d5 blanques alfil · c3 blanques alfil | 7 |
| 6 | h8 negres rei · h7 negres peó · d5 blanques alfil · c3 blanques alfil | h8 negres rei · h7 negres peó · d5 blanques alfil · c3 blanques alfil | h8 negres rei · h7 negres peó · d5 blanques alfil · c3 blanques alfil | h8 negres rei · h7 negres peó · d5 blanques alfil · c3 blanques alfil | h8 negres rei · h7 negres peó · d5 blanques alfil · c3 blanques alfil | h8 negres rei · h7 negres peó · d5 blanques alfil · c3 blanques alfil | h8 negres rei · h7 negres peó · d5 blanques alfil · c3 blanques alfil | h8 negres rei · h7 negres peó · d5 blanques alfil · c3 blanques alfil | 6 |
| 5 | h8 negres rei · h7 negres peó · d5 blanques alfil · c3 blanques alfil | h8 negres rei · h7 negres peó · d5 blanques alfil · c3 blanques alfil | h8 negres rei · h7 negres peó · d5 blanques alfil · c3 blanques alfil | h8 negres rei · h7 negres peó · d5 blanques alfil · c3 blanques alfil | h8 negres rei · h7 negres peó · d5 blanques alfil · c3 blanques alfil | h8 negres rei · h7 negres peó · d5 blanques alfil · c3 blanques alfil | h8 negres rei · h7 negres peó · d5 blanques alfil · c3 blanques alfil | h8 negres rei · h7 negres peó · d5 blanques alfil · c3 blanques alfil | 5 |
| 4 | h8 negres rei · h7 negres peó · d5 blanques alfil · c3 blanques alfil | h8 negres rei · h7 negres peó · d5 blanques alfil · c3 blanques alfil | h8 negres rei · h7 negres peó · d5 blanques alfil · c3 blanques alfil | h8 negres rei · h7 negres peó · d5 blanques alfil · c3 blanques alfil | h8 negres rei · h7 negres peó · d5 blanques alfil · c3 blanques alfil | h8 negres rei · h7 negres peó · d5 blanques alfil · c3 blanques alfil | h8 negres rei · h7 negres peó · d5 blanques alfil · c3 blanques alfil | h8 negres rei · h7 negres peó · d5 blanques alfil · c3 blanques alfil | 4 |
| 3 | h8 negres rei · h7 negres peó · d5 blanques alfil · c3 blanques alfil | h8 negres rei · h7 negres peó · d5 blanques alfil · c3 blanques alfil | h8 negres rei · h7 negres peó · d5 blanques alfil · c3 blanques alfil | h8 negres rei · h7 negres peó · d5 blanques alfil · c3 blanques alfil | h8 negres rei · h7 negres peó · d5 blanques alfil · c3 blanques alfil | h8 negres rei · h7 negres peó · d5 blanques alfil · c3 blanques alfil | h8 negres rei · h7 negres peó · d5 blanques alfil · c3 blanques alfil | h8 negres rei · h7 negres peó · d5 blanques alfil · c3 blanques alfil | 3 |
| 2 | h8 negres rei · h7 negres peó · d5 blanques alfil · c3 blanques alfil | h8 negres rei · h7 negres peó · d5 blanques alfil · c3 blanques alfil | h8 negres rei · h7 negres peó · d5 blanques alfil · c3 blanques alfil | h8 negres rei · h7 negres peó · d5 blanques alfil · c3 blanques alfil | h8 negres rei · h7 negres peó · d5 blanques alfil · c3 blanques alfil | h8 negres rei · h7 negres peó · d5 blanques alfil · c3 blanques alfil | h8 negres rei · h7 negres peó · d5 blanques alfil · c3 blanques alfil | h8 negres rei · h7 negres peó · d5 blanques alfil · c3 blanques alfil | 2 |
| 1 | h8 negres rei · h7 negres peó · d5 blanques alfil · c3 blanques alfil | h8 negres rei · h7 negres peó · d5 blanques alfil · c3 blanques alfil | h8 negres rei · h7 negres peó · d5 blanques alfil · c3 blanques alfil | h8 negres rei · h7 negres peó · d5 blanques alfil · c3 blanques alfil | h8 negres rei · h7 negres peó · d5 blanques alfil · c3 blanques alfil | h8 negres rei · h7 negres peó · d5 blanques alfil · c3 blanques alfil | h8 negres rei · h7 negres peó · d5 blanques alfil · c3 blanques alfil | h8 negres rei · h7 negres peó · d5 blanques alfil · c3 blanques alfil | 1 |
|   | a                                                                     | b                                                                     | c                                                                     | d                                                                     | e                                                                     | f                                                                     | g                                                                     | h                                                                     |   |

El mat dels dos alfils és un mètode de mat clàssic. És similar al mat de Boden, però una mica més simple. El mat s'assoleix atacant el rei amb dos alfils, mentre aquest és atrapat darrere un peó que no s'ha mogut.

## Mat encaixat
|   | a                                                                                    | b                                                                                    | c                                                                                    | d                                                                                    | e                                                                                    | f                                                                                    | g                                                                                    | h                                                                                    |   |
| 8 | b8 negres torre · a7 negres peó · b7 negres rei · c6 blanques dama · d5 blanques peó | b8 negres torre · a7 negres peó · b7 negres rei · c6 blanques dama · d5 blanques peó | b8 negres torre · a7 negres peó · b7 negres rei · c6 blanques dama · d5 blanques peó | b8 negres torre · a7 negres peó · b7 negres rei · c6 blanques dama · d5 blanques peó | b8 negres torre · a7 negres peó · b7 negres rei · c6 blanques dama · d5 blanques peó | b8 negres torre · a7 negres peó · b7 negres rei · c6 blanques dama · d5 blanques peó | b8 negres torre · a7 negres peó · b7 negres rei · c6 blanques dama · d5 blanques peó | b8 negres torre · a7 negres peó · b7 negres rei · c6 blanques dama · d5 blanques peó | 8 |
| 7 | b8 negres torre · a7 negres peó · b7 negres rei · c6 blanques dama · d5 blanques peó | b8 negres torre · a7 negres peó · b7 negres rei · c6 blanques dama · d5 blanques peó | b8 negres torre · a7 negres peó · b7 negres rei · c6 blanques dama · d5 blanques peó | b8 negres torre · a7 negres peó · b7 negres rei · c6 blanques dama · d5 blanques peó | b8 negres torre · a7 negres peó · b7 negres rei · c6 blanques dama · d5 blanques peó | b8 negres torre · a7 negres peó · b7 negres rei · c6 blanques dama · d5 blanques peó | b8 negres torre · a7 negres peó · b7 negres rei · c6 blanques dama · d5 blanques peó | b8 negres torre · a7 negres peó · b7 negres rei · c6 blanques dama · d5 blanques peó | 7 |
| 6 | b8 negres torre · a7 negres peó · b7 negres rei · c6 blanques dama · d5 blanques peó | b8 negres torre · a7 negres peó · b7 negres rei · c6 blanques dama · d5 blanques peó | b8 negres torre · a7 negres peó · b7 negres rei · c6 blanques dama · d5 blanques peó | b8 negres torre · a7 negres peó · b7 negres rei · c6 blanques dama · d5 blanques peó | b8 negres torre · a7 negres peó · b7 negres rei · c6 blanques dama · d5 blanques peó | b8 negres torre · a7 negres peó · b7 negres rei · c6 blanques dama · d5 blanques peó | b8 negres torre · a7 negres peó · b7 negres rei · c6 blanques dama · d5 blanques peó | b8 negres torre · a7 negres peó · b7 negres rei · c6 blanques dama · d5 blanques peó | 6 |
| 5 | b8 negres torre · a7 negres peó · b7 negres rei · c6 blanques dama · d5 blanques peó | b8 negres torre · a7 negres peó · b7 negres rei · c6 blanques dama · d5 blanques peó | b8 negres torre · a7 negres peó · b7 negres rei · c6 blanques dama · d5 blanques peó | b8 negres torre · a7 negres peó · b7 negres rei · c6 blanques dama · d5 blanques peó | b8 negres torre · a7 negres peó · b7 negres rei · c6 blanques dama · d5 blanques peó | b8 negres torre · a7 negres peó · b7 negres rei · c6 blanques dama · d5 blanques peó | b8 negres torre · a7 negres peó · b7 negres rei · c6 blanques dama · d5 blanques peó | b8 negres torre · a7 negres peó · b7 negres rei · c6 blanques dama · d5 blanques peó | 5 |
| 4 | b8 negres torre · a7 negres peó · b7 negres rei · c6 blanques dama · d5 blanques peó | b8 negres torre · a7 negres peó · b7 negres rei · c6 blanques dama · d5 blanques peó | b8 negres torre · a7 negres peó · b7 negres rei · c6 blanques dama · d5 blanques peó | b8 negres torre · a7 negres peó · b7 negres rei · c6 blanques dama · d5 blanques peó | b8 negres torre · a7 negres peó · b7 negres rei · c6 blanques dama · d5 blanques peó | b8 negres torre · a7 negres peó · b7 negres rei · c6 blanques dama · d5 blanques peó | b8 negres torre · a7 negres peó · b7 negres rei · c6 blanques dama · d5 blanques peó | b8 negres torre · a7 negres peó · b7 negres rei · c6 blanques dama · d5 blanques peó | 4 |
| 3 | b8 negres torre · a7 negres peó · b7 negres rei · c6 blanques dama · d5 blanques peó | b8 negres torre · a7 negres peó · b7 negres rei · c6 blanques dama · d5 blanques peó | b8 negres torre · a7 negres peó · b7 negres rei · c6 blanques dama · d5 blanques peó | b8 negres torre · a7 negres peó · b7 negres rei · c6 blanques dama · d5 blanques peó | b8 negres torre · a7 negres peó · b7 negres rei · c6 blanques dama · d5 blanques peó | b8 negres torre · a7 negres peó · b7 negres rei · c6 blanques dama · d5 blanques peó | b8 negres torre · a7 negres peó · b7 negres rei · c6 blanques dama · d5 blanques peó | b8 negres torre · a7 negres peó · b7 negres rei · c6 blanques dama · d5 blanques peó | 3 |
| 2 | b8 negres torre · a7 negres peó · b7 negres rei · c6 blanques dama · d5 blanques peó | b8 negres torre · a7 negres peó · b7 negres rei · c6 blanques dama · d5 blanques peó | b8 negres torre · a7 negres peó · b7 negres rei · c6 blanques dama · d5 blanques peó | b8 negres torre · a7 negres peó · b7 negres rei · c6 blanques dama · d5 blanques peó | b8 negres torre · a7 negres peó · b7 negres rei · c6 blanques dama · d5 blanques peó | b8 negres torre · a7 negres peó · b7 negres rei · c6 blanques dama · d5 blanques peó | b8 negres torre · a7 negres peó · b7 negres rei · c6 blanques dama · d5 blanques peó | b8 negres torre · a7 negres peó · b7 negres rei · c6 blanques dama · d5 blanques peó | 2 |
| 1 | b8 negres torre · a7 negres peó · b7 negres rei · c6 blanques dama · d5 blanques peó | b8 negres torre · a7 negres peó · b7 negres rei · c6 blanques dama · d5 blanques peó | b8 negres torre · a7 negres peó · b7 negres rei · c6 blanques dama · d5 blanques peó | b8 negres torre · a7 negres peó · b7 negres rei · c6 blanques dama · d5 blanques peó | b8 negres torre · a7 negres peó · b7 negres rei · c6 blanques dama · d5 blanques peó | b8 negres torre · a7 negres peó · b7 negres rei · c6 blanques dama · d5 blanques peó | b8 negres torre · a7 negres peó · b7 negres rei · c6 blanques dama · d5 blanques peó | b8 negres torre · a7 negres peó · b7 negres rei · c6 blanques dama · d5 blanques peó | 1 |
|   | a                                                                                    | b                                                                                    | c                                                                                    | d                                                                                    | e                                                                                    | f                                                                                    | g                                                                                    | h                                                                                    |   |

El mat encaixat és un esquema de mat comú. Implica atrapar el rei rival en l'esquema mostrat a la dreta. No importa com estigui ajudada la dama, ni tampoc quina mena de peces tinguin les negres, llevat que siguin un cavall.

## Mat de les xarreteres
|   | a | b | c | d | e | f | g | h |   |
| 8 | d8 negres torre · e8 negres rei · f8 negres torre · b7 negres peó · c6 negres peó · e6 blanques dama · b3 blanques peó · a2 blanques peó · c2 blanques peó · b1 blanques rei | d8 negres torre · e8 negres rei · f8 negres torre · b7 negres peó · c6 negres peó · e6 blanques dama · b3 blanques peó · a2 blanques peó · c2 blanques peó · b1 blanques rei | d8 negres torre · e8 negres rei · f8 negres torre · b7 negres peó · c6 negres peó · e6 blanques dama · b3 blanques peó · a2 blanques peó · c2 blanques peó · b1 blanques rei | d8 negres torre · e8 negres rei · f8 negres torre · b7 negres peó · c6 negres peó · e6 blanques dama · b3 blanques peó · a2 blanques peó · c2 blanques peó · b1 blanques rei | d8 negres torre · e8 negres rei · f8 negres torre · b7 negres peó · c6 negres peó · e6 blanques dama · b3 blanques peó · a2 blanques peó · c2 blanques peó · b1 blanques rei | d8 negres torre · e8 negres rei · f8 negres torre · b7 negres peó · c6 negres peó · e6 blanques dama · b3 blanques peó · a2 blanques peó · c2 blanques peó · b1 blanques rei | d8 negres torre · e8 negres rei · f8 negres torre · b7 negres peó · c6 negres peó · e6 blanques dama · b3 blanques peó · a2 blanques peó · c2 blanques peó · b1 blanques rei | d8 negres torre · e8 negres rei · f8 negres torre · b7 negres peó · c6 negres peó · e6 blanques dama · b3 blanques peó · a2 blanques peó · c2 blanques peó · b1 blanques rei | 8 |
| 7 | d8 negres torre · e8 negres rei · f8 negres torre · b7 negres peó · c6 negres peó · e6 blanques dama · b3 blanques peó · a2 blanques peó · c2 blanques peó · b1 blanques rei | d8 negres torre · e8 negres rei · f8 negres torre · b7 negres peó · c6 negres peó · e6 blanques dama · b3 blanques peó · a2 blanques peó · c2 blanques peó · b1 blanques rei | d8 negres torre · e8 negres rei · f8 negres torre · b7 negres peó · c6 negres peó · e6 blanques dama · b3 blanques peó · a2 blanques peó · c2 blanques peó · b1 blanques rei | d8 negres torre · e8 negres rei · f8 negres torre · b7 negres peó · c6 negres peó · e6 blanques dama · b3 blanques peó · a2 blanques peó · c2 blanques peó · b1 blanques rei | d8 negres torre · e8 negres rei · f8 negres torre · b7 negres peó · c6 negres peó · e6 blanques dama · b3 blanques peó · a2 blanques peó · c2 blanques peó · b1 blanques rei | d8 negres torre · e8 negres rei · f8 negres torre · b7 negres peó · c6 negres peó · e6 blanques dama · b3 blanques peó · a2 blanques peó · c2 blanques peó · b1 blanques rei | d8 negres torre · e8 negres rei · f8 negres torre · b7 negres peó · c6 negres peó · e6 blanques dama · b3 blanques peó · a2 blanques peó · c2 blanques peó · b1 blanques rei | d8 negres torre · e8 negres rei · f8 negres torre · b7 negres peó · c6 negres peó · e6 blanques dama · b3 blanques peó · a2 blanques peó · c2 blanques peó · b1 blanques rei | 7 |
| 6 | d8 negres torre · e8 negres rei · f8 negres torre · b7 negres peó · c6 negres peó · e6 blanques dama · b3 blanques peó · a2 blanques peó · c2 blanques peó · b1 blanques rei | d8 negres torre · e8 negres rei · f8 negres torre · b7 negres peó · c6 negres peó · e6 blanques dama · b3 blanques peó · a2 blanques peó · c2 blanques peó · b1 blanques rei | d8 negres torre · e8 negres rei · f8 negres torre · b7 negres peó · c6 negres peó · e6 blanques dama · b3 blanques peó · a2 blanques peó · c2 blanques peó · b1 blanques rei | d8 negres torre · e8 negres rei · f8 negres torre · b7 negres peó · c6 negres peó · e6 blanques dama · b3 blanques peó · a2 blanques peó · c2 blanques peó · b1 blanques rei | d8 negres torre · e8 negres rei · f8 negres torre · b7 negres peó · c6 negres peó · e6 blanques dama · b3 blanques peó · a2 blanques peó · c2 blanques peó · b1 blanques rei | d8 negres torre · e8 negres rei · f8 negres torre · b7 negres peó · c6 negres peó · e6 blanques dama · b3 blanques peó · a2 blanques peó · c2 blanques peó · b1 blanques rei | d8 negres torre · e8 negres rei · f8 negres torre · b7 negres peó · c6 negres peó · e6 blanques dama · b3 blanques peó · a2 blanques peó · c2 blanques peó · b1 blanques rei | d8 negres torre · e8 negres rei · f8 negres torre · b7 negres peó · c6 negres peó · e6 blanques dama · b3 blanques peó · a2 blanques peó · c2 blanques peó · b1 blanques rei | 6 |
| 5 | d8 negres torre · e8 negres rei · f8 negres torre · b7 negres peó · c6 negres peó · e6 blanques dama · b3 blanques peó · a2 blanques peó · c2 blanques peó · b1 blanques rei | d8 negres torre · e8 negres rei · f8 negres torre · b7 negres peó · c6 negres peó · e6 blanques dama · b3 blanques peó · a2 blanques peó · c2 blanques peó · b1 blanques rei | d8 negres torre · e8 negres rei · f8 negres torre · b7 negres peó · c6 negres peó · e6 blanques dama · b3 blanques peó · a2 blanques peó · c2 blanques peó · b1 blanques rei | d8 negres torre · e8 negres rei · f8 negres torre · b7 negres peó · c6 negres peó · e6 blanques dama · b3 blanques peó · a2 blanques peó · c2 blanques peó · b1 blanques rei | d8 negres torre · e8 negres rei · f8 negres torre · b7 negres peó · c6 negres peó · e6 blanques dama · b3 blanques peó · a2 blanques peó · c2 blanques peó · b1 blanques rei | d8 negres torre · e8 negres rei · f8 negres torre · b7 negres peó · c6 negres peó · e6 blanques dama · b3 blanques peó · a2 blanques peó · c2 blanques peó · b1 blanques rei | d8 negres torre · e8 negres rei · f8 negres torre · b7 negres peó · c6 negres peó · e6 blanques dama · b3 blanques peó · a2 blanques peó · c2 blanques peó · b1 blanques rei | d8 negres torre · e8 negres rei · f8 negres torre · b7 negres peó · c6 negres peó · e6 blanques dama · b3 blanques peó · a2 blanques peó · c2 blanques peó · b1 blanques rei | 5 |
| 4 | d8 negres torre · e8 negres rei · f8 negres torre · b7 negres peó · c6 negres peó · e6 blanques dama · b3 blanques peó · a2 blanques peó · c2 blanques peó · b1 blanques rei | d8 negres torre · e8 negres rei · f8 negres torre · b7 negres peó · c6 negres peó · e6 blanques dama · b3 blanques peó · a2 blanques peó · c2 blanques peó · b1 blanques rei | d8 negres torre · e8 negres rei · f8 negres torre · b7 negres peó · c6 negres peó · e6 blanques dama · b3 blanques peó · a2 blanques peó · c2 blanques peó · b1 blanques rei | d8 negres torre · e8 negres rei · f8 negres torre · b7 negres peó · c6 negres peó · e6 blanques dama · b3 blanques peó · a2 blanques peó · c2 blanques peó · b1 blanques rei | d8 negres torre · e8 negres rei · f8 negres torre · b7 negres peó · c6 negres peó · e6 blanques dama · b3 blanques peó · a2 blanques peó · c2 blanques peó · b1 blanques rei | d8 negres torre · e8 negres rei · f8 negres torre · b7 negres peó · c6 negres peó · e6 blanques dama · b3 blanques peó · a2 blanques peó · c2 blanques peó · b1 blanques rei | d8 negres torre · e8 negres rei · f8 negres torre · b7 negres peó · c6 negres peó · e6 blanques dama · b3 blanques peó · a2 blanques peó · c2 blanques peó · b1 blanques rei | d8 negres torre · e8 negres rei · f8 negres torre · b7 negres peó · c6 negres peó · e6 blanques dama · b3 blanques peó · a2 blanques peó · c2 blanques peó · b1 blanques rei | 4 |
| 3 | d8 negres torre · e8 negres rei · f8 negres torre · b7 negres peó · c6 negres peó · e6 blanques dama · b3 blanques peó · a2 blanques peó · c2 blanques peó · b1 blanques rei | d8 negres torre · e8 negres rei · f8 negres torre · b7 negres peó · c6 negres peó · e6 blanques dama · b3 blanques peó · a2 blanques peó · c2 blanques peó · b1 blanques rei | d8 negres torre · e8 negres rei · f8 negres torre · b7 negres peó · c6 negres peó · e6 blanques dama · b3 blanques peó · a2 blanques peó · c2 blanques peó · b1 blanques rei | d8 negres torre · e8 negres rei · f8 negres torre · b7 negres peó · c6 negres peó · e6 blanques dama · b3 blanques peó · a2 blanques peó · c2 blanques peó · b1 blanques rei | d8 negres torre · e8 negres rei · f8 negres torre · b7 negres peó · c6 negres peó · e6 blanques dama · b3 blanques peó · a2 blanques peó · c2 blanques peó · b1 blanques rei | d8 negres torre · e8 negres rei · f8 negres torre · b7 negres peó · c6 negres peó · e6 blanques dama · b3 blanques peó · a2 blanques peó · c2 blanques peó · b1 blanques rei | d8 negres torre · e8 negres rei · f8 negres torre · b7 negres peó · c6 negres peó · e6 blanques dama · b3 blanques peó · a2 blanques peó · c2 blanques peó · b1 blanques rei | d8 negres torre · e8 negres rei · f8 negres torre · b7 negres peó · c6 negres peó · e6 blanques dama · b3 blanques peó · a2 blanques peó · c2 blanques peó · b1 blanques rei | 3 |
| 2 | d8 negres torre · e8 negres rei · f8 negres torre · b7 negres peó · c6 negres peó · e6 blanques dama · b3 blanques peó · a2 blanques peó · c2 blanques peó · b1 blanques rei | d8 negres torre · e8 negres rei · f8 negres torre · b7 negres peó · c6 negres peó · e6 blanques dama · b3 blanques peó · a2 blanques peó · c2 blanques peó · b1 blanques rei | d8 negres torre · e8 negres rei · f8 negres torre · b7 negres peó · c6 negres peó · e6 blanques dama · b3 blanques peó · a2 blanques peó · c2 blanques peó · b1 blanques rei | d8 negres torre · e8 negres rei · f8 negres torre · b7 negres peó · c6 negres peó · e6 blanques dama · b3 blanques peó · a2 blanques peó · c2 blanques peó · b1 blanques rei | d8 negres torre · e8 negres rei · f8 negres torre · b7 negres peó · c6 negres peó · e6 blanques dama · b3 blanques peó · a2 blanques peó · c2 blanques peó · b1 blanques rei | d8 negres torre · e8 negres rei · f8 negres torre · b7 negres peó · c6 negres peó · e6 blanques dama · b3 blanques peó · a2 blanques peó · c2 blanques peó · b1 blanques rei | d8 negres torre · e8 negres rei · f8 negres torre · b7 negres peó · c6 negres peó · e6 blanques dama · b3 blanques peó · a2 blanques peó · c2 blanques peó · b1 blanques rei | d8 negres torre · e8 negres rei · f8 negres torre · b7 negres peó · c6 negres peó · e6 blanques dama · b3 blanques peó · a2 blanques peó · c2 blanques peó · b1 blanques rei | 2 |
| 1 | d8 negres torre · e8 negres rei · f8 negres torre · b7 negres peó · c6 negres peó · e6 blanques dama · b3 blanques peó · a2 blanques peó · c2 blanques peó · b1 blanques rei | d8 negres torre · e8 negres rei · f8 negres torre · b7 negres peó · c6 negres peó · e6 blanques dama · b3 blanques peó · a2 blanques peó · c2 blanques peó · b1 blanques rei | d8 negres torre · e8 negres rei · f8 negres torre · b7 negres peó · c6 negres peó · e6 blanques dama · b3 blanques peó · a2 blanques peó · c2 blanques peó · b1 blanques rei | d8 negres torre · e8 negres rei · f8 negres torre · b7 negres peó · c6 negres peó · e6 blanques dama · b3 blanques peó · a2 blanques peó · c2 blanques peó · b1 blanques rei | d8 negres torre · e8 negres rei · f8 negres torre · b7 negres peó · c6 negres peó · e6 blanques dama · b3 blanques peó · a2 blanques peó · c2 blanques peó · b1 blanques rei | d8 negres torre · e8 negres rei · f8 negres torre · b7 negres peó · c6 negres peó · e6 blanques dama · b3 blanques peó · a2 blanques peó · c2 blanques peó · b1 blanques rei | d8 negres torre · e8 negres rei · f8 negres torre · b7 negres peó · c6 negres peó · e6 blanques dama · b3 blanques peó · a2 blanques peó · c2 blanques peó · b1 blanques rei | d8 negres torre · e8 negres rei · f8 negres torre · b7 negres peó · c6 negres peó · e6 blanques dama · b3 blanques peó · a2 blanques peó · c2 blanques peó · b1 blanques rei | 1 |
|   | a | b | c | d | e | f | g | h |   |

Un mat de les xarreteres o mat d'Epaulette és, en la seva definició més àmplia, un mat en què el rei contrari és atrapat entre peces pròpies que ocupen les dues caselles d'escapament dels seus costats. El mat de les xarreteres més comú implica que el rei és a la primera fila, atrapat entre dues torres. Rep el seu nom de la similitud visual que hi ha entre un rei entre les seves torres i la d'un militar amb les seves xarreteres.

### Partides d'exemple
- Van Wely–Morozevitx, Wijk aan Zee 2001; Loek van Wely es veu obligat a abandonar després de cometre una greu errada que el fa caure en un inevitable mat de les xarreteres contra Aleksandr Morozévitx.[10]
- Carlsen–Ernst, Wijk aan Zee 2004; un Magnus Carlsen de només tretze anys aconsegueix un inusual mat de les xarreteres contra Sipke Ernst, seguint amb una trajectòria que el va fer guanyar el Grup C del Torneig d'escacs Corus de 2004.[11]
- Anand-Carlsen, Memorial Tal Campionat del món blitz de 2009; una partida amb què Carlsen pràcticament s'assegurava el títol de campió del món de blitz.

## Mat de Greco
|   | a                                                                    | b                                                                    | c                                                                    | d                                                                    | e                                                                    | f                                                                    | g                                                                    | h                                                                    |   |
| 8 | h8 negres rei · g7 negres peó · h5 blanques dama · c4 blanques alfil | h8 negres rei · g7 negres peó · h5 blanques dama · c4 blanques alfil | h8 negres rei · g7 negres peó · h5 blanques dama · c4 blanques alfil | h8 negres rei · g7 negres peó · h5 blanques dama · c4 blanques alfil | h8 negres rei · g7 negres peó · h5 blanques dama · c4 blanques alfil | h8 negres rei · g7 negres peó · h5 blanques dama · c4 blanques alfil | h8 negres rei · g7 negres peó · h5 blanques dama · c4 blanques alfil | h8 negres rei · g7 negres peó · h5 blanques dama · c4 blanques alfil | 8 |
| 7 | h8 negres rei · g7 negres peó · h5 blanques dama · c4 blanques alfil | h8 negres rei · g7 negres peó · h5 blanques dama · c4 blanques alfil | h8 negres rei · g7 negres peó · h5 blanques dama · c4 blanques alfil | h8 negres rei · g7 negres peó · h5 blanques dama · c4 blanques alfil | h8 negres rei · g7 negres peó · h5 blanques dama · c4 blanques alfil | h8 negres rei · g7 negres peó · h5 blanques dama · c4 blanques alfil | h8 negres rei · g7 negres peó · h5 blanques dama · c4 blanques alfil | h8 negres rei · g7 negres peó · h5 blanques dama · c4 blanques alfil | 7 |
| 6 | h8 negres rei · g7 negres peó · h5 blanques dama · c4 blanques alfil | h8 negres rei · g7 negres peó · h5 blanques dama · c4 blanques alfil | h8 negres rei · g7 negres peó · h5 blanques dama · c4 blanques alfil | h8 negres rei · g7 negres peó · h5 blanques dama · c4 blanques alfil | h8 negres rei · g7 negres peó · h5 blanques dama · c4 blanques alfil | h8 negres rei · g7 negres peó · h5 blanques dama · c4 blanques alfil | h8 negres rei · g7 negres peó · h5 blanques dama · c4 blanques alfil | h8 negres rei · g7 negres peó · h5 blanques dama · c4 blanques alfil | 6 |
| 5 | h8 negres rei · g7 negres peó · h5 blanques dama · c4 blanques alfil | h8 negres rei · g7 negres peó · h5 blanques dama · c4 blanques alfil | h8 negres rei · g7 negres peó · h5 blanques dama · c4 blanques alfil | h8 negres rei · g7 negres peó · h5 blanques dama · c4 blanques alfil | h8 negres rei · g7 negres peó · h5 blanques dama · c4 blanques alfil | h8 negres rei · g7 negres peó · h5 blanques dama · c4 blanques alfil | h8 negres rei · g7 negres peó · h5 blanques dama · c4 blanques alfil | h8 negres rei · g7 negres peó · h5 blanques dama · c4 blanques alfil | 5 |
| 4 | h8 negres rei · g7 negres peó · h5 blanques dama · c4 blanques alfil | h8 negres rei · g7 negres peó · h5 blanques dama · c4 blanques alfil | h8 negres rei · g7 negres peó · h5 blanques dama · c4 blanques alfil | h8 negres rei · g7 negres peó · h5 blanques dama · c4 blanques alfil | h8 negres rei · g7 negres peó · h5 blanques dama · c4 blanques alfil | h8 negres rei · g7 negres peó · h5 blanques dama · c4 blanques alfil | h8 negres rei · g7 negres peó · h5 blanques dama · c4 blanques alfil | h8 negres rei · g7 negres peó · h5 blanques dama · c4 blanques alfil | 4 |
| 3 | h8 negres rei · g7 negres peó · h5 blanques dama · c4 blanques alfil | h8 negres rei · g7 negres peó · h5 blanques dama · c4 blanques alfil | h8 negres rei · g7 negres peó · h5 blanques dama · c4 blanques alfil | h8 negres rei · g7 negres peó · h5 blanques dama · c4 blanques alfil | h8 negres rei · g7 negres peó · h5 blanques dama · c4 blanques alfil | h8 negres rei · g7 negres peó · h5 blanques dama · c4 blanques alfil | h8 negres rei · g7 negres peó · h5 blanques dama · c4 blanques alfil | h8 negres rei · g7 negres peó · h5 blanques dama · c4 blanques alfil | 3 |
| 2 | h8 negres rei · g7 negres peó · h5 blanques dama · c4 blanques alfil | h8 negres rei · g7 negres peó · h5 blanques dama · c4 blanques alfil | h8 negres rei · g7 negres peó · h5 blanques dama · c4 blanques alfil | h8 negres rei · g7 negres peó · h5 blanques dama · c4 blanques alfil | h8 negres rei · g7 negres peó · h5 blanques dama · c4 blanques alfil | h8 negres rei · g7 negres peó · h5 blanques dama · c4 blanques alfil | h8 negres rei · g7 negres peó · h5 blanques dama · c4 blanques alfil | h8 negres rei · g7 negres peó · h5 blanques dama · c4 blanques alfil | 2 |
| 1 | h8 negres rei · g7 negres peó · h5 blanques dama · c4 blanques alfil | h8 negres rei · g7 negres peó · h5 blanques dama · c4 blanques alfil | h8 negres rei · g7 negres peó · h5 blanques dama · c4 blanques alfil | h8 negres rei · g7 negres peó · h5 blanques dama · c4 blanques alfil | h8 negres rei · g7 negres peó · h5 blanques dama · c4 blanques alfil | h8 negres rei · g7 negres peó · h5 blanques dama · c4 blanques alfil | h8 negres rei · g7 negres peó · h5 blanques dama · c4 blanques alfil | h8 negres rei · g7 negres peó · h5 blanques dama · c4 blanques alfil | 1 |
|   | a                                                                    | b                                                                    | c                                                                    | d                                                                    | e                                                                    | f                                                                    | g                                                                    | h                                                                    |   |

El mat de Greco és un mètode comú de fer mat. Deu el seu nom al conegut recopilador de mats italià Gioachino Greco. Es produeix quan un alfil talla la retirada del rei rival per un costat, mentre un peó propi li bloqueja l'altra diagonal a la columna g, i finalment una dama o una torre fan mat movent a la columna h a la vora del tauler.

## Mat de la columna h
|   | a                                                                     | b                                                                     | c                                                                     | d                                                                     | e                                                                     | f                                                                     | g                                                                     | h                                                                     |   |
| 8 | g8 negres rei · h8 blanques torre · f7 negres peó · b2 blanques alfil | g8 negres rei · h8 blanques torre · f7 negres peó · b2 blanques alfil | g8 negres rei · h8 blanques torre · f7 negres peó · b2 blanques alfil | g8 negres rei · h8 blanques torre · f7 negres peó · b2 blanques alfil | g8 negres rei · h8 blanques torre · f7 negres peó · b2 blanques alfil | g8 negres rei · h8 blanques torre · f7 negres peó · b2 blanques alfil | g8 negres rei · h8 blanques torre · f7 negres peó · b2 blanques alfil | g8 negres rei · h8 blanques torre · f7 negres peó · b2 blanques alfil | 8 |
| 7 | g8 negres rei · h8 blanques torre · f7 negres peó · b2 blanques alfil | g8 negres rei · h8 blanques torre · f7 negres peó · b2 blanques alfil | g8 negres rei · h8 blanques torre · f7 negres peó · b2 blanques alfil | g8 negres rei · h8 blanques torre · f7 negres peó · b2 blanques alfil | g8 negres rei · h8 blanques torre · f7 negres peó · b2 blanques alfil | g8 negres rei · h8 blanques torre · f7 negres peó · b2 blanques alfil | g8 negres rei · h8 blanques torre · f7 negres peó · b2 blanques alfil | g8 negres rei · h8 blanques torre · f7 negres peó · b2 blanques alfil | 7 |
| 6 | g8 negres rei · h8 blanques torre · f7 negres peó · b2 blanques alfil | g8 negres rei · h8 blanques torre · f7 negres peó · b2 blanques alfil | g8 negres rei · h8 blanques torre · f7 negres peó · b2 blanques alfil | g8 negres rei · h8 blanques torre · f7 negres peó · b2 blanques alfil | g8 negres rei · h8 blanques torre · f7 negres peó · b2 blanques alfil | g8 negres rei · h8 blanques torre · f7 negres peó · b2 blanques alfil | g8 negres rei · h8 blanques torre · f7 negres peó · b2 blanques alfil | g8 negres rei · h8 blanques torre · f7 negres peó · b2 blanques alfil | 6 |
| 5 | g8 negres rei · h8 blanques torre · f7 negres peó · b2 blanques alfil | g8 negres rei · h8 blanques torre · f7 negres peó · b2 blanques alfil | g8 negres rei · h8 blanques torre · f7 negres peó · b2 blanques alfil | g8 negres rei · h8 blanques torre · f7 negres peó · b2 blanques alfil | g8 negres rei · h8 blanques torre · f7 negres peó · b2 blanques alfil | g8 negres rei · h8 blanques torre · f7 negres peó · b2 blanques alfil | g8 negres rei · h8 blanques torre · f7 negres peó · b2 blanques alfil | g8 negres rei · h8 blanques torre · f7 negres peó · b2 blanques alfil | 5 |
| 4 | g8 negres rei · h8 blanques torre · f7 negres peó · b2 blanques alfil | g8 negres rei · h8 blanques torre · f7 negres peó · b2 blanques alfil | g8 negres rei · h8 blanques torre · f7 negres peó · b2 blanques alfil | g8 negres rei · h8 blanques torre · f7 negres peó · b2 blanques alfil | g8 negres rei · h8 blanques torre · f7 negres peó · b2 blanques alfil | g8 negres rei · h8 blanques torre · f7 negres peó · b2 blanques alfil | g8 negres rei · h8 blanques torre · f7 negres peó · b2 blanques alfil | g8 negres rei · h8 blanques torre · f7 negres peó · b2 blanques alfil | 4 |
| 3 | g8 negres rei · h8 blanques torre · f7 negres peó · b2 blanques alfil | g8 negres rei · h8 blanques torre · f7 negres peó · b2 blanques alfil | g8 negres rei · h8 blanques torre · f7 negres peó · b2 blanques alfil | g8 negres rei · h8 blanques torre · f7 negres peó · b2 blanques alfil | g8 negres rei · h8 blanques torre · f7 negres peó · b2 blanques alfil | g8 negres rei · h8 blanques torre · f7 negres peó · b2 blanques alfil | g8 negres rei · h8 blanques torre · f7 negres peó · b2 blanques alfil | g8 negres rei · h8 blanques torre · f7 negres peó · b2 blanques alfil | 3 |
| 2 | g8 negres rei · h8 blanques torre · f7 negres peó · b2 blanques alfil | g8 negres rei · h8 blanques torre · f7 negres peó · b2 blanques alfil | g8 negres rei · h8 blanques torre · f7 negres peó · b2 blanques alfil | g8 negres rei · h8 blanques torre · f7 negres peó · b2 blanques alfil | g8 negres rei · h8 blanques torre · f7 negres peó · b2 blanques alfil | g8 negres rei · h8 blanques torre · f7 negres peó · b2 blanques alfil | g8 negres rei · h8 blanques torre · f7 negres peó · b2 blanques alfil | g8 negres rei · h8 blanques torre · f7 negres peó · b2 blanques alfil | 2 |
| 1 | g8 negres rei · h8 blanques torre · f7 negres peó · b2 blanques alfil | g8 negres rei · h8 blanques torre · f7 negres peó · b2 blanques alfil | g8 negres rei · h8 blanques torre · f7 negres peó · b2 blanques alfil | g8 negres rei · h8 blanques torre · f7 negres peó · b2 blanques alfil | g8 negres rei · h8 blanques torre · f7 negres peó · b2 blanques alfil | g8 negres rei · h8 blanques torre · f7 negres peó · b2 blanques alfil | g8 negres rei · h8 blanques torre · f7 negres peó · b2 blanques alfil | g8 negres rei · h8 blanques torre · f7 negres peó · b2 blanques alfil | 1 |
|   | a                                                                     | b                                                                     | c                                                                     | d                                                                     | e                                                                     | f                                                                     | g                                                                     | h                                                                     |   |

El mat de la columna h  es fa amb una torre a la qual dona suport un alfil. Sovint es produeix quan el rei negre s'enroca al flanc de rei en una posició amb fianchetto, i llavors les blanques provoquen aquesta posició després d'una sèrie de sacrificis a la columna h.
També pot passar en altres columnes diferents de la h, com per exemple en cas que el rei estigui desenrocat a e8, i una torre rival tingui accés a fer escac a d8 protegida per un alfil a g5 (vegeu mat de l'òpera).

## Mat de ganxo
|   | a                                                                                        | b                                                                                        | c                                                                                        | d                                                                                        | e                                                                                        | f                                                                                        | g                                                                                        | h                                                                                        |   |
| 8 | e8 blanques torre · e7 negres rei · f7 negres peó · f6 blanques cavall · e5 blanques peó | e8 blanques torre · e7 negres rei · f7 negres peó · f6 blanques cavall · e5 blanques peó | e8 blanques torre · e7 negres rei · f7 negres peó · f6 blanques cavall · e5 blanques peó | e8 blanques torre · e7 negres rei · f7 negres peó · f6 blanques cavall · e5 blanques peó | e8 blanques torre · e7 negres rei · f7 negres peó · f6 blanques cavall · e5 blanques peó | e8 blanques torre · e7 negres rei · f7 negres peó · f6 blanques cavall · e5 blanques peó | e8 blanques torre · e7 negres rei · f7 negres peó · f6 blanques cavall · e5 blanques peó | e8 blanques torre · e7 negres rei · f7 negres peó · f6 blanques cavall · e5 blanques peó | 8 |
| 7 | e8 blanques torre · e7 negres rei · f7 negres peó · f6 blanques cavall · e5 blanques peó | e8 blanques torre · e7 negres rei · f7 negres peó · f6 blanques cavall · e5 blanques peó | e8 blanques torre · e7 negres rei · f7 negres peó · f6 blanques cavall · e5 blanques peó | e8 blanques torre · e7 negres rei · f7 negres peó · f6 blanques cavall · e5 blanques peó | e8 blanques torre · e7 negres rei · f7 negres peó · f6 blanques cavall · e5 blanques peó | e8 blanques torre · e7 negres rei · f7 negres peó · f6 blanques cavall · e5 blanques peó | e8 blanques torre · e7 negres rei · f7 negres peó · f6 blanques cavall · e5 blanques peó | e8 blanques torre · e7 negres rei · f7 negres peó · f6 blanques cavall · e5 blanques peó | 7 |
| 6 | e8 blanques torre · e7 negres rei · f7 negres peó · f6 blanques cavall · e5 blanques peó | e8 blanques torre · e7 negres rei · f7 negres peó · f6 blanques cavall · e5 blanques peó | e8 blanques torre · e7 negres rei · f7 negres peó · f6 blanques cavall · e5 blanques peó | e8 blanques torre · e7 negres rei · f7 negres peó · f6 blanques cavall · e5 blanques peó | e8 blanques torre · e7 negres rei · f7 negres peó · f6 blanques cavall · e5 blanques peó | e8 blanques torre · e7 negres rei · f7 negres peó · f6 blanques cavall · e5 blanques peó | e8 blanques torre · e7 negres rei · f7 negres peó · f6 blanques cavall · e5 blanques peó | e8 blanques torre · e7 negres rei · f7 negres peó · f6 blanques cavall · e5 blanques peó | 6 |
| 5 | e8 blanques torre · e7 negres rei · f7 negres peó · f6 blanques cavall · e5 blanques peó | e8 blanques torre · e7 negres rei · f7 negres peó · f6 blanques cavall · e5 blanques peó | e8 blanques torre · e7 negres rei · f7 negres peó · f6 blanques cavall · e5 blanques peó | e8 blanques torre · e7 negres rei · f7 negres peó · f6 blanques cavall · e5 blanques peó | e8 blanques torre · e7 negres rei · f7 negres peó · f6 blanques cavall · e5 blanques peó | e8 blanques torre · e7 negres rei · f7 negres peó · f6 blanques cavall · e5 blanques peó | e8 blanques torre · e7 negres rei · f7 negres peó · f6 blanques cavall · e5 blanques peó | e8 blanques torre · e7 negres rei · f7 negres peó · f6 blanques cavall · e5 blanques peó | 5 |
| 4 | e8 blanques torre · e7 negres rei · f7 negres peó · f6 blanques cavall · e5 blanques peó | e8 blanques torre · e7 negres rei · f7 negres peó · f6 blanques cavall · e5 blanques peó | e8 blanques torre · e7 negres rei · f7 negres peó · f6 blanques cavall · e5 blanques peó | e8 blanques torre · e7 negres rei · f7 negres peó · f6 blanques cavall · e5 blanques peó | e8 blanques torre · e7 negres rei · f7 negres peó · f6 blanques cavall · e5 blanques peó | e8 blanques torre · e7 negres rei · f7 negres peó · f6 blanques cavall · e5 blanques peó | e8 blanques torre · e7 negres rei · f7 negres peó · f6 blanques cavall · e5 blanques peó | e8 blanques torre · e7 negres rei · f7 negres peó · f6 blanques cavall · e5 blanques peó | 4 |
| 3 | e8 blanques torre · e7 negres rei · f7 negres peó · f6 blanques cavall · e5 blanques peó | e8 blanques torre · e7 negres rei · f7 negres peó · f6 blanques cavall · e5 blanques peó | e8 blanques torre · e7 negres rei · f7 negres peó · f6 blanques cavall · e5 blanques peó | e8 blanques torre · e7 negres rei · f7 negres peó · f6 blanques cavall · e5 blanques peó | e8 blanques torre · e7 negres rei · f7 negres peó · f6 blanques cavall · e5 blanques peó | e8 blanques torre · e7 negres rei · f7 negres peó · f6 blanques cavall · e5 blanques peó | e8 blanques torre · e7 negres rei · f7 negres peó · f6 blanques cavall · e5 blanques peó | e8 blanques torre · e7 negres rei · f7 negres peó · f6 blanques cavall · e5 blanques peó | 3 |
| 2 | e8 blanques torre · e7 negres rei · f7 negres peó · f6 blanques cavall · e5 blanques peó | e8 blanques torre · e7 negres rei · f7 negres peó · f6 blanques cavall · e5 blanques peó | e8 blanques torre · e7 negres rei · f7 negres peó · f6 blanques cavall · e5 blanques peó | e8 blanques torre · e7 negres rei · f7 negres peó · f6 blanques cavall · e5 blanques peó | e8 blanques torre · e7 negres rei · f7 negres peó · f6 blanques cavall · e5 blanques peó | e8 blanques torre · e7 negres rei · f7 negres peó · f6 blanques cavall · e5 blanques peó | e8 blanques torre · e7 negres rei · f7 negres peó · f6 blanques cavall · e5 blanques peó | e8 blanques torre · e7 negres rei · f7 negres peó · f6 blanques cavall · e5 blanques peó | 2 |
| 1 | e8 blanques torre · e7 negres rei · f7 negres peó · f6 blanques cavall · e5 blanques peó | e8 blanques torre · e7 negres rei · f7 negres peó · f6 blanques cavall · e5 blanques peó | e8 blanques torre · e7 negres rei · f7 negres peó · f6 blanques cavall · e5 blanques peó | e8 blanques torre · e7 negres rei · f7 negres peó · f6 blanques cavall · e5 blanques peó | e8 blanques torre · e7 negres rei · f7 negres peó · f6 blanques cavall · e5 blanques peó | e8 blanques torre · e7 negres rei · f7 negres peó · f6 blanques cavall · e5 blanques peó | e8 blanques torre · e7 negres rei · f7 negres peó · f6 blanques cavall · e5 blanques peó | e8 blanques torre · e7 negres rei · f7 negres peó · f6 blanques cavall · e5 blanques peó | 1 |
|   | a                                                                                        | b                                                                                        | c                                                                                        | d                                                                                        | e                                                                                        | f                                                                                        | g                                                                                        | h                                                                                        |   |

El mat de ganxo és un mat entre una torre, un cavall i un peó d'un bàndol contra un rei i un peó de l'altre. El rei contrari queda tancat entre la torre (protegida pel cavall), el cavall (protegit pel seu peó), i tancat pel peó del seu bàndol.

## Mat de rei i dos alfils
|   | a                                                                       | b                                                                       | c                                                                       | d                                                                       | e                                                                       | f                                                                       | g                                                                       | h                                                                       |   |
| 8 | h8 negres rei · e6 blanques alfil · f6 blanques alfil · h6 blanques rei | h8 negres rei · e6 blanques alfil · f6 blanques alfil · h6 blanques rei | h8 negres rei · e6 blanques alfil · f6 blanques alfil · h6 blanques rei | h8 negres rei · e6 blanques alfil · f6 blanques alfil · h6 blanques rei | h8 negres rei · e6 blanques alfil · f6 blanques alfil · h6 blanques rei | h8 negres rei · e6 blanques alfil · f6 blanques alfil · h6 blanques rei | h8 negres rei · e6 blanques alfil · f6 blanques alfil · h6 blanques rei | h8 negres rei · e6 blanques alfil · f6 blanques alfil · h6 blanques rei | 8 |
| 7 | h8 negres rei · e6 blanques alfil · f6 blanques alfil · h6 blanques rei | h8 negres rei · e6 blanques alfil · f6 blanques alfil · h6 blanques rei | h8 negres rei · e6 blanques alfil · f6 blanques alfil · h6 blanques rei | h8 negres rei · e6 blanques alfil · f6 blanques alfil · h6 blanques rei | h8 negres rei · e6 blanques alfil · f6 blanques alfil · h6 blanques rei | h8 negres rei · e6 blanques alfil · f6 blanques alfil · h6 blanques rei | h8 negres rei · e6 blanques alfil · f6 blanques alfil · h6 blanques rei | h8 negres rei · e6 blanques alfil · f6 blanques alfil · h6 blanques rei | 7 |
| 6 | h8 negres rei · e6 blanques alfil · f6 blanques alfil · h6 blanques rei | h8 negres rei · e6 blanques alfil · f6 blanques alfil · h6 blanques rei | h8 negres rei · e6 blanques alfil · f6 blanques alfil · h6 blanques rei | h8 negres rei · e6 blanques alfil · f6 blanques alfil · h6 blanques rei | h8 negres rei · e6 blanques alfil · f6 blanques alfil · h6 blanques rei | h8 negres rei · e6 blanques alfil · f6 blanques alfil · h6 blanques rei | h8 negres rei · e6 blanques alfil · f6 blanques alfil · h6 blanques rei | h8 negres rei · e6 blanques alfil · f6 blanques alfil · h6 blanques rei | 6 |
| 5 | h8 negres rei · e6 blanques alfil · f6 blanques alfil · h6 blanques rei | h8 negres rei · e6 blanques alfil · f6 blanques alfil · h6 blanques rei | h8 negres rei · e6 blanques alfil · f6 blanques alfil · h6 blanques rei | h8 negres rei · e6 blanques alfil · f6 blanques alfil · h6 blanques rei | h8 negres rei · e6 blanques alfil · f6 blanques alfil · h6 blanques rei | h8 negres rei · e6 blanques alfil · f6 blanques alfil · h6 blanques rei | h8 negres rei · e6 blanques alfil · f6 blanques alfil · h6 blanques rei | h8 negres rei · e6 blanques alfil · f6 blanques alfil · h6 blanques rei | 5 |
| 4 | h8 negres rei · e6 blanques alfil · f6 blanques alfil · h6 blanques rei | h8 negres rei · e6 blanques alfil · f6 blanques alfil · h6 blanques rei | h8 negres rei · e6 blanques alfil · f6 blanques alfil · h6 blanques rei | h8 negres rei · e6 blanques alfil · f6 blanques alfil · h6 blanques rei | h8 negres rei · e6 blanques alfil · f6 blanques alfil · h6 blanques rei | h8 negres rei · e6 blanques alfil · f6 blanques alfil · h6 blanques rei | h8 negres rei · e6 blanques alfil · f6 blanques alfil · h6 blanques rei | h8 negres rei · e6 blanques alfil · f6 blanques alfil · h6 blanques rei | 4 |
| 3 | h8 negres rei · e6 blanques alfil · f6 blanques alfil · h6 blanques rei | h8 negres rei · e6 blanques alfil · f6 blanques alfil · h6 blanques rei | h8 negres rei · e6 blanques alfil · f6 blanques alfil · h6 blanques rei | h8 negres rei · e6 blanques alfil · f6 blanques alfil · h6 blanques rei | h8 negres rei · e6 blanques alfil · f6 blanques alfil · h6 blanques rei | h8 negres rei · e6 blanques alfil · f6 blanques alfil · h6 blanques rei | h8 negres rei · e6 blanques alfil · f6 blanques alfil · h6 blanques rei | h8 negres rei · e6 blanques alfil · f6 blanques alfil · h6 blanques rei | 3 |
| 2 | h8 negres rei · e6 blanques alfil · f6 blanques alfil · h6 blanques rei | h8 negres rei · e6 blanques alfil · f6 blanques alfil · h6 blanques rei | h8 negres rei · e6 blanques alfil · f6 blanques alfil · h6 blanques rei | h8 negres rei · e6 blanques alfil · f6 blanques alfil · h6 blanques rei | h8 negres rei · e6 blanques alfil · f6 blanques alfil · h6 blanques rei | h8 negres rei · e6 blanques alfil · f6 blanques alfil · h6 blanques rei | h8 negres rei · e6 blanques alfil · f6 blanques alfil · h6 blanques rei | h8 negres rei · e6 blanques alfil · f6 blanques alfil · h6 blanques rei | 2 |
| 1 | h8 negres rei · e6 blanques alfil · f6 blanques alfil · h6 blanques rei | h8 negres rei · e6 blanques alfil · f6 blanques alfil · h6 blanques rei | h8 negres rei · e6 blanques alfil · f6 blanques alfil · h6 blanques rei | h8 negres rei · e6 blanques alfil · f6 blanques alfil · h6 blanques rei | h8 negres rei · e6 blanques alfil · f6 blanques alfil · h6 blanques rei | h8 negres rei · e6 blanques alfil · f6 blanques alfil · h6 blanques rei | h8 negres rei · e6 blanques alfil · f6 blanques alfil · h6 blanques rei | h8 negres rei · e6 blanques alfil · f6 blanques alfil · h6 blanques rei | 1 |
|   | a                                                                       | b                                                                       | c                                                                       | d                                                                       | e                                                                       | f                                                                       | g                                                                       | h                                                                       |   |

El mat de rei i dos alfils és un dels quatre principals esquemes de mat, conjuntament amb el de dama, el de la caixa, i el mat d'alfil i cavall. Ocorre quan el rei i els dos alfils forcen el rei solitari a anar a una cantonada, on rep mat.

## Mat de rei i dos cavalls
|   | a                                                                         | b                                                                         | c                                                                         | d                                                                         | e                                                                         | f                                                                         | g                                                                         | h                                                                         |   |
| 8 | h8 negres rei · f6 blanques cavall · g6 blanques cavall · h6 blanques rei | h8 negres rei · f6 blanques cavall · g6 blanques cavall · h6 blanques rei | h8 negres rei · f6 blanques cavall · g6 blanques cavall · h6 blanques rei | h8 negres rei · f6 blanques cavall · g6 blanques cavall · h6 blanques rei | h8 negres rei · f6 blanques cavall · g6 blanques cavall · h6 blanques rei | h8 negres rei · f6 blanques cavall · g6 blanques cavall · h6 blanques rei | h8 negres rei · f6 blanques cavall · g6 blanques cavall · h6 blanques rei | h8 negres rei · f6 blanques cavall · g6 blanques cavall · h6 blanques rei | 8 |
| 7 | h8 negres rei · f6 blanques cavall · g6 blanques cavall · h6 blanques rei | h8 negres rei · f6 blanques cavall · g6 blanques cavall · h6 blanques rei | h8 negres rei · f6 blanques cavall · g6 blanques cavall · h6 blanques rei | h8 negres rei · f6 blanques cavall · g6 blanques cavall · h6 blanques rei | h8 negres rei · f6 blanques cavall · g6 blanques cavall · h6 blanques rei | h8 negres rei · f6 blanques cavall · g6 blanques cavall · h6 blanques rei | h8 negres rei · f6 blanques cavall · g6 blanques cavall · h6 blanques rei | h8 negres rei · f6 blanques cavall · g6 blanques cavall · h6 blanques rei | 7 |
| 6 | h8 negres rei · f6 blanques cavall · g6 blanques cavall · h6 blanques rei | h8 negres rei · f6 blanques cavall · g6 blanques cavall · h6 blanques rei | h8 negres rei · f6 blanques cavall · g6 blanques cavall · h6 blanques rei | h8 negres rei · f6 blanques cavall · g6 blanques cavall · h6 blanques rei | h8 negres rei · f6 blanques cavall · g6 blanques cavall · h6 blanques rei | h8 negres rei · f6 blanques cavall · g6 blanques cavall · h6 blanques rei | h8 negres rei · f6 blanques cavall · g6 blanques cavall · h6 blanques rei | h8 negres rei · f6 blanques cavall · g6 blanques cavall · h6 blanques rei | 6 |
| 5 | h8 negres rei · f6 blanques cavall · g6 blanques cavall · h6 blanques rei | h8 negres rei · f6 blanques cavall · g6 blanques cavall · h6 blanques rei | h8 negres rei · f6 blanques cavall · g6 blanques cavall · h6 blanques rei | h8 negres rei · f6 blanques cavall · g6 blanques cavall · h6 blanques rei | h8 negres rei · f6 blanques cavall · g6 blanques cavall · h6 blanques rei | h8 negres rei · f6 blanques cavall · g6 blanques cavall · h6 blanques rei | h8 negres rei · f6 blanques cavall · g6 blanques cavall · h6 blanques rei | h8 negres rei · f6 blanques cavall · g6 blanques cavall · h6 blanques rei | 5 |
| 4 | h8 negres rei · f6 blanques cavall · g6 blanques cavall · h6 blanques rei | h8 negres rei · f6 blanques cavall · g6 blanques cavall · h6 blanques rei | h8 negres rei · f6 blanques cavall · g6 blanques cavall · h6 blanques rei | h8 negres rei · f6 blanques cavall · g6 blanques cavall · h6 blanques rei | h8 negres rei · f6 blanques cavall · g6 blanques cavall · h6 blanques rei | h8 negres rei · f6 blanques cavall · g6 blanques cavall · h6 blanques rei | h8 negres rei · f6 blanques cavall · g6 blanques cavall · h6 blanques rei | h8 negres rei · f6 blanques cavall · g6 blanques cavall · h6 blanques rei | 4 |
| 3 | h8 negres rei · f6 blanques cavall · g6 blanques cavall · h6 blanques rei | h8 negres rei · f6 blanques cavall · g6 blanques cavall · h6 blanques rei | h8 negres rei · f6 blanques cavall · g6 blanques cavall · h6 blanques rei | h8 negres rei · f6 blanques cavall · g6 blanques cavall · h6 blanques rei | h8 negres rei · f6 blanques cavall · g6 blanques cavall · h6 blanques rei | h8 negres rei · f6 blanques cavall · g6 blanques cavall · h6 blanques rei | h8 negres rei · f6 blanques cavall · g6 blanques cavall · h6 blanques rei | h8 negres rei · f6 blanques cavall · g6 blanques cavall · h6 blanques rei | 3 |
| 2 | h8 negres rei · f6 blanques cavall · g6 blanques cavall · h6 blanques rei | h8 negres rei · f6 blanques cavall · g6 blanques cavall · h6 blanques rei | h8 negres rei · f6 blanques cavall · g6 blanques cavall · h6 blanques rei | h8 negres rei · f6 blanques cavall · g6 blanques cavall · h6 blanques rei | h8 negres rei · f6 blanques cavall · g6 blanques cavall · h6 blanques rei | h8 negres rei · f6 blanques cavall · g6 blanques cavall · h6 blanques rei | h8 negres rei · f6 blanques cavall · g6 blanques cavall · h6 blanques rei | h8 negres rei · f6 blanques cavall · g6 blanques cavall · h6 blanques rei | 2 |
| 1 | h8 negres rei · f6 blanques cavall · g6 blanques cavall · h6 blanques rei | h8 negres rei · f6 blanques cavall · g6 blanques cavall · h6 blanques rei | h8 negres rei · f6 blanques cavall · g6 blanques cavall · h6 blanques rei | h8 negres rei · f6 blanques cavall · g6 blanques cavall · h6 blanques rei | h8 negres rei · f6 blanques cavall · g6 blanques cavall · h6 blanques rei | h8 negres rei · f6 blanques cavall · g6 blanques cavall · h6 blanques rei | h8 negres rei · f6 blanques cavall · g6 blanques cavall · h6 blanques rei | h8 negres rei · f6 blanques cavall · g6 blanques cavall · h6 blanques rei | 1 |
|   | a                                                                         | b                                                                         | c                                                                         | d                                                                         | e                                                                         | f                                                                         | g                                                                         | h                                                                         |   |

En un final de dos cavalls, el bàndol amb els dos cavalls no pot forçar el mat a un rei solitari. Aquest final normalment acaba en taules si el bàndol del rei solitari juga correctament. El mat només pot passar si el bàndol dèbil comet una errada greu o si ja és atrapat en una cantonada de l'escaquer.

## Mat de Lolli
|   | a                                                                                  | b                                                                                  | c                                                                                  | d                                                                                  | e                                                                                  | f                                                                                  | g                                                                                  | h                                                                                  |   |
| 8 | g8 negres rei · f7 negres peó · g7 blanques dama · f6 blanques peó · g6 negres peó | g8 negres rei · f7 negres peó · g7 blanques dama · f6 blanques peó · g6 negres peó | g8 negres rei · f7 negres peó · g7 blanques dama · f6 blanques peó · g6 negres peó | g8 negres rei · f7 negres peó · g7 blanques dama · f6 blanques peó · g6 negres peó | g8 negres rei · f7 negres peó · g7 blanques dama · f6 blanques peó · g6 negres peó | g8 negres rei · f7 negres peó · g7 blanques dama · f6 blanques peó · g6 negres peó | g8 negres rei · f7 negres peó · g7 blanques dama · f6 blanques peó · g6 negres peó | g8 negres rei · f7 negres peó · g7 blanques dama · f6 blanques peó · g6 negres peó | 8 |
| 7 | g8 negres rei · f7 negres peó · g7 blanques dama · f6 blanques peó · g6 negres peó | g8 negres rei · f7 negres peó · g7 blanques dama · f6 blanques peó · g6 negres peó | g8 negres rei · f7 negres peó · g7 blanques dama · f6 blanques peó · g6 negres peó | g8 negres rei · f7 negres peó · g7 blanques dama · f6 blanques peó · g6 negres peó | g8 negres rei · f7 negres peó · g7 blanques dama · f6 blanques peó · g6 negres peó | g8 negres rei · f7 negres peó · g7 blanques dama · f6 blanques peó · g6 negres peó | g8 negres rei · f7 negres peó · g7 blanques dama · f6 blanques peó · g6 negres peó | g8 negres rei · f7 negres peó · g7 blanques dama · f6 blanques peó · g6 negres peó | 7 |
| 6 | g8 negres rei · f7 negres peó · g7 blanques dama · f6 blanques peó · g6 negres peó | g8 negres rei · f7 negres peó · g7 blanques dama · f6 blanques peó · g6 negres peó | g8 negres rei · f7 negres peó · g7 blanques dama · f6 blanques peó · g6 negres peó | g8 negres rei · f7 negres peó · g7 blanques dama · f6 blanques peó · g6 negres peó | g8 negres rei · f7 negres peó · g7 blanques dama · f6 blanques peó · g6 negres peó | g8 negres rei · f7 negres peó · g7 blanques dama · f6 blanques peó · g6 negres peó | g8 negres rei · f7 negres peó · g7 blanques dama · f6 blanques peó · g6 negres peó | g8 negres rei · f7 negres peó · g7 blanques dama · f6 blanques peó · g6 negres peó | 6 |
| 5 | g8 negres rei · f7 negres peó · g7 blanques dama · f6 blanques peó · g6 negres peó | g8 negres rei · f7 negres peó · g7 blanques dama · f6 blanques peó · g6 negres peó | g8 negres rei · f7 negres peó · g7 blanques dama · f6 blanques peó · g6 negres peó | g8 negres rei · f7 negres peó · g7 blanques dama · f6 blanques peó · g6 negres peó | g8 negres rei · f7 negres peó · g7 blanques dama · f6 blanques peó · g6 negres peó | g8 negres rei · f7 negres peó · g7 blanques dama · f6 blanques peó · g6 negres peó | g8 negres rei · f7 negres peó · g7 blanques dama · f6 blanques peó · g6 negres peó | g8 negres rei · f7 negres peó · g7 blanques dama · f6 blanques peó · g6 negres peó | 5 |
| 4 | g8 negres rei · f7 negres peó · g7 blanques dama · f6 blanques peó · g6 negres peó | g8 negres rei · f7 negres peó · g7 blanques dama · f6 blanques peó · g6 negres peó | g8 negres rei · f7 negres peó · g7 blanques dama · f6 blanques peó · g6 negres peó | g8 negres rei · f7 negres peó · g7 blanques dama · f6 blanques peó · g6 negres peó | g8 negres rei · f7 negres peó · g7 blanques dama · f6 blanques peó · g6 negres peó | g8 negres rei · f7 negres peó · g7 blanques dama · f6 blanques peó · g6 negres peó | g8 negres rei · f7 negres peó · g7 blanques dama · f6 blanques peó · g6 negres peó | g8 negres rei · f7 negres peó · g7 blanques dama · f6 blanques peó · g6 negres peó | 4 |
| 3 | g8 negres rei · f7 negres peó · g7 blanques dama · f6 blanques peó · g6 negres peó | g8 negres rei · f7 negres peó · g7 blanques dama · f6 blanques peó · g6 negres peó | g8 negres rei · f7 negres peó · g7 blanques dama · f6 blanques peó · g6 negres peó | g8 negres rei · f7 negres peó · g7 blanques dama · f6 blanques peó · g6 negres peó | g8 negres rei · f7 negres peó · g7 blanques dama · f6 blanques peó · g6 negres peó | g8 negres rei · f7 negres peó · g7 blanques dama · f6 blanques peó · g6 negres peó | g8 negres rei · f7 negres peó · g7 blanques dama · f6 blanques peó · g6 negres peó | g8 negres rei · f7 negres peó · g7 blanques dama · f6 blanques peó · g6 negres peó | 3 |
| 2 | g8 negres rei · f7 negres peó · g7 blanques dama · f6 blanques peó · g6 negres peó | g8 negres rei · f7 negres peó · g7 blanques dama · f6 blanques peó · g6 negres peó | g8 negres rei · f7 negres peó · g7 blanques dama · f6 blanques peó · g6 negres peó | g8 negres rei · f7 negres peó · g7 blanques dama · f6 blanques peó · g6 negres peó | g8 negres rei · f7 negres peó · g7 blanques dama · f6 blanques peó · g6 negres peó | g8 negres rei · f7 negres peó · g7 blanques dama · f6 blanques peó · g6 negres peó | g8 negres rei · f7 negres peó · g7 blanques dama · f6 blanques peó · g6 negres peó | g8 negres rei · f7 negres peó · g7 blanques dama · f6 blanques peó · g6 negres peó | 2 |
| 1 | g8 negres rei · f7 negres peó · g7 blanques dama · f6 blanques peó · g6 negres peó | g8 negres rei · f7 negres peó · g7 blanques dama · f6 blanques peó · g6 negres peó | g8 negres rei · f7 negres peó · g7 blanques dama · f6 blanques peó · g6 negres peó | g8 negres rei · f7 negres peó · g7 blanques dama · f6 blanques peó · g6 negres peó | g8 negres rei · f7 negres peó · g7 blanques dama · f6 blanques peó · g6 negres peó | g8 negres rei · f7 negres peó · g7 blanques dama · f6 blanques peó · g6 negres peó | g8 negres rei · f7 negres peó · g7 blanques dama · f6 blanques peó · g6 negres peó | g8 negres rei · f7 negres peó · g7 blanques dama · f6 blanques peó · g6 negres peó | 1 |
|   | a                                                                                  | b                                                                                  | c                                                                                  | d                                                                                  | e                                                                                  | f                                                                                  | g                                                                                  | h                                                                                  |   |

El mat de Lolli és un típic mètode de mat, que implica infiltrar-se en una posició de fianchetto fent servir un peó i la dama. La dama sovint arriba a la casella h6 amb sacrificis a la columna h. S'anomena així en honor de Giambattista Lolli.

## Mat de Max Lange
|   | a                                                                                    | b                                                                                    | c                                                                                    | d                                                                                    | e                                                                                    | f                                                                                    | g                                                                                    | h                                                                                    |   |
| 8 | g8 blanques dama · f7 blanques alfil · g7 negres peó · h7 negres rei · h6 negres peó | g8 blanques dama · f7 blanques alfil · g7 negres peó · h7 negres rei · h6 negres peó | g8 blanques dama · f7 blanques alfil · g7 negres peó · h7 negres rei · h6 negres peó | g8 blanques dama · f7 blanques alfil · g7 negres peó · h7 negres rei · h6 negres peó | g8 blanques dama · f7 blanques alfil · g7 negres peó · h7 negres rei · h6 negres peó | g8 blanques dama · f7 blanques alfil · g7 negres peó · h7 negres rei · h6 negres peó | g8 blanques dama · f7 blanques alfil · g7 negres peó · h7 negres rei · h6 negres peó | g8 blanques dama · f7 blanques alfil · g7 negres peó · h7 negres rei · h6 negres peó | 8 |
| 7 | g8 blanques dama · f7 blanques alfil · g7 negres peó · h7 negres rei · h6 negres peó | g8 blanques dama · f7 blanques alfil · g7 negres peó · h7 negres rei · h6 negres peó | g8 blanques dama · f7 blanques alfil · g7 negres peó · h7 negres rei · h6 negres peó | g8 blanques dama · f7 blanques alfil · g7 negres peó · h7 negres rei · h6 negres peó | g8 blanques dama · f7 blanques alfil · g7 negres peó · h7 negres rei · h6 negres peó | g8 blanques dama · f7 blanques alfil · g7 negres peó · h7 negres rei · h6 negres peó | g8 blanques dama · f7 blanques alfil · g7 negres peó · h7 negres rei · h6 negres peó | g8 blanques dama · f7 blanques alfil · g7 negres peó · h7 negres rei · h6 negres peó | 7 |
| 6 | g8 blanques dama · f7 blanques alfil · g7 negres peó · h7 negres rei · h6 negres peó | g8 blanques dama · f7 blanques alfil · g7 negres peó · h7 negres rei · h6 negres peó | g8 blanques dama · f7 blanques alfil · g7 negres peó · h7 negres rei · h6 negres peó | g8 blanques dama · f7 blanques alfil · g7 negres peó · h7 negres rei · h6 negres peó | g8 blanques dama · f7 blanques alfil · g7 negres peó · h7 negres rei · h6 negres peó | g8 blanques dama · f7 blanques alfil · g7 negres peó · h7 negres rei · h6 negres peó | g8 blanques dama · f7 blanques alfil · g7 negres peó · h7 negres rei · h6 negres peó | g8 blanques dama · f7 blanques alfil · g7 negres peó · h7 negres rei · h6 negres peó | 6 |
| 5 | g8 blanques dama · f7 blanques alfil · g7 negres peó · h7 negres rei · h6 negres peó | g8 blanques dama · f7 blanques alfil · g7 negres peó · h7 negres rei · h6 negres peó | g8 blanques dama · f7 blanques alfil · g7 negres peó · h7 negres rei · h6 negres peó | g8 blanques dama · f7 blanques alfil · g7 negres peó · h7 negres rei · h6 negres peó | g8 blanques dama · f7 blanques alfil · g7 negres peó · h7 negres rei · h6 negres peó | g8 blanques dama · f7 blanques alfil · g7 negres peó · h7 negres rei · h6 negres peó | g8 blanques dama · f7 blanques alfil · g7 negres peó · h7 negres rei · h6 negres peó | g8 blanques dama · f7 blanques alfil · g7 negres peó · h7 negres rei · h6 negres peó | 5 |
| 4 | g8 blanques dama · f7 blanques alfil · g7 negres peó · h7 negres rei · h6 negres peó | g8 blanques dama · f7 blanques alfil · g7 negres peó · h7 negres rei · h6 negres peó | g8 blanques dama · f7 blanques alfil · g7 negres peó · h7 negres rei · h6 negres peó | g8 blanques dama · f7 blanques alfil · g7 negres peó · h7 negres rei · h6 negres peó | g8 blanques dama · f7 blanques alfil · g7 negres peó · h7 negres rei · h6 negres peó | g8 blanques dama · f7 blanques alfil · g7 negres peó · h7 negres rei · h6 negres peó | g8 blanques dama · f7 blanques alfil · g7 negres peó · h7 negres rei · h6 negres peó | g8 blanques dama · f7 blanques alfil · g7 negres peó · h7 negres rei · h6 negres peó | 4 |
| 3 | g8 blanques dama · f7 blanques alfil · g7 negres peó · h7 negres rei · h6 negres peó | g8 blanques dama · f7 blanques alfil · g7 negres peó · h7 negres rei · h6 negres peó | g8 blanques dama · f7 blanques alfil · g7 negres peó · h7 negres rei · h6 negres peó | g8 blanques dama · f7 blanques alfil · g7 negres peó · h7 negres rei · h6 negres peó | g8 blanques dama · f7 blanques alfil · g7 negres peó · h7 negres rei · h6 negres peó | g8 blanques dama · f7 blanques alfil · g7 negres peó · h7 negres rei · h6 negres peó | g8 blanques dama · f7 blanques alfil · g7 negres peó · h7 negres rei · h6 negres peó | g8 blanques dama · f7 blanques alfil · g7 negres peó · h7 negres rei · h6 negres peó | 3 |
| 2 | g8 blanques dama · f7 blanques alfil · g7 negres peó · h7 negres rei · h6 negres peó | g8 blanques dama · f7 blanques alfil · g7 negres peó · h7 negres rei · h6 negres peó | g8 blanques dama · f7 blanques alfil · g7 negres peó · h7 negres rei · h6 negres peó | g8 blanques dama · f7 blanques alfil · g7 negres peó · h7 negres rei · h6 negres peó | g8 blanques dama · f7 blanques alfil · g7 negres peó · h7 negres rei · h6 negres peó | g8 blanques dama · f7 blanques alfil · g7 negres peó · h7 negres rei · h6 negres peó | g8 blanques dama · f7 blanques alfil · g7 negres peó · h7 negres rei · h6 negres peó | g8 blanques dama · f7 blanques alfil · g7 negres peó · h7 negres rei · h6 negres peó | 2 |
| 1 | g8 blanques dama · f7 blanques alfil · g7 negres peó · h7 negres rei · h6 negres peó | g8 blanques dama · f7 blanques alfil · g7 negres peó · h7 negres rei · h6 negres peó | g8 blanques dama · f7 blanques alfil · g7 negres peó · h7 negres rei · h6 negres peó | g8 blanques dama · f7 blanques alfil · g7 negres peó · h7 negres rei · h6 negres peó | g8 blanques dama · f7 blanques alfil · g7 negres peó · h7 negres rei · h6 negres peó | g8 blanques dama · f7 blanques alfil · g7 negres peó · h7 negres rei · h6 negres peó | g8 blanques dama · f7 blanques alfil · g7 negres peó · h7 negres rei · h6 negres peó | g8 blanques dama · f7 blanques alfil · g7 negres peó · h7 negres rei · h6 negres peó | 1 |
|   | a                                                                                    | b                                                                                    | c                                                                                    | d                                                                                    | e                                                                                    | f                                                                                    | g                                                                                    | h                                                                                    |   |

El mat de Max Lange és un mètode comú de mat. Deu el seu nom a Max Lange, i és un altre dels tipus de mat que fan servir dama i alfil.

## Mat de Morphy
|   | a                                                                                     | b                                                                                     | c                                                                                     | d                                                                                     | e                                                                                     | f                                                                                     | g                                                                                     | h                                                                                     |   |
| 8 | h8 negres rei · f7 negres peó · h7 negres peó · f6 blanques alfil · g1 blanques torre | h8 negres rei · f7 negres peó · h7 negres peó · f6 blanques alfil · g1 blanques torre | h8 negres rei · f7 negres peó · h7 negres peó · f6 blanques alfil · g1 blanques torre | h8 negres rei · f7 negres peó · h7 negres peó · f6 blanques alfil · g1 blanques torre | h8 negres rei · f7 negres peó · h7 negres peó · f6 blanques alfil · g1 blanques torre | h8 negres rei · f7 negres peó · h7 negres peó · f6 blanques alfil · g1 blanques torre | h8 negres rei · f7 negres peó · h7 negres peó · f6 blanques alfil · g1 blanques torre | h8 negres rei · f7 negres peó · h7 negres peó · f6 blanques alfil · g1 blanques torre | 8 |
| 7 | h8 negres rei · f7 negres peó · h7 negres peó · f6 blanques alfil · g1 blanques torre | h8 negres rei · f7 negres peó · h7 negres peó · f6 blanques alfil · g1 blanques torre | h8 negres rei · f7 negres peó · h7 negres peó · f6 blanques alfil · g1 blanques torre | h8 negres rei · f7 negres peó · h7 negres peó · f6 blanques alfil · g1 blanques torre | h8 negres rei · f7 negres peó · h7 negres peó · f6 blanques alfil · g1 blanques torre | h8 negres rei · f7 negres peó · h7 negres peó · f6 blanques alfil · g1 blanques torre | h8 negres rei · f7 negres peó · h7 negres peó · f6 blanques alfil · g1 blanques torre | h8 negres rei · f7 negres peó · h7 negres peó · f6 blanques alfil · g1 blanques torre | 7 |
| 6 | h8 negres rei · f7 negres peó · h7 negres peó · f6 blanques alfil · g1 blanques torre | h8 negres rei · f7 negres peó · h7 negres peó · f6 blanques alfil · g1 blanques torre | h8 negres rei · f7 negres peó · h7 negres peó · f6 blanques alfil · g1 blanques torre | h8 negres rei · f7 negres peó · h7 negres peó · f6 blanques alfil · g1 blanques torre | h8 negres rei · f7 negres peó · h7 negres peó · f6 blanques alfil · g1 blanques torre | h8 negres rei · f7 negres peó · h7 negres peó · f6 blanques alfil · g1 blanques torre | h8 negres rei · f7 negres peó · h7 negres peó · f6 blanques alfil · g1 blanques torre | h8 negres rei · f7 negres peó · h7 negres peó · f6 blanques alfil · g1 blanques torre | 6 |
| 5 | h8 negres rei · f7 negres peó · h7 negres peó · f6 blanques alfil · g1 blanques torre | h8 negres rei · f7 negres peó · h7 negres peó · f6 blanques alfil · g1 blanques torre | h8 negres rei · f7 negres peó · h7 negres peó · f6 blanques alfil · g1 blanques torre | h8 negres rei · f7 negres peó · h7 negres peó · f6 blanques alfil · g1 blanques torre | h8 negres rei · f7 negres peó · h7 negres peó · f6 blanques alfil · g1 blanques torre | h8 negres rei · f7 negres peó · h7 negres peó · f6 blanques alfil · g1 blanques torre | h8 negres rei · f7 negres peó · h7 negres peó · f6 blanques alfil · g1 blanques torre | h8 negres rei · f7 negres peó · h7 negres peó · f6 blanques alfil · g1 blanques torre | 5 |
| 4 | h8 negres rei · f7 negres peó · h7 negres peó · f6 blanques alfil · g1 blanques torre | h8 negres rei · f7 negres peó · h7 negres peó · f6 blanques alfil · g1 blanques torre | h8 negres rei · f7 negres peó · h7 negres peó · f6 blanques alfil · g1 blanques torre | h8 negres rei · f7 negres peó · h7 negres peó · f6 blanques alfil · g1 blanques torre | h8 negres rei · f7 negres peó · h7 negres peó · f6 blanques alfil · g1 blanques torre | h8 negres rei · f7 negres peó · h7 negres peó · f6 blanques alfil · g1 blanques torre | h8 negres rei · f7 negres peó · h7 negres peó · f6 blanques alfil · g1 blanques torre | h8 negres rei · f7 negres peó · h7 negres peó · f6 blanques alfil · g1 blanques torre | 4 |
| 3 | h8 negres rei · f7 negres peó · h7 negres peó · f6 blanques alfil · g1 blanques torre | h8 negres rei · f7 negres peó · h7 negres peó · f6 blanques alfil · g1 blanques torre | h8 negres rei · f7 negres peó · h7 negres peó · f6 blanques alfil · g1 blanques torre | h8 negres rei · f7 negres peó · h7 negres peó · f6 blanques alfil · g1 blanques torre | h8 negres rei · f7 negres peó · h7 negres peó · f6 blanques alfil · g1 blanques torre | h8 negres rei · f7 negres peó · h7 negres peó · f6 blanques alfil · g1 blanques torre | h8 negres rei · f7 negres peó · h7 negres peó · f6 blanques alfil · g1 blanques torre | h8 negres rei · f7 negres peó · h7 negres peó · f6 blanques alfil · g1 blanques torre | 3 |
| 2 | h8 negres rei · f7 negres peó · h7 negres peó · f6 blanques alfil · g1 blanques torre | h8 negres rei · f7 negres peó · h7 negres peó · f6 blanques alfil · g1 blanques torre | h8 negres rei · f7 negres peó · h7 negres peó · f6 blanques alfil · g1 blanques torre | h8 negres rei · f7 negres peó · h7 negres peó · f6 blanques alfil · g1 blanques torre | h8 negres rei · f7 negres peó · h7 negres peó · f6 blanques alfil · g1 blanques torre | h8 negres rei · f7 negres peó · h7 negres peó · f6 blanques alfil · g1 blanques torre | h8 negres rei · f7 negres peó · h7 negres peó · f6 blanques alfil · g1 blanques torre | h8 negres rei · f7 negres peó · h7 negres peó · f6 blanques alfil · g1 blanques torre | 2 |
| 1 | h8 negres rei · f7 negres peó · h7 negres peó · f6 blanques alfil · g1 blanques torre | h8 negres rei · f7 negres peó · h7 negres peó · f6 blanques alfil · g1 blanques torre | h8 negres rei · f7 negres peó · h7 negres peó · f6 blanques alfil · g1 blanques torre | h8 negres rei · f7 negres peó · h7 negres peó · f6 blanques alfil · g1 blanques torre | h8 negres rei · f7 negres peó · h7 negres peó · f6 blanques alfil · g1 blanques torre | h8 negres rei · f7 negres peó · h7 negres peó · f6 blanques alfil · g1 blanques torre | h8 negres rei · f7 negres peó · h7 negres peó · f6 blanques alfil · g1 blanques torre | h8 negres rei · f7 negres peó · h7 negres peó · f6 blanques alfil · g1 blanques torre | 1 |
|   | a                                                                                     | b                                                                                     | c                                                                                     | d                                                                                     | e                                                                                     | f                                                                                     | g                                                                                     | h                                                                                     |   |

El mat de Morphy és un mètode típic de mat, que deu el seu nom a Paul Morphy. Es produeix fent servir un alfil per atacar el rei rival, mentre una torre i un peó amic el confinen. En molts aspectes és similar al mat de la cantonada.

## Mat de l'òpera
|   | a                                                                     | b                                                                     | c                                                                     | d                                                                     | e                                                                     | f                                                                     | g                                                                     | h                                                                     |   |
| 8 | d8 blanques torre · e8 negres rei · f7 negres peó · g5 blanques alfil | d8 blanques torre · e8 negres rei · f7 negres peó · g5 blanques alfil | d8 blanques torre · e8 negres rei · f7 negres peó · g5 blanques alfil | d8 blanques torre · e8 negres rei · f7 negres peó · g5 blanques alfil | d8 blanques torre · e8 negres rei · f7 negres peó · g5 blanques alfil | d8 blanques torre · e8 negres rei · f7 negres peó · g5 blanques alfil | d8 blanques torre · e8 negres rei · f7 negres peó · g5 blanques alfil | d8 blanques torre · e8 negres rei · f7 negres peó · g5 blanques alfil | 8 |
| 7 | d8 blanques torre · e8 negres rei · f7 negres peó · g5 blanques alfil | d8 blanques torre · e8 negres rei · f7 negres peó · g5 blanques alfil | d8 blanques torre · e8 negres rei · f7 negres peó · g5 blanques alfil | d8 blanques torre · e8 negres rei · f7 negres peó · g5 blanques alfil | d8 blanques torre · e8 negres rei · f7 negres peó · g5 blanques alfil | d8 blanques torre · e8 negres rei · f7 negres peó · g5 blanques alfil | d8 blanques torre · e8 negres rei · f7 negres peó · g5 blanques alfil | d8 blanques torre · e8 negres rei · f7 negres peó · g5 blanques alfil | 7 |
| 6 | d8 blanques torre · e8 negres rei · f7 negres peó · g5 blanques alfil | d8 blanques torre · e8 negres rei · f7 negres peó · g5 blanques alfil | d8 blanques torre · e8 negres rei · f7 negres peó · g5 blanques alfil | d8 blanques torre · e8 negres rei · f7 negres peó · g5 blanques alfil | d8 blanques torre · e8 negres rei · f7 negres peó · g5 blanques alfil | d8 blanques torre · e8 negres rei · f7 negres peó · g5 blanques alfil | d8 blanques torre · e8 negres rei · f7 negres peó · g5 blanques alfil | d8 blanques torre · e8 negres rei · f7 negres peó · g5 blanques alfil | 6 |
| 5 | d8 blanques torre · e8 negres rei · f7 negres peó · g5 blanques alfil | d8 blanques torre · e8 negres rei · f7 negres peó · g5 blanques alfil | d8 blanques torre · e8 negres rei · f7 negres peó · g5 blanques alfil | d8 blanques torre · e8 negres rei · f7 negres peó · g5 blanques alfil | d8 blanques torre · e8 negres rei · f7 negres peó · g5 blanques alfil | d8 blanques torre · e8 negres rei · f7 negres peó · g5 blanques alfil | d8 blanques torre · e8 negres rei · f7 negres peó · g5 blanques alfil | d8 blanques torre · e8 negres rei · f7 negres peó · g5 blanques alfil | 5 |
| 4 | d8 blanques torre · e8 negres rei · f7 negres peó · g5 blanques alfil | d8 blanques torre · e8 negres rei · f7 negres peó · g5 blanques alfil | d8 blanques torre · e8 negres rei · f7 negres peó · g5 blanques alfil | d8 blanques torre · e8 negres rei · f7 negres peó · g5 blanques alfil | d8 blanques torre · e8 negres rei · f7 negres peó · g5 blanques alfil | d8 blanques torre · e8 negres rei · f7 negres peó · g5 blanques alfil | d8 blanques torre · e8 negres rei · f7 negres peó · g5 blanques alfil | d8 blanques torre · e8 negres rei · f7 negres peó · g5 blanques alfil | 4 |
| 3 | d8 blanques torre · e8 negres rei · f7 negres peó · g5 blanques alfil | d8 blanques torre · e8 negres rei · f7 negres peó · g5 blanques alfil | d8 blanques torre · e8 negres rei · f7 negres peó · g5 blanques alfil | d8 blanques torre · e8 negres rei · f7 negres peó · g5 blanques alfil | d8 blanques torre · e8 negres rei · f7 negres peó · g5 blanques alfil | d8 blanques torre · e8 negres rei · f7 negres peó · g5 blanques alfil | d8 blanques torre · e8 negres rei · f7 negres peó · g5 blanques alfil | d8 blanques torre · e8 negres rei · f7 negres peó · g5 blanques alfil | 3 |
| 2 | d8 blanques torre · e8 negres rei · f7 negres peó · g5 blanques alfil | d8 blanques torre · e8 negres rei · f7 negres peó · g5 blanques alfil | d8 blanques torre · e8 negres rei · f7 negres peó · g5 blanques alfil | d8 blanques torre · e8 negres rei · f7 negres peó · g5 blanques alfil | d8 blanques torre · e8 negres rei · f7 negres peó · g5 blanques alfil | d8 blanques torre · e8 negres rei · f7 negres peó · g5 blanques alfil | d8 blanques torre · e8 negres rei · f7 negres peó · g5 blanques alfil | d8 blanques torre · e8 negres rei · f7 negres peó · g5 blanques alfil | 2 |
| 1 | d8 blanques torre · e8 negres rei · f7 negres peó · g5 blanques alfil | d8 blanques torre · e8 negres rei · f7 negres peó · g5 blanques alfil | d8 blanques torre · e8 negres rei · f7 negres peó · g5 blanques alfil | d8 blanques torre · e8 negres rei · f7 negres peó · g5 blanques alfil | d8 blanques torre · e8 negres rei · f7 negres peó · g5 blanques alfil | d8 blanques torre · e8 negres rei · f7 negres peó · g5 blanques alfil | d8 blanques torre · e8 negres rei · f7 negres peó · g5 blanques alfil | d8 blanques torre · e8 negres rei · f7 negres peó · g5 blanques alfil | 1 |
|   | a                                                                     | b                                                                     | c                                                                     | d                                                                     | e                                                                     | f                                                                     | g                                                                     | h                                                                     |   |

El mat de l'òpera és un mètode de mat comú. S'ataca el rei a la primera fila amb una torre, fent servir un alfil per protegir-la. Un peó o una altra peça diferent d'un cavall, han de restringir els moviments del rei feble. Aquest mat rep el seu nom després que fos implementat per Paul Morphy el 1858 en una partida a l'òpera de París contra el Duc Karl de Brunswick i el Comte Isouard, vegeu Partida de l'òpera.

## Mat de Pillsbury
|   | a | b | c | d | e | f | g | h |   |
| 8 | f8 negres torre · g8 negres rei · g7 negres peó · h7 negres peó · b2 blanques alfil · g1 blanques torre | f8 negres torre · g8 negres rei · g7 negres peó · h7 negres peó · b2 blanques alfil · g1 blanques torre | f8 negres torre · g8 negres rei · g7 negres peó · h7 negres peó · b2 blanques alfil · g1 blanques torre | f8 negres torre · g8 negres rei · g7 negres peó · h7 negres peó · b2 blanques alfil · g1 blanques torre | f8 negres torre · g8 negres rei · g7 negres peó · h7 negres peó · b2 blanques alfil · g1 blanques torre | f8 negres torre · g8 negres rei · g7 negres peó · h7 negres peó · b2 blanques alfil · g1 blanques torre | f8 negres torre · g8 negres rei · g7 negres peó · h7 negres peó · b2 blanques alfil · g1 blanques torre | f8 negres torre · g8 negres rei · g7 negres peó · h7 negres peó · b2 blanques alfil · g1 blanques torre | 8 |
| 7 | f8 negres torre · g8 negres rei · g7 negres peó · h7 negres peó · b2 blanques alfil · g1 blanques torre | f8 negres torre · g8 negres rei · g7 negres peó · h7 negres peó · b2 blanques alfil · g1 blanques torre | f8 negres torre · g8 negres rei · g7 negres peó · h7 negres peó · b2 blanques alfil · g1 blanques torre | f8 negres torre · g8 negres rei · g7 negres peó · h7 negres peó · b2 blanques alfil · g1 blanques torre | f8 negres torre · g8 negres rei · g7 negres peó · h7 negres peó · b2 blanques alfil · g1 blanques torre | f8 negres torre · g8 negres rei · g7 negres peó · h7 negres peó · b2 blanques alfil · g1 blanques torre | f8 negres torre · g8 negres rei · g7 negres peó · h7 negres peó · b2 blanques alfil · g1 blanques torre | f8 negres torre · g8 negres rei · g7 negres peó · h7 negres peó · b2 blanques alfil · g1 blanques torre | 7 |
| 6 | f8 negres torre · g8 negres rei · g7 negres peó · h7 negres peó · b2 blanques alfil · g1 blanques torre | f8 negres torre · g8 negres rei · g7 negres peó · h7 negres peó · b2 blanques alfil · g1 blanques torre | f8 negres torre · g8 negres rei · g7 negres peó · h7 negres peó · b2 blanques alfil · g1 blanques torre | f8 negres torre · g8 negres rei · g7 negres peó · h7 negres peó · b2 blanques alfil · g1 blanques torre | f8 negres torre · g8 negres rei · g7 negres peó · h7 negres peó · b2 blanques alfil · g1 blanques torre | f8 negres torre · g8 negres rei · g7 negres peó · h7 negres peó · b2 blanques alfil · g1 blanques torre | f8 negres torre · g8 negres rei · g7 negres peó · h7 negres peó · b2 blanques alfil · g1 blanques torre | f8 negres torre · g8 negres rei · g7 negres peó · h7 negres peó · b2 blanques alfil · g1 blanques torre | 6 |
| 5 | f8 negres torre · g8 negres rei · g7 negres peó · h7 negres peó · b2 blanques alfil · g1 blanques torre | f8 negres torre · g8 negres rei · g7 negres peó · h7 negres peó · b2 blanques alfil · g1 blanques torre | f8 negres torre · g8 negres rei · g7 negres peó · h7 negres peó · b2 blanques alfil · g1 blanques torre | f8 negres torre · g8 negres rei · g7 negres peó · h7 negres peó · b2 blanques alfil · g1 blanques torre | f8 negres torre · g8 negres rei · g7 negres peó · h7 negres peó · b2 blanques alfil · g1 blanques torre | f8 negres torre · g8 negres rei · g7 negres peó · h7 negres peó · b2 blanques alfil · g1 blanques torre | f8 negres torre · g8 negres rei · g7 negres peó · h7 negres peó · b2 blanques alfil · g1 blanques torre | f8 negres torre · g8 negres rei · g7 negres peó · h7 negres peó · b2 blanques alfil · g1 blanques torre | 5 |
| 4 | f8 negres torre · g8 negres rei · g7 negres peó · h7 negres peó · b2 blanques alfil · g1 blanques torre | f8 negres torre · g8 negres rei · g7 negres peó · h7 negres peó · b2 blanques alfil · g1 blanques torre | f8 negres torre · g8 negres rei · g7 negres peó · h7 negres peó · b2 blanques alfil · g1 blanques torre | f8 negres torre · g8 negres rei · g7 negres peó · h7 negres peó · b2 blanques alfil · g1 blanques torre | f8 negres torre · g8 negres rei · g7 negres peó · h7 negres peó · b2 blanques alfil · g1 blanques torre | f8 negres torre · g8 negres rei · g7 negres peó · h7 negres peó · b2 blanques alfil · g1 blanques torre | f8 negres torre · g8 negres rei · g7 negres peó · h7 negres peó · b2 blanques alfil · g1 blanques torre | f8 negres torre · g8 negres rei · g7 negres peó · h7 negres peó · b2 blanques alfil · g1 blanques torre | 4 |
| 3 | f8 negres torre · g8 negres rei · g7 negres peó · h7 negres peó · b2 blanques alfil · g1 blanques torre | f8 negres torre · g8 negres rei · g7 negres peó · h7 negres peó · b2 blanques alfil · g1 blanques torre | f8 negres torre · g8 negres rei · g7 negres peó · h7 negres peó · b2 blanques alfil · g1 blanques torre | f8 negres torre · g8 negres rei · g7 negres peó · h7 negres peó · b2 blanques alfil · g1 blanques torre | f8 negres torre · g8 negres rei · g7 negres peó · h7 negres peó · b2 blanques alfil · g1 blanques torre | f8 negres torre · g8 negres rei · g7 negres peó · h7 negres peó · b2 blanques alfil · g1 blanques torre | f8 negres torre · g8 negres rei · g7 negres peó · h7 negres peó · b2 blanques alfil · g1 blanques torre | f8 negres torre · g8 negres rei · g7 negres peó · h7 negres peó · b2 blanques alfil · g1 blanques torre | 3 |
| 2 | f8 negres torre · g8 negres rei · g7 negres peó · h7 negres peó · b2 blanques alfil · g1 blanques torre | f8 negres torre · g8 negres rei · g7 negres peó · h7 negres peó · b2 blanques alfil · g1 blanques torre | f8 negres torre · g8 negres rei · g7 negres peó · h7 negres peó · b2 blanques alfil · g1 blanques torre | f8 negres torre · g8 negres rei · g7 negres peó · h7 negres peó · b2 blanques alfil · g1 blanques torre | f8 negres torre · g8 negres rei · g7 negres peó · h7 negres peó · b2 blanques alfil · g1 blanques torre | f8 negres torre · g8 negres rei · g7 negres peó · h7 negres peó · b2 blanques alfil · g1 blanques torre | f8 negres torre · g8 negres rei · g7 negres peó · h7 negres peó · b2 blanques alfil · g1 blanques torre | f8 negres torre · g8 negres rei · g7 negres peó · h7 negres peó · b2 blanques alfil · g1 blanques torre | 2 |
| 1 | f8 negres torre · g8 negres rei · g7 negres peó · h7 negres peó · b2 blanques alfil · g1 blanques torre | f8 negres torre · g8 negres rei · g7 negres peó · h7 negres peó · b2 blanques alfil · g1 blanques torre | f8 negres torre · g8 negres rei · g7 negres peó · h7 negres peó · b2 blanques alfil · g1 blanques torre | f8 negres torre · g8 negres rei · g7 negres peó · h7 negres peó · b2 blanques alfil · g1 blanques torre | f8 negres torre · g8 negres rei · g7 negres peó · h7 negres peó · b2 blanques alfil · g1 blanques torre | f8 negres torre · g8 negres rei · g7 negres peó · h7 negres peó · b2 blanques alfil · g1 blanques torre | f8 negres torre · g8 negres rei · g7 negres peó · h7 negres peó · b2 blanques alfil · g1 blanques torre | f8 negres torre · g8 negres rei · g7 negres peó · h7 negres peó · b2 blanques alfil · g1 blanques torre | 1 |
|   | a | b | c | d | e | f | g | h |   |

El mat de Pillsbury és un mètode comú de mat que rep el seu nom en honor de Harry Nelson Pillsbury. Funciona atacant el rei amb una torre o amb un alfil tal com es mostra al diagrama de la dreta. El rei pot ser a qualsevol casella, g8 o h8, durant l'execució del mat.

## Mat de dama
|   | a                                                  | b                                                  | c                                                  | d                                                  | e                                                  | f                                                  | g                                                  | h                                                  |   |
| 8 | d8 negres rei · d7 blanques dama · d6 blanques rei | d8 negres rei · d7 blanques dama · d6 blanques rei | d8 negres rei · d7 blanques dama · d6 blanques rei | d8 negres rei · d7 blanques dama · d6 blanques rei | d8 negres rei · d7 blanques dama · d6 blanques rei | d8 negres rei · d7 blanques dama · d6 blanques rei | d8 negres rei · d7 blanques dama · d6 blanques rei | d8 negres rei · d7 blanques dama · d6 blanques rei | 8 |
| 7 | d8 negres rei · d7 blanques dama · d6 blanques rei | d8 negres rei · d7 blanques dama · d6 blanques rei | d8 negres rei · d7 blanques dama · d6 blanques rei | d8 negres rei · d7 blanques dama · d6 blanques rei | d8 negres rei · d7 blanques dama · d6 blanques rei | d8 negres rei · d7 blanques dama · d6 blanques rei | d8 negres rei · d7 blanques dama · d6 blanques rei | d8 negres rei · d7 blanques dama · d6 blanques rei | 7 |
| 6 | d8 negres rei · d7 blanques dama · d6 blanques rei | d8 negres rei · d7 blanques dama · d6 blanques rei | d8 negres rei · d7 blanques dama · d6 blanques rei | d8 negres rei · d7 blanques dama · d6 blanques rei | d8 negres rei · d7 blanques dama · d6 blanques rei | d8 negres rei · d7 blanques dama · d6 blanques rei | d8 negres rei · d7 blanques dama · d6 blanques rei | d8 negres rei · d7 blanques dama · d6 blanques rei | 6 |
| 5 | d8 negres rei · d7 blanques dama · d6 blanques rei | d8 negres rei · d7 blanques dama · d6 blanques rei | d8 negres rei · d7 blanques dama · d6 blanques rei | d8 negres rei · d7 blanques dama · d6 blanques rei | d8 negres rei · d7 blanques dama · d6 blanques rei | d8 negres rei · d7 blanques dama · d6 blanques rei | d8 negres rei · d7 blanques dama · d6 blanques rei | d8 negres rei · d7 blanques dama · d6 blanques rei | 5 |
| 4 | d8 negres rei · d7 blanques dama · d6 blanques rei | d8 negres rei · d7 blanques dama · d6 blanques rei | d8 negres rei · d7 blanques dama · d6 blanques rei | d8 negres rei · d7 blanques dama · d6 blanques rei | d8 negres rei · d7 blanques dama · d6 blanques rei | d8 negres rei · d7 blanques dama · d6 blanques rei | d8 negres rei · d7 blanques dama · d6 blanques rei | d8 negres rei · d7 blanques dama · d6 blanques rei | 4 |
| 3 | d8 negres rei · d7 blanques dama · d6 blanques rei | d8 negres rei · d7 blanques dama · d6 blanques rei | d8 negres rei · d7 blanques dama · d6 blanques rei | d8 negres rei · d7 blanques dama · d6 blanques rei | d8 negres rei · d7 blanques dama · d6 blanques rei | d8 negres rei · d7 blanques dama · d6 blanques rei | d8 negres rei · d7 blanques dama · d6 blanques rei | d8 negres rei · d7 blanques dama · d6 blanques rei | 3 |
| 2 | d8 negres rei · d7 blanques dama · d6 blanques rei | d8 negres rei · d7 blanques dama · d6 blanques rei | d8 negres rei · d7 blanques dama · d6 blanques rei | d8 negres rei · d7 blanques dama · d6 blanques rei | d8 negres rei · d7 blanques dama · d6 blanques rei | d8 negres rei · d7 blanques dama · d6 blanques rei | d8 negres rei · d7 blanques dama · d6 blanques rei | d8 negres rei · d7 blanques dama · d6 blanques rei | 2 |
| 1 | d8 negres rei · d7 blanques dama · d6 blanques rei | d8 negres rei · d7 blanques dama · d6 blanques rei | d8 negres rei · d7 blanques dama · d6 blanques rei | d8 negres rei · d7 blanques dama · d6 blanques rei | d8 negres rei · d7 blanques dama · d6 blanques rei | d8 negres rei · d7 blanques dama · d6 blanques rei | d8 negres rei · d7 blanques dama · d6 blanques rei | d8 negres rei · d7 blanques dama · d6 blanques rei | 1 |
|   | a                                                  | b                                                  | c                                                  | d                                                  | e                                                  | f                                                  | g                                                  | h                                                  |   |

El mat de dama és un dels quatre mats principals, conjuntament amb el de la caixa, el de rei i dos alfils, i el d'alfil i cavall. Ocorre quan el bàndol amb la dama força el rival amb el rei solitari a anar a una banda o a una cantonada de l'escaquer. Llavors la dama fa el mat amb el suport del seu rei.

## Mat de Réti
|   | a | b | c | d | e | f | g | h |   |
| 8 | b8 negres cavall · c8 negres alfil · d8 blanques alfil · b7 negres peó · c7 negres rei · c6 negres peó · d1 blanques torre · h1 blanques rei | b8 negres cavall · c8 negres alfil · d8 blanques alfil · b7 negres peó · c7 negres rei · c6 negres peó · d1 blanques torre · h1 blanques rei | b8 negres cavall · c8 negres alfil · d8 blanques alfil · b7 negres peó · c7 negres rei · c6 negres peó · d1 blanques torre · h1 blanques rei | b8 negres cavall · c8 negres alfil · d8 blanques alfil · b7 negres peó · c7 negres rei · c6 negres peó · d1 blanques torre · h1 blanques rei | b8 negres cavall · c8 negres alfil · d8 blanques alfil · b7 negres peó · c7 negres rei · c6 negres peó · d1 blanques torre · h1 blanques rei | b8 negres cavall · c8 negres alfil · d8 blanques alfil · b7 negres peó · c7 negres rei · c6 negres peó · d1 blanques torre · h1 blanques rei | b8 negres cavall · c8 negres alfil · d8 blanques alfil · b7 negres peó · c7 negres rei · c6 negres peó · d1 blanques torre · h1 blanques rei | b8 negres cavall · c8 negres alfil · d8 blanques alfil · b7 negres peó · c7 negres rei · c6 negres peó · d1 blanques torre · h1 blanques rei | 8 |
| 7 | b8 negres cavall · c8 negres alfil · d8 blanques alfil · b7 negres peó · c7 negres rei · c6 negres peó · d1 blanques torre · h1 blanques rei | b8 negres cavall · c8 negres alfil · d8 blanques alfil · b7 negres peó · c7 negres rei · c6 negres peó · d1 blanques torre · h1 blanques rei | b8 negres cavall · c8 negres alfil · d8 blanques alfil · b7 negres peó · c7 negres rei · c6 negres peó · d1 blanques torre · h1 blanques rei | b8 negres cavall · c8 negres alfil · d8 blanques alfil · b7 negres peó · c7 negres rei · c6 negres peó · d1 blanques torre · h1 blanques rei | b8 negres cavall · c8 negres alfil · d8 blanques alfil · b7 negres peó · c7 negres rei · c6 negres peó · d1 blanques torre · h1 blanques rei | b8 negres cavall · c8 negres alfil · d8 blanques alfil · b7 negres peó · c7 negres rei · c6 negres peó · d1 blanques torre · h1 blanques rei | b8 negres cavall · c8 negres alfil · d8 blanques alfil · b7 negres peó · c7 negres rei · c6 negres peó · d1 blanques torre · h1 blanques rei | b8 negres cavall · c8 negres alfil · d8 blanques alfil · b7 negres peó · c7 negres rei · c6 negres peó · d1 blanques torre · h1 blanques rei | 7 |
| 6 | b8 negres cavall · c8 negres alfil · d8 blanques alfil · b7 negres peó · c7 negres rei · c6 negres peó · d1 blanques torre · h1 blanques rei | b8 negres cavall · c8 negres alfil · d8 blanques alfil · b7 negres peó · c7 negres rei · c6 negres peó · d1 blanques torre · h1 blanques rei | b8 negres cavall · c8 negres alfil · d8 blanques alfil · b7 negres peó · c7 negres rei · c6 negres peó · d1 blanques torre · h1 blanques rei | b8 negres cavall · c8 negres alfil · d8 blanques alfil · b7 negres peó · c7 negres rei · c6 negres peó · d1 blanques torre · h1 blanques rei | b8 negres cavall · c8 negres alfil · d8 blanques alfil · b7 negres peó · c7 negres rei · c6 negres peó · d1 blanques torre · h1 blanques rei | b8 negres cavall · c8 negres alfil · d8 blanques alfil · b7 negres peó · c7 negres rei · c6 negres peó · d1 blanques torre · h1 blanques rei | b8 negres cavall · c8 negres alfil · d8 blanques alfil · b7 negres peó · c7 negres rei · c6 negres peó · d1 blanques torre · h1 blanques rei | b8 negres cavall · c8 negres alfil · d8 blanques alfil · b7 negres peó · c7 negres rei · c6 negres peó · d1 blanques torre · h1 blanques rei | 6 |
| 5 | b8 negres cavall · c8 negres alfil · d8 blanques alfil · b7 negres peó · c7 negres rei · c6 negres peó · d1 blanques torre · h1 blanques rei | b8 negres cavall · c8 negres alfil · d8 blanques alfil · b7 negres peó · c7 negres rei · c6 negres peó · d1 blanques torre · h1 blanques rei | b8 negres cavall · c8 negres alfil · d8 blanques alfil · b7 negres peó · c7 negres rei · c6 negres peó · d1 blanques torre · h1 blanques rei | b8 negres cavall · c8 negres alfil · d8 blanques alfil · b7 negres peó · c7 negres rei · c6 negres peó · d1 blanques torre · h1 blanques rei | b8 negres cavall · c8 negres alfil · d8 blanques alfil · b7 negres peó · c7 negres rei · c6 negres peó · d1 blanques torre · h1 blanques rei | b8 negres cavall · c8 negres alfil · d8 blanques alfil · b7 negres peó · c7 negres rei · c6 negres peó · d1 blanques torre · h1 blanques rei | b8 negres cavall · c8 negres alfil · d8 blanques alfil · b7 negres peó · c7 negres rei · c6 negres peó · d1 blanques torre · h1 blanques rei | b8 negres cavall · c8 negres alfil · d8 blanques alfil · b7 negres peó · c7 negres rei · c6 negres peó · d1 blanques torre · h1 blanques rei | 5 |
| 4 | b8 negres cavall · c8 negres alfil · d8 blanques alfil · b7 negres peó · c7 negres rei · c6 negres peó · d1 blanques torre · h1 blanques rei | b8 negres cavall · c8 negres alfil · d8 blanques alfil · b7 negres peó · c7 negres rei · c6 negres peó · d1 blanques torre · h1 blanques rei | b8 negres cavall · c8 negres alfil · d8 blanques alfil · b7 negres peó · c7 negres rei · c6 negres peó · d1 blanques torre · h1 blanques rei | b8 negres cavall · c8 negres alfil · d8 blanques alfil · b7 negres peó · c7 negres rei · c6 negres peó · d1 blanques torre · h1 blanques rei | b8 negres cavall · c8 negres alfil · d8 blanques alfil · b7 negres peó · c7 negres rei · c6 negres peó · d1 blanques torre · h1 blanques rei | b8 negres cavall · c8 negres alfil · d8 blanques alfil · b7 negres peó · c7 negres rei · c6 negres peó · d1 blanques torre · h1 blanques rei | b8 negres cavall · c8 negres alfil · d8 blanques alfil · b7 negres peó · c7 negres rei · c6 negres peó · d1 blanques torre · h1 blanques rei | b8 negres cavall · c8 negres alfil · d8 blanques alfil · b7 negres peó · c7 negres rei · c6 negres peó · d1 blanques torre · h1 blanques rei | 4 |
| 3 | b8 negres cavall · c8 negres alfil · d8 blanques alfil · b7 negres peó · c7 negres rei · c6 negres peó · d1 blanques torre · h1 blanques rei | b8 negres cavall · c8 negres alfil · d8 blanques alfil · b7 negres peó · c7 negres rei · c6 negres peó · d1 blanques torre · h1 blanques rei | b8 negres cavall · c8 negres alfil · d8 blanques alfil · b7 negres peó · c7 negres rei · c6 negres peó · d1 blanques torre · h1 blanques rei | b8 negres cavall · c8 negres alfil · d8 blanques alfil · b7 negres peó · c7 negres rei · c6 negres peó · d1 blanques torre · h1 blanques rei | b8 negres cavall · c8 negres alfil · d8 blanques alfil · b7 negres peó · c7 negres rei · c6 negres peó · d1 blanques torre · h1 blanques rei | b8 negres cavall · c8 negres alfil · d8 blanques alfil · b7 negres peó · c7 negres rei · c6 negres peó · d1 blanques torre · h1 blanques rei | b8 negres cavall · c8 negres alfil · d8 blanques alfil · b7 negres peó · c7 negres rei · c6 negres peó · d1 blanques torre · h1 blanques rei | b8 negres cavall · c8 negres alfil · d8 blanques alfil · b7 negres peó · c7 negres rei · c6 negres peó · d1 blanques torre · h1 blanques rei | 3 |
| 2 | b8 negres cavall · c8 negres alfil · d8 blanques alfil · b7 negres peó · c7 negres rei · c6 negres peó · d1 blanques torre · h1 blanques rei | b8 negres cavall · c8 negres alfil · d8 blanques alfil · b7 negres peó · c7 negres rei · c6 negres peó · d1 blanques torre · h1 blanques rei | b8 negres cavall · c8 negres alfil · d8 blanques alfil · b7 negres peó · c7 negres rei · c6 negres peó · d1 blanques torre · h1 blanques rei | b8 negres cavall · c8 negres alfil · d8 blanques alfil · b7 negres peó · c7 negres rei · c6 negres peó · d1 blanques torre · h1 blanques rei | b8 negres cavall · c8 negres alfil · d8 blanques alfil · b7 negres peó · c7 negres rei · c6 negres peó · d1 blanques torre · h1 blanques rei | b8 negres cavall · c8 negres alfil · d8 blanques alfil · b7 negres peó · c7 negres rei · c6 negres peó · d1 blanques torre · h1 blanques rei | b8 negres cavall · c8 negres alfil · d8 blanques alfil · b7 negres peó · c7 negres rei · c6 negres peó · d1 blanques torre · h1 blanques rei | b8 negres cavall · c8 negres alfil · d8 blanques alfil · b7 negres peó · c7 negres rei · c6 negres peó · d1 blanques torre · h1 blanques rei | 2 |
| 1 | b8 negres cavall · c8 negres alfil · d8 blanques alfil · b7 negres peó · c7 negres rei · c6 negres peó · d1 blanques torre · h1 blanques rei | b8 negres cavall · c8 negres alfil · d8 blanques alfil · b7 negres peó · c7 negres rei · c6 negres peó · d1 blanques torre · h1 blanques rei | b8 negres cavall · c8 negres alfil · d8 blanques alfil · b7 negres peó · c7 negres rei · c6 negres peó · d1 blanques torre · h1 blanques rei | b8 negres cavall · c8 negres alfil · d8 blanques alfil · b7 negres peó · c7 negres rei · c6 negres peó · d1 blanques torre · h1 blanques rei | b8 negres cavall · c8 negres alfil · d8 blanques alfil · b7 negres peó · c7 negres rei · c6 negres peó · d1 blanques torre · h1 blanques rei | b8 negres cavall · c8 negres alfil · d8 blanques alfil · b7 negres peó · c7 negres rei · c6 negres peó · d1 blanques torre · h1 blanques rei | b8 negres cavall · c8 negres alfil · d8 blanques alfil · b7 negres peó · c7 negres rei · c6 negres peó · d1 blanques torre · h1 blanques rei | b8 negres cavall · c8 negres alfil · d8 blanques alfil · b7 negres peó · c7 negres rei · c6 negres peó · d1 blanques torre · h1 blanques rei | 1 |
|   | a | b | c | d | e | f | g | h |   |

El mat de Réti és un conegut mètode de mat, que deu el seu nom a Richard Réti, qui el va executar en una partida de només 11 jugades contra Savielly Tartakower el 1910 a Viena. Funciona atrapant el rei enemic entre quatre de les seves pròpies peces, situades en caselles adjacents, i atacant-lo amb un alfil protegit per una torre o dama.

## Mat de la coça
|   | a | b | c | d | e | f | g | h |   |
| 8 | g8 negres torre · h8 negres rei · f7 blanques cavall · g7 negres peó · h7 negres peó · b1 blanques rei | g8 negres torre · h8 negres rei · f7 blanques cavall · g7 negres peó · h7 negres peó · b1 blanques rei | g8 negres torre · h8 negres rei · f7 blanques cavall · g7 negres peó · h7 negres peó · b1 blanques rei | g8 negres torre · h8 negres rei · f7 blanques cavall · g7 negres peó · h7 negres peó · b1 blanques rei | g8 negres torre · h8 negres rei · f7 blanques cavall · g7 negres peó · h7 negres peó · b1 blanques rei | g8 negres torre · h8 negres rei · f7 blanques cavall · g7 negres peó · h7 negres peó · b1 blanques rei | g8 negres torre · h8 negres rei · f7 blanques cavall · g7 negres peó · h7 negres peó · b1 blanques rei | g8 negres torre · h8 negres rei · f7 blanques cavall · g7 negres peó · h7 negres peó · b1 blanques rei | 8 |
| 7 | g8 negres torre · h8 negres rei · f7 blanques cavall · g7 negres peó · h7 negres peó · b1 blanques rei | g8 negres torre · h8 negres rei · f7 blanques cavall · g7 negres peó · h7 negres peó · b1 blanques rei | g8 negres torre · h8 negres rei · f7 blanques cavall · g7 negres peó · h7 negres peó · b1 blanques rei | g8 negres torre · h8 negres rei · f7 blanques cavall · g7 negres peó · h7 negres peó · b1 blanques rei | g8 negres torre · h8 negres rei · f7 blanques cavall · g7 negres peó · h7 negres peó · b1 blanques rei | g8 negres torre · h8 negres rei · f7 blanques cavall · g7 negres peó · h7 negres peó · b1 blanques rei | g8 negres torre · h8 negres rei · f7 blanques cavall · g7 negres peó · h7 negres peó · b1 blanques rei | g8 negres torre · h8 negres rei · f7 blanques cavall · g7 negres peó · h7 negres peó · b1 blanques rei | 7 |
| 6 | g8 negres torre · h8 negres rei · f7 blanques cavall · g7 negres peó · h7 negres peó · b1 blanques rei | g8 negres torre · h8 negres rei · f7 blanques cavall · g7 negres peó · h7 negres peó · b1 blanques rei | g8 negres torre · h8 negres rei · f7 blanques cavall · g7 negres peó · h7 negres peó · b1 blanques rei | g8 negres torre · h8 negres rei · f7 blanques cavall · g7 negres peó · h7 negres peó · b1 blanques rei | g8 negres torre · h8 negres rei · f7 blanques cavall · g7 negres peó · h7 negres peó · b1 blanques rei | g8 negres torre · h8 negres rei · f7 blanques cavall · g7 negres peó · h7 negres peó · b1 blanques rei | g8 negres torre · h8 negres rei · f7 blanques cavall · g7 negres peó · h7 negres peó · b1 blanques rei | g8 negres torre · h8 negres rei · f7 blanques cavall · g7 negres peó · h7 negres peó · b1 blanques rei | 6 |
| 5 | g8 negres torre · h8 negres rei · f7 blanques cavall · g7 negres peó · h7 negres peó · b1 blanques rei | g8 negres torre · h8 negres rei · f7 blanques cavall · g7 negres peó · h7 negres peó · b1 blanques rei | g8 negres torre · h8 negres rei · f7 blanques cavall · g7 negres peó · h7 negres peó · b1 blanques rei | g8 negres torre · h8 negres rei · f7 blanques cavall · g7 negres peó · h7 negres peó · b1 blanques rei | g8 negres torre · h8 negres rei · f7 blanques cavall · g7 negres peó · h7 negres peó · b1 blanques rei | g8 negres torre · h8 negres rei · f7 blanques cavall · g7 negres peó · h7 negres peó · b1 blanques rei | g8 negres torre · h8 negres rei · f7 blanques cavall · g7 negres peó · h7 negres peó · b1 blanques rei | g8 negres torre · h8 negres rei · f7 blanques cavall · g7 negres peó · h7 negres peó · b1 blanques rei | 5 |
| 4 | g8 negres torre · h8 negres rei · f7 blanques cavall · g7 negres peó · h7 negres peó · b1 blanques rei | g8 negres torre · h8 negres rei · f7 blanques cavall · g7 negres peó · h7 negres peó · b1 blanques rei | g8 negres torre · h8 negres rei · f7 blanques cavall · g7 negres peó · h7 negres peó · b1 blanques rei | g8 negres torre · h8 negres rei · f7 blanques cavall · g7 negres peó · h7 negres peó · b1 blanques rei | g8 negres torre · h8 negres rei · f7 blanques cavall · g7 negres peó · h7 negres peó · b1 blanques rei | g8 negres torre · h8 negres rei · f7 blanques cavall · g7 negres peó · h7 negres peó · b1 blanques rei | g8 negres torre · h8 negres rei · f7 blanques cavall · g7 negres peó · h7 negres peó · b1 blanques rei | g8 negres torre · h8 negres rei · f7 blanques cavall · g7 negres peó · h7 negres peó · b1 blanques rei | 4 |
| 3 | g8 negres torre · h8 negres rei · f7 blanques cavall · g7 negres peó · h7 negres peó · b1 blanques rei | g8 negres torre · h8 negres rei · f7 blanques cavall · g7 negres peó · h7 negres peó · b1 blanques rei | g8 negres torre · h8 negres rei · f7 blanques cavall · g7 negres peó · h7 negres peó · b1 blanques rei | g8 negres torre · h8 negres rei · f7 blanques cavall · g7 negres peó · h7 negres peó · b1 blanques rei | g8 negres torre · h8 negres rei · f7 blanques cavall · g7 negres peó · h7 negres peó · b1 blanques rei | g8 negres torre · h8 negres rei · f7 blanques cavall · g7 negres peó · h7 negres peó · b1 blanques rei | g8 negres torre · h8 negres rei · f7 blanques cavall · g7 negres peó · h7 negres peó · b1 blanques rei | g8 negres torre · h8 negres rei · f7 blanques cavall · g7 negres peó · h7 negres peó · b1 blanques rei | 3 |
| 2 | g8 negres torre · h8 negres rei · f7 blanques cavall · g7 negres peó · h7 negres peó · b1 blanques rei | g8 negres torre · h8 negres rei · f7 blanques cavall · g7 negres peó · h7 negres peó · b1 blanques rei | g8 negres torre · h8 negres rei · f7 blanques cavall · g7 negres peó · h7 negres peó · b1 blanques rei | g8 negres torre · h8 negres rei · f7 blanques cavall · g7 negres peó · h7 negres peó · b1 blanques rei | g8 negres torre · h8 negres rei · f7 blanques cavall · g7 negres peó · h7 negres peó · b1 blanques rei | g8 negres torre · h8 negres rei · f7 blanques cavall · g7 negres peó · h7 negres peó · b1 blanques rei | g8 negres torre · h8 negres rei · f7 blanques cavall · g7 negres peó · h7 negres peó · b1 blanques rei | g8 negres torre · h8 negres rei · f7 blanques cavall · g7 negres peó · h7 negres peó · b1 blanques rei | 2 |
| 1 | g8 negres torre · h8 negres rei · f7 blanques cavall · g7 negres peó · h7 negres peó · b1 blanques rei | g8 negres torre · h8 negres rei · f7 blanques cavall · g7 negres peó · h7 negres peó · b1 blanques rei | g8 negres torre · h8 negres rei · f7 blanques cavall · g7 negres peó · h7 negres peó · b1 blanques rei | g8 negres torre · h8 negres rei · f7 blanques cavall · g7 negres peó · h7 negres peó · b1 blanques rei | g8 negres torre · h8 negres rei · f7 blanques cavall · g7 negres peó · h7 negres peó · b1 blanques rei | g8 negres torre · h8 negres rei · f7 blanques cavall · g7 negres peó · h7 negres peó · b1 blanques rei | g8 negres torre · h8 negres rei · f7 blanques cavall · g7 negres peó · h7 negres peó · b1 blanques rei | g8 negres torre · h8 negres rei · f7 blanques cavall · g7 negres peó · h7 negres peó · b1 blanques rei | 1 |
|   | a | b | c | d | e | f | g | h |   |

El mat de la coça és un esquema comú de mat, que ocorre quan un cavall ataca un rei que és totalment envoltat per peces del seu mateix bàndol, i no té cap casella on anar, ni cap manera de capturar el cavall atacant. També és conegut com a «llegat de Philidor».

## Mat per sufocació
|   | a | b | c | d | e | f | g | h |   |
| 8 | f8 negres torre · g8 negres rei · e7 blanques cavall · f7 negres peó · h7 negres peó · c3 blanques alfil | f8 negres torre · g8 negres rei · e7 blanques cavall · f7 negres peó · h7 negres peó · c3 blanques alfil | f8 negres torre · g8 negres rei · e7 blanques cavall · f7 negres peó · h7 negres peó · c3 blanques alfil | f8 negres torre · g8 negres rei · e7 blanques cavall · f7 negres peó · h7 negres peó · c3 blanques alfil | f8 negres torre · g8 negres rei · e7 blanques cavall · f7 negres peó · h7 negres peó · c3 blanques alfil | f8 negres torre · g8 negres rei · e7 blanques cavall · f7 negres peó · h7 negres peó · c3 blanques alfil | f8 negres torre · g8 negres rei · e7 blanques cavall · f7 negres peó · h7 negres peó · c3 blanques alfil | f8 negres torre · g8 negres rei · e7 blanques cavall · f7 negres peó · h7 negres peó · c3 blanques alfil | 8 |
| 7 | f8 negres torre · g8 negres rei · e7 blanques cavall · f7 negres peó · h7 negres peó · c3 blanques alfil | f8 negres torre · g8 negres rei · e7 blanques cavall · f7 negres peó · h7 negres peó · c3 blanques alfil | f8 negres torre · g8 negres rei · e7 blanques cavall · f7 negres peó · h7 negres peó · c3 blanques alfil | f8 negres torre · g8 negres rei · e7 blanques cavall · f7 negres peó · h7 negres peó · c3 blanques alfil | f8 negres torre · g8 negres rei · e7 blanques cavall · f7 negres peó · h7 negres peó · c3 blanques alfil | f8 negres torre · g8 negres rei · e7 blanques cavall · f7 negres peó · h7 negres peó · c3 blanques alfil | f8 negres torre · g8 negres rei · e7 blanques cavall · f7 negres peó · h7 negres peó · c3 blanques alfil | f8 negres torre · g8 negres rei · e7 blanques cavall · f7 negres peó · h7 negres peó · c3 blanques alfil | 7 |
| 6 | f8 negres torre · g8 negres rei · e7 blanques cavall · f7 negres peó · h7 negres peó · c3 blanques alfil | f8 negres torre · g8 negres rei · e7 blanques cavall · f7 negres peó · h7 negres peó · c3 blanques alfil | f8 negres torre · g8 negres rei · e7 blanques cavall · f7 negres peó · h7 negres peó · c3 blanques alfil | f8 negres torre · g8 negres rei · e7 blanques cavall · f7 negres peó · h7 negres peó · c3 blanques alfil | f8 negres torre · g8 negres rei · e7 blanques cavall · f7 negres peó · h7 negres peó · c3 blanques alfil | f8 negres torre · g8 negres rei · e7 blanques cavall · f7 negres peó · h7 negres peó · c3 blanques alfil | f8 negres torre · g8 negres rei · e7 blanques cavall · f7 negres peó · h7 negres peó · c3 blanques alfil | f8 negres torre · g8 negres rei · e7 blanques cavall · f7 negres peó · h7 negres peó · c3 blanques alfil | 6 |
| 5 | f8 negres torre · g8 negres rei · e7 blanques cavall · f7 negres peó · h7 negres peó · c3 blanques alfil | f8 negres torre · g8 negres rei · e7 blanques cavall · f7 negres peó · h7 negres peó · c3 blanques alfil | f8 negres torre · g8 negres rei · e7 blanques cavall · f7 negres peó · h7 negres peó · c3 blanques alfil | f8 negres torre · g8 negres rei · e7 blanques cavall · f7 negres peó · h7 negres peó · c3 blanques alfil | f8 negres torre · g8 negres rei · e7 blanques cavall · f7 negres peó · h7 negres peó · c3 blanques alfil | f8 negres torre · g8 negres rei · e7 blanques cavall · f7 negres peó · h7 negres peó · c3 blanques alfil | f8 negres torre · g8 negres rei · e7 blanques cavall · f7 negres peó · h7 negres peó · c3 blanques alfil | f8 negres torre · g8 negres rei · e7 blanques cavall · f7 negres peó · h7 negres peó · c3 blanques alfil | 5 |
| 4 | f8 negres torre · g8 negres rei · e7 blanques cavall · f7 negres peó · h7 negres peó · c3 blanques alfil | f8 negres torre · g8 negres rei · e7 blanques cavall · f7 negres peó · h7 negres peó · c3 blanques alfil | f8 negres torre · g8 negres rei · e7 blanques cavall · f7 negres peó · h7 negres peó · c3 blanques alfil | f8 negres torre · g8 negres rei · e7 blanques cavall · f7 negres peó · h7 negres peó · c3 blanques alfil | f8 negres torre · g8 negres rei · e7 blanques cavall · f7 negres peó · h7 negres peó · c3 blanques alfil | f8 negres torre · g8 negres rei · e7 blanques cavall · f7 negres peó · h7 negres peó · c3 blanques alfil | f8 negres torre · g8 negres rei · e7 blanques cavall · f7 negres peó · h7 negres peó · c3 blanques alfil | f8 negres torre · g8 negres rei · e7 blanques cavall · f7 negres peó · h7 negres peó · c3 blanques alfil | 4 |
| 3 | f8 negres torre · g8 negres rei · e7 blanques cavall · f7 negres peó · h7 negres peó · c3 blanques alfil | f8 negres torre · g8 negres rei · e7 blanques cavall · f7 negres peó · h7 negres peó · c3 blanques alfil | f8 negres torre · g8 negres rei · e7 blanques cavall · f7 negres peó · h7 negres peó · c3 blanques alfil | f8 negres torre · g8 negres rei · e7 blanques cavall · f7 negres peó · h7 negres peó · c3 blanques alfil | f8 negres torre · g8 negres rei · e7 blanques cavall · f7 negres peó · h7 negres peó · c3 blanques alfil | f8 negres torre · g8 negres rei · e7 blanques cavall · f7 negres peó · h7 negres peó · c3 blanques alfil | f8 negres torre · g8 negres rei · e7 blanques cavall · f7 negres peó · h7 negres peó · c3 blanques alfil | f8 negres torre · g8 negres rei · e7 blanques cavall · f7 negres peó · h7 negres peó · c3 blanques alfil | 3 |
| 2 | f8 negres torre · g8 negres rei · e7 blanques cavall · f7 negres peó · h7 negres peó · c3 blanques alfil | f8 negres torre · g8 negres rei · e7 blanques cavall · f7 negres peó · h7 negres peó · c3 blanques alfil | f8 negres torre · g8 negres rei · e7 blanques cavall · f7 negres peó · h7 negres peó · c3 blanques alfil | f8 negres torre · g8 negres rei · e7 blanques cavall · f7 negres peó · h7 negres peó · c3 blanques alfil | f8 negres torre · g8 negres rei · e7 blanques cavall · f7 negres peó · h7 negres peó · c3 blanques alfil | f8 negres torre · g8 negres rei · e7 blanques cavall · f7 negres peó · h7 negres peó · c3 blanques alfil | f8 negres torre · g8 negres rei · e7 blanques cavall · f7 negres peó · h7 negres peó · c3 blanques alfil | f8 negres torre · g8 negres rei · e7 blanques cavall · f7 negres peó · h7 negres peó · c3 blanques alfil | 2 |
| 1 | f8 negres torre · g8 negres rei · e7 blanques cavall · f7 negres peó · h7 negres peó · c3 blanques alfil | f8 negres torre · g8 negres rei · e7 blanques cavall · f7 negres peó · h7 negres peó · c3 blanques alfil | f8 negres torre · g8 negres rei · e7 blanques cavall · f7 negres peó · h7 negres peó · c3 blanques alfil | f8 negres torre · g8 negres rei · e7 blanques cavall · f7 negres peó · h7 negres peó · c3 blanques alfil | f8 negres torre · g8 negres rei · e7 blanques cavall · f7 negres peó · h7 negres peó · c3 blanques alfil | f8 negres torre · g8 negres rei · e7 blanques cavall · f7 negres peó · h7 negres peó · c3 blanques alfil | f8 negres torre · g8 negres rei · e7 blanques cavall · f7 negres peó · h7 negres peó · c3 blanques alfil | f8 negres torre · g8 negres rei · e7 blanques cavall · f7 negres peó · h7 negres peó · c3 blanques alfil | 1 |
|   | a | b | c | d | e | f | g | h |   |

El mat per sufocació és un mètode de mat comú. Funciona fent servir un cavall per atacar el rei contrari, mentre un alfil el confina controlant les caselles d'escapament.

## Mat de la cua d'oreneta
|   | a                                                                                        | b                                                                                        | c                                                                                        | d                                                                                        | e                                                                                        | f                                                                                        | g                                                                                        | h                                                                                        |   |
| 8 | d8 negres torre · f8 negres torre · e7 negres rei · a6 blanques torre · e6 blanques dama | d8 negres torre · f8 negres torre · e7 negres rei · a6 blanques torre · e6 blanques dama | d8 negres torre · f8 negres torre · e7 negres rei · a6 blanques torre · e6 blanques dama | d8 negres torre · f8 negres torre · e7 negres rei · a6 blanques torre · e6 blanques dama | d8 negres torre · f8 negres torre · e7 negres rei · a6 blanques torre · e6 blanques dama | d8 negres torre · f8 negres torre · e7 negres rei · a6 blanques torre · e6 blanques dama | d8 negres torre · f8 negres torre · e7 negres rei · a6 blanques torre · e6 blanques dama | d8 negres torre · f8 negres torre · e7 negres rei · a6 blanques torre · e6 blanques dama | 8 |
| 7 | d8 negres torre · f8 negres torre · e7 negres rei · a6 blanques torre · e6 blanques dama | d8 negres torre · f8 negres torre · e7 negres rei · a6 blanques torre · e6 blanques dama | d8 negres torre · f8 negres torre · e7 negres rei · a6 blanques torre · e6 blanques dama | d8 negres torre · f8 negres torre · e7 negres rei · a6 blanques torre · e6 blanques dama | d8 negres torre · f8 negres torre · e7 negres rei · a6 blanques torre · e6 blanques dama | d8 negres torre · f8 negres torre · e7 negres rei · a6 blanques torre · e6 blanques dama | d8 negres torre · f8 negres torre · e7 negres rei · a6 blanques torre · e6 blanques dama | d8 negres torre · f8 negres torre · e7 negres rei · a6 blanques torre · e6 blanques dama | 7 |
| 6 | d8 negres torre · f8 negres torre · e7 negres rei · a6 blanques torre · e6 blanques dama | d8 negres torre · f8 negres torre · e7 negres rei · a6 blanques torre · e6 blanques dama | d8 negres torre · f8 negres torre · e7 negres rei · a6 blanques torre · e6 blanques dama | d8 negres torre · f8 negres torre · e7 negres rei · a6 blanques torre · e6 blanques dama | d8 negres torre · f8 negres torre · e7 negres rei · a6 blanques torre · e6 blanques dama | d8 negres torre · f8 negres torre · e7 negres rei · a6 blanques torre · e6 blanques dama | d8 negres torre · f8 negres torre · e7 negres rei · a6 blanques torre · e6 blanques dama | d8 negres torre · f8 negres torre · e7 negres rei · a6 blanques torre · e6 blanques dama | 6 |
| 5 | d8 negres torre · f8 negres torre · e7 negres rei · a6 blanques torre · e6 blanques dama | d8 negres torre · f8 negres torre · e7 negres rei · a6 blanques torre · e6 blanques dama | d8 negres torre · f8 negres torre · e7 negres rei · a6 blanques torre · e6 blanques dama | d8 negres torre · f8 negres torre · e7 negres rei · a6 blanques torre · e6 blanques dama | d8 negres torre · f8 negres torre · e7 negres rei · a6 blanques torre · e6 blanques dama | d8 negres torre · f8 negres torre · e7 negres rei · a6 blanques torre · e6 blanques dama | d8 negres torre · f8 negres torre · e7 negres rei · a6 blanques torre · e6 blanques dama | d8 negres torre · f8 negres torre · e7 negres rei · a6 blanques torre · e6 blanques dama | 5 |
| 4 | d8 negres torre · f8 negres torre · e7 negres rei · a6 blanques torre · e6 blanques dama | d8 negres torre · f8 negres torre · e7 negres rei · a6 blanques torre · e6 blanques dama | d8 negres torre · f8 negres torre · e7 negres rei · a6 blanques torre · e6 blanques dama | d8 negres torre · f8 negres torre · e7 negres rei · a6 blanques torre · e6 blanques dama | d8 negres torre · f8 negres torre · e7 negres rei · a6 blanques torre · e6 blanques dama | d8 negres torre · f8 negres torre · e7 negres rei · a6 blanques torre · e6 blanques dama | d8 negres torre · f8 negres torre · e7 negres rei · a6 blanques torre · e6 blanques dama | d8 negres torre · f8 negres torre · e7 negres rei · a6 blanques torre · e6 blanques dama | 4 |
| 3 | d8 negres torre · f8 negres torre · e7 negres rei · a6 blanques torre · e6 blanques dama | d8 negres torre · f8 negres torre · e7 negres rei · a6 blanques torre · e6 blanques dama | d8 negres torre · f8 negres torre · e7 negres rei · a6 blanques torre · e6 blanques dama | d8 negres torre · f8 negres torre · e7 negres rei · a6 blanques torre · e6 blanques dama | d8 negres torre · f8 negres torre · e7 negres rei · a6 blanques torre · e6 blanques dama | d8 negres torre · f8 negres torre · e7 negres rei · a6 blanques torre · e6 blanques dama | d8 negres torre · f8 negres torre · e7 negres rei · a6 blanques torre · e6 blanques dama | d8 negres torre · f8 negres torre · e7 negres rei · a6 blanques torre · e6 blanques dama | 3 |
| 2 | d8 negres torre · f8 negres torre · e7 negres rei · a6 blanques torre · e6 blanques dama | d8 negres torre · f8 negres torre · e7 negres rei · a6 blanques torre · e6 blanques dama | d8 negres torre · f8 negres torre · e7 negres rei · a6 blanques torre · e6 blanques dama | d8 negres torre · f8 negres torre · e7 negres rei · a6 blanques torre · e6 blanques dama | d8 negres torre · f8 negres torre · e7 negres rei · a6 blanques torre · e6 blanques dama | d8 negres torre · f8 negres torre · e7 negres rei · a6 blanques torre · e6 blanques dama | d8 negres torre · f8 negres torre · e7 negres rei · a6 blanques torre · e6 blanques dama | d8 negres torre · f8 negres torre · e7 negres rei · a6 blanques torre · e6 blanques dama | 2 |
| 1 | d8 negres torre · f8 negres torre · e7 negres rei · a6 blanques torre · e6 blanques dama | d8 negres torre · f8 negres torre · e7 negres rei · a6 blanques torre · e6 blanques dama | d8 negres torre · f8 negres torre · e7 negres rei · a6 blanques torre · e6 blanques dama | d8 negres torre · f8 negres torre · e7 negres rei · a6 blanques torre · e6 blanques dama | d8 negres torre · f8 negres torre · e7 negres rei · a6 blanques torre · e6 blanques dama | d8 negres torre · f8 negres torre · e7 negres rei · a6 blanques torre · e6 blanques dama | d8 negres torre · f8 negres torre · e7 negres rei · a6 blanques torre · e6 blanques dama | d8 negres torre · f8 negres torre · e7 negres rei · a6 blanques torre · e6 blanques dama | 1 |
|   | a                                                                                        | b                                                                                        | c                                                                                        | d                                                                                        | e                                                                                        | f                                                                                        | g                                                                                        | h                                                                                        |   |

El mat de la cua d'oreneta, també conegut com a mat de Guéridon és un mètode comú de mat. Funciona atacant el rei enemic amb la dama, protegida per una torre o una altra peça. Les mateixes peces del rei atacat (en aquest exemple, torres), bloquegen les seves caselles diagonals posteriors d'escapament. S'assembla al mat de les xarreters, amb les peces pròpies una casella més enrere.